# Tipos de combate de luta profissional
Muitos tipos de lutas de wrestling, às vezes chamadas de "lutas de gimmick" no jargão do ramo, são realizadas no wrestling profissional. Algumas dessas lutas são mais comuns que outras e frequentemente são usadas para desenvolver ou concluir uma rivalidade. Ao longo das décadas de história do wrestling profissional, algumas lutas de gimmick geraram diversas variações do conceito original.

## Lutas individuais

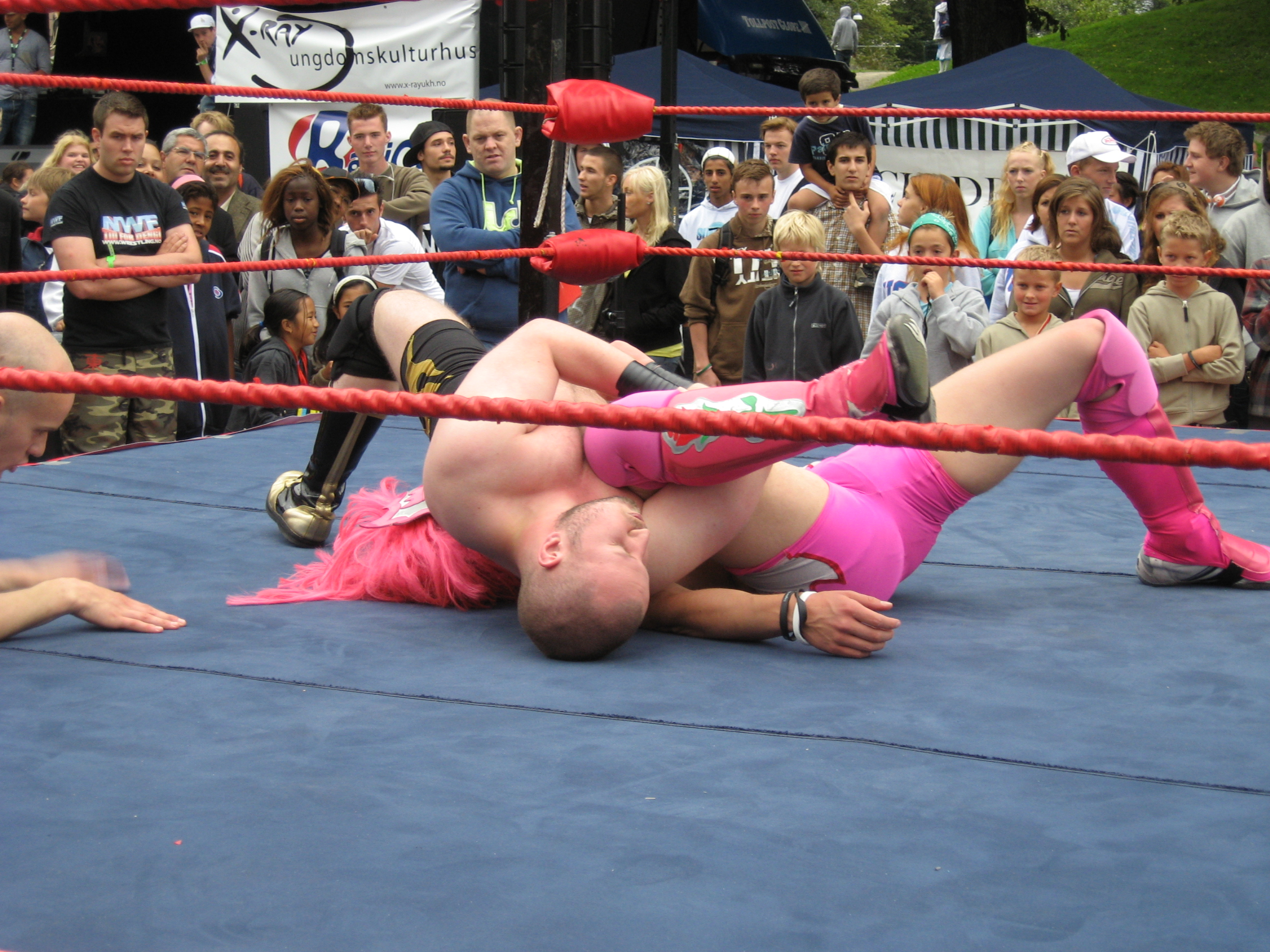
Lutador vencendo a luta por pinfall.

A luta individual é a mais comum de todas as lutas de luta livre profissional, que envolve apenas dois competidores competindo por uma queda. Uma vitória é obtida por pinfall, submissão, nocaute, contagem ou desqualificação. Algumas das variações mais comuns na luta individual é restringir os meios possíveis para a vitória.

### Lutas Blindfold
Em uma luta blindfold, os dois participantes devem usar uma venda nos olhos durante toda a duração da luta. Um exemplo conhecido desse tipo de luta é o combate da WrestleMania VII entre Jake "The Snake" Roberts e Rick Martel.

### Luta No Count-Out
Uma luta No Count-Out é uma luta individual na qual ambos os competidores podem ficar fora do ringue sem sofrerem a tradicional contagem de 10 foram do ringue. Um exemplo bem conhecido está no Vengeance 2003 entre Stephanie McMahon e Sable, que Sable ganhou.

### Luta Pure Wrestling Rules
A luta Pure Wrestling Rules apareceu originalmente na Ring of Honor (ROH) e ainda existe como as "regras oficiais" do ROH Pure Championship. Segundo essas regras, cada lutador tem direito a apenas três rope breaks; uma vez que todos forem usados, o lutador não pode usar as cordas para escapar de pins ou submissões. Socos com o punho fechado são ilegais, e a primeira infração (se vista pelo árbitro) resulta em um aviso. A segunda infração resulta em desqualificação. Os lutadores devem apertar as mãos antes e depois da luta.

### Lutas Special Challenge
Uma luta special challenge era frequentemente usada na World Championship Wrestling (WCW) para se referir a uma luta individual na qual o campeão não está defendendo o título, então o título não muda de mãos caso o campeão perca a luta. Ela pode ser anunciada pelo nome, como uma luta sem título em jogo ou como uma luta individual. Também era usada em formato de duplas. A luta Arn Anderson vs. Paul Orndorff pelo WCW World Television Championship no Clash of the Champions XI foi um exemplo. Embora Orndorff tenha vencido a luta, Anderson permaneceu campeão.

### Luta Campeão vs Campeão
Uma luta campeão vs. campeão também pode ser referida como uma luta "Winner Takes All", mas em alguns casos o título de cada lutador não está em disputa ou apenas um título está em jogo. Durante a segunda divisão de marcas da WWE, esse tipo de luta foi frequentemente usado no Survivor Series, com ambos os títulos não sendo defendidos, até 2021, quando as lutas campeão vs. campeão foram substituídas por WarGames. Esse tipo de luta passou a ser utilizado no Crown Jewel desde 2024, com os campeões mundiais masculinos e femininos se enfrentando por um cinturão comemorativo do Crown Jewel.

### Luta Bloodsport/Underground
Esta luta consiste em um conjunto de regras único em comparação com um evento tradicional de wrestling profissional, no qual todas as lutas devem terminar por nocaute ou submissão. O ringue tradicional é substituído por um tablado sem cordas ou turnbuckles.

#### GCW Bloodsport
Este evento apresenta lutas trabalhadas no estilo "shoot" que imitam os primeiros dias do MMA e do catch wrestling. É comum que os competidores do Bloodsport tenham algum conhecimento em outros esportes de combate e/ou MMA, bem como no wrestling profissional, já que essas lutas individuais muitas vezes parecem duras e têm a sensação de clássicas lutas no estilo shoot wrestling.

#### Raw/NXT Underground
Durante a pandemia de COVID-19, as promoções de wrestling foram forçadas a realizar eventos sem público de março de 2020 até julho de 2021. Durante esse período sem público, a WWE introduziu um segmento chamado Raw Underground em agosto daquele ano. Era um conceito inspirado no Fight Club, apresentado e comentado por Shane McMahon na terceira hora do Raw, e não acontecia no palco principal, mas sim no porão do WWE Performance Center, com apenas lutadores e dançarinas presentes. As lutas aconteciam em um ringue sem cordas e com uma lona preta, no estilo work shoot e poderiam terminar por nocaute, submissão ou pela decisão de McMahon. Os segmentos de Raw Underground foram exibidos de 3 de agosto a 21 de setembro de 2020 em 8 episódios do Raw.
A marca NXT da WWE adotou o conceito começando no episódio de 4 de julho do NXT entre Eddy Thorpe e Damon Kemp. Diferente de quando a luta estava no Raw, no NXT, a luta ocorre no palco principal, na frente dos fãs, com as cordas do ringue sendo removidas e uma lona preta cobrindo o ringue. No episódio de 26 de dezembro de 2023 do NXT, Thorpe derrotou Dijak na segunda luta do NXT Underground.
A primeira luta feminina do NXT Underground aconteceu na segunda semana do NXT Spring Breakin' (2024), onde Lola Vice derrotou Natalya.
No NXT Battleground (2024), Vice derrotou Shayna Baszler na segunda luta do NXT Underground.
No NXT Deadline (2024), Vice derrotou Jaida Parker na terceira luta do NXT Underground.

## Variações baseadas em Battle Royal
A batalha real é um tipo de luta multicompetitiva em que os lutadores são eliminados até que reste apenas um. As típicas batalhas reais começam com 20 ou mais participantes todos no ringue ao mesmo tempo, que são então eliminados ao serem jogados sobre a corda superior e tendo ambos os pés tocando o chão da arena.

### Battlebowl
O Battlebowl é uma variação de dois ringues em um battle royal, os lutadores começam em um ringue e tentam jogar os lutadores no segundo ringue, após o qual eles podem ser eliminados sendo jogados para fora desse ringue. O último lutador restante no primeiro ringue pode descansar até que reste apenas um lutador no segundo ringue, após o que eles lutam em ambos os ringues até que um seja eliminado e um vencedor seja declarado, de forma semelhante a um torneio de eliminação dupla. Isso foi realizado pela World Championship Wrestling no evento Starrcade de 1991, mas as futuras lutas do Battlebowl foram disputadas sob as regras normais do battle royal.

### Battle Zone
A battle zone apresenta qualquer número de homens em um ringue sobre a eliminação da corda superior. Típico battle royal, exceto que este apresenta mesas cobertas com arame farpado, tachinhas e lâmpadas do lado de fora do ringue, que podem pegar os lutadores quando são jogados para fora do ringue.

### Bunkhouse Stampede
O Bunkhouse Stampede da National Wrestling Alliance (NWA) envolveu lutadores usando o que foi descrito como "equipamento de bunkhouse" - botas de cowboy, jeans, camisetas - em vez de suas calças normais de luta livre e não apenas permitiu, mas incentivou o uso de armas. Em 1988, a NWA nomeou um pay-per-view em homenagem ao Bunkhouse Stampede, encabeçado por uma luta Bunkhouse Stampede realizada dentro de uma jaula. Recentemente, a luta foi revitalizada por Ricky Morton, do Rock n' Roll Express, em sua academia de wrestling em Chuckey, Tennessee.

### Hardcore battle royal
Uma battle royale com regras hardcore (sem desqualificações e sem contagem fora do ringue) envolvendo vários competidores no ringue ao mesmo tempo. A luta poderia durar 15 ou 20 minutos. Todos os participantes não são eliminados por serem jogados para fora do ringue, tendo ambos os pés tocando o chão. Derrubar ou forçar o Campeão Hardcore a se submeter resultaria no participante vencedor se tornando o campeão interino. A pessoa que segurasse o título ao final do tempo limite seria declarada a vencedora da luta e a campeã oficial. O exemplo mais famoso é a Hardcore Title Battle Royal da WrestleMania 2000 da WWF.

### Last Blood battle royal
Uma batalha real de Last Blood é essencialmente uma luta First Blood com vários competidores. Todos os competidores começam ao mesmo tempo e os lutadores são eliminados quando começam a sangrar. O vencedor é o último lutador da luta que não sangra. Esta luta foi realizada na Tri-State Wrestling Association, predecessora da Extreme Championship Wrestling.

### Reverse battle royale
Geralmente usado na TNA/Impact Wrestling, uma reverse battle royale começa com os lutadores ao redor do ringue, em vez de dentro dele. No início da luta, eles batalham para que metade deles consiga entrar no ringue, e então se torna uma battle royal comum onde a última pessoa em pé vence a battle royale.
A Cage Reverse Battle Royale é outra variação dessa luta no TNA. Ela tem três estágios; começa com uma battle royale de dentro para fora com 15 ou mais lutadores envolvidos. Os primeiros sete a entrarem no ringue sobre a gaiola avançam para o segundo estágio, que é uma luta de gauntlet. Quando chega ao estágio final, apenas dois lutadores batalham em uma luta individual decidida por pinfall ou submissão.

### Semi-final battle royale
Uma semi-final battle royale consiste em uma battle royale onde, quando um número específico de lutadores resta, a luta termina, e os que permanecem são colocados em uma luta padrão pelo prêmio em disputa. Um exemplo disso ocorreu em um episódio de janeiro de 2024 do NXT, onde 20 mulheres competiram em uma battle royal que se tornou uma Fatal 4-Way quando restaram quatro competidoras.
Na All Elite Wrestling (AEW), é conhecida como uma Dynamite Dozen Battle Royale, onde doze competidores competem até que o número seja reduzido a dois, e há um episódio subsequente onde os dois finais competem, neste caso, pelo "AEW Dynamite Diamond Ring".
Na New Japan Pro-Wrestling (NJPW), o New Japan Rumble de 2021 no Wrestle Kingdom 15 foi conduzido como uma semi-final battle royale. Chase Owens, Bad Luck Fale, Tetsuya Bushi e Toru Yano foram os quatro finalistas que competiram em uma luta pelo título no dia seguinte.

### Battle royale de Duplas
A battle royale de equipe consiste em equipes designadas de lutadores com dois membros por time. Esta luta segue as regras normais da battle royale, onde as equipes podem ser eliminadas quando um ou ambos os membros são jogados sobre a corda superior com ambos os pés tocando o chão. A luta é conduzida de maneira semelhante a uma battle royale, mas nesses casos, ambos os lutadores são considerados ativos ao mesmo tempo e não há tags, utilizando a estipulação de tornado tag team.
Essa variação da battle royale foi usada durante o WWE Draft de 2011 em 25 de abril de 2011, onde a equipe do lutador precisava eliminar todos os membros da equipe adversária, de forma semelhante a uma luta de eliminação em equipes, onde o lutador perdido de uma equipe, que acabou sendo jogado para fora da corda com ambos os pés tocando o chão, deve retornar ao seu vestiário. A equipe vencedora recebe uma escolha de #1 para sua respectiva marca. Outra versão notável dessa luta foi usada na WrestleMania XV também.

### World War 3
Criada pela World Championship Wrestling em 1995, a battle royale World War 3 envolvia uma configuração com três ringues e 60 competidores; 20 lutadores começavam em cada um dos três ringues, onde lutavam sob as regras normais de uma battle royale. Quando restavam 30 competidores (exceto em 1997, quando o número era 20), todos os lutadores se reuniam no ringue central e continuavam sob as regras tradicionais até que restasse apenas um vencedor.

## Luta cinematográfica
Uma luta cinematográfica não é tecnicamente um tipo de luta em si, mas sim um termo usado para se referir a lutas que são produzidas com várias técnicas cinematográficas. As regras variam de luta para luta, mas geralmente têm como base a luta hardcore. Diferente de uma luta normal, que é realizada em uma única tomada e normalmente diante de uma plateia ao vivo, as lutas cinematográficas são gravadas ao longo de várias horas com diferentes cenas filmadas, semelhante à produção de um filme, com um orçamento de produção mais alto envolvido. O produto final (a luta completa) geralmente dura de 20 a 40 minutos e é exibido posteriormente, geralmente em um evento pay-per-view. Elas também costumam ser filmadas em locações externas ou em cenários personalizados.
Embora não fosse considerada uma luta cinematográfica na época, a Hollywood Backlot Brawl entre Roddy Piper e Goldust na WrestleMania XII em 1996 é hoje vista como uma das primeiras lutas cinematográficas pela World Wrestling Federation (atualmente WWE), já que utilizou técnicas que agora são comuns nesse estilo de luta. Diferente das lutas cinematográficas atuais (que geralmente vão ao ar em um único segmento), essa luta foi exibida em vários segmentos intercalados com lutas dentro do ringue, e contou com trechos pré-gravados fora do Arrowhead Pond, mostrando a briga entre os dois, além de Piper "perseguindo" o Cadillac dourado de Goldust em um Ford Bronco branco, numa referência óbvia ao então recente caso de assassinato envolvendo O. J. Simpson. (Vince McMahon chegou a comentar que “as imagens pareciam muito familiares”, sem quebrar completamente a kayfabe; na verdade, imagens reais da perseguição de Simpson foram reutilizadas como parte da luta.) A luta terminou ao vivo no ringue, quando Piper arrancou a roupa de Goldust, revelando que ele estava usando lingerie feminina, e o beijou como forma de “fazê-lo virar homem”. A WrestleMania XII ainda contou com uma segunda luta cinematográfica entre “The Huckster” e “Nacho Man”.
No SummerSlam de 1996, The Undertaker enfrentou Mankind em uma "Boiler Room Brawl" que foi em grande parte pré-gravada, incorporando objetos cênicos e ângulos de câmera não convencionais.
Em 2016, a Total Nonstop Action Wrestling (TNA) realizou uma luta intitulada "Final Deletion" entre os irmãos Matt Hardy e Jeff Hardy no episódio de 5 de julho do Impact Wrestling, filmada no complexo de Matt Hardy. Foi uma luta hardcore com contagem válida em qualquer lugar. A sequência foi uma briga entre os Broken Hardys e o grupo Decay, intitulada "Delete or Decay". Os Broken Hardys e o Decay continuaram sua rivalidade no Bound for Glory, onde o Decay perdeu o TNA World Tag Team Championship para os Hardys em "The Great War". Os Hardys lançaram um desafio aberto para duplas em seu complexo no episódio de 15 de dezembro do Impact Wrestling, intitulado Total Nonstop Deletion. O evento principal foi o "Tag Team Apocalypto", onde os Hardys derrotaram o Decay.
Embora não tenha sido disputada como uma luta oficial, a WWE deu continuidade pouco depois e filmou uma briga no estilo cinematográfico entre The New Day (Big E, Kofi Kingston e Xavier Woods) e The Wyatt Family (Bray Wyatt, Erick Rowan e Braun Strowman), realizada no complexo da Wyatt Family e exibida no episódio de 11 de julho de 2016 do WWE Raw. A WWE então gravou sua própria luta cinematográfica para o pay-per-view Payback de 2017, chamada de "House of Horrors match", entre Randy Orton e Bray Wyatt. Semelhante à luta "Final Deletion" da TNA, essa ocorreu em uma casa abandonada, mas ao contrário da outra, não era com contagem em qualquer lugar — a luta precisava terminar no ringue, na arena onde o evento estava sendo realizado (as cenas na casa foram pré-gravadas, enquanto a parte no ringue foi ao vivo). A próxima luta cinematográfica ocorreu no episódio de 19 de março de 2018 do Raw, apresentando Matt Hardy, que havia retornado à WWE com a gimmick de "Woken" Matt Hardy, contra Bray Wyatt, e foi chamada de "Ultimate Deletion"; ela seguiu o mesmo estilo de "Final Deletion", incluindo a realização no complexo de Matt.
As lutas cinematográficas se tornaram mais frequentes em 2020 como resultado da pandemia de COVID-19; a pandemia começou a impactar a indústria do wrestling profissional em março daquele ano, forçando as promoções a realizarem eventos com portões fechados. A WWE apresentou várias lutas cinematográficas em seus pay-per-views entre março e agosto, recebendo grande aclamação por duas delas que ocorreram na WrestleMania 36: a luta Boneyard entre The Undertaker e AJ Styles, que foi uma Buried Alive realizada em um cemitério construído especialmente na área de Orlando, e a Firefly Fun House entre John Cena e "The Fiend" Bray Wyatt. (Apesar da luta terminar com The Fiend fazendo o pin em Cena no ringue, o combate foi apresentado como uma sequência onírica da carreira de Cena, destacando suas falhas de caráter percebidas; os segmentos foram gravados na sede da WWE, o Titan Towers, em Stamford, Connecticut). Após isso, outras lutas cinematográficas foram realizadas: no Money in the Bank em maio, as lutas de escada principais ocorreram na sede da WWE; no NXT TakeOver: In Your House em junho, ocorreu a Backlot Brawl entre Adam Cole e Velveteen Dream, filmada no estacionamento da Full Sail University; também em junho, uma luta individual entre Edge e Randy Orton no Backlash foi produzida de forma cinematográfica e promovida como "The Greatest Wrestling Match Ever"; e em julho, a Wyatt Swamp Fight entre Bray Wyatt e Braun Strowman aconteceu no evento The Horror Show at Extreme Rules. Com a introdução dos palcos do WWE ThunderDome em agosto e do Capitol Wrestling Center (CWC) em outubro, o uso de lutas cinematográficas foi significativamente reduzido, pois essas novas arenas permitiam a presença virtual de fãs. No NXT: Halloween Havoc, realizado em outubro, uma luta Haunted House of Terrors foi realizada entre Dexter Lumis e Cameron Grimes, em estilo semelhante à House of Horrors do Payback 2017. Outras lutas envolvendo Randy Orton, "The Fiend" Bray Wyatt e Alexa Bliss também utilizaram técnicas cinematográficas, como a Firefly Inferno no TLC: Tables, Ladders & Chairs em dezembro, onde Orton incendiou o corpo de The Fiend, e uma luta intergender entre Orton e Bliss no Fastlane de março de 2021, onde Bliss usou poderes sobrenaturais. Desde a retomada das turnês com público ao vivo em julho de 2021, a WWE cessou a produção de lutas cinematográficas.
A AEW também incorporou lutas cinematográficas durante as restrições impostas pela pandemia entre 2020 e 2021, sendo a mais notável a Stadium Stampede no Double or Nothing 2020, uma luta de 5 contra 5 em um estádio vazio, realizada no TIAA Bank Field. Durante esse período, a AEW apresentou pelo menos uma luta cinematográfica em cada um de seus pay-per-views: uma luta Tooth and Nail no All Out 2020 entre Dr. Britt Baker, D.M.D. e Big Swole, filmada no consultório odontológico real de Baker; uma luta chamada The Elite Deletion no Full Gear 2020, entre Matt Hardy e Sammy Guevara, no mesmo estilo das outras lutas "Deletion" de Hardy; e uma tag team street fight entre Darby Allin e Sting contra o Team Taz (Brian Cage e Ricky Starks) no Revolution 2021, filmada em um armazém abandonado em Atlanta, Geórgia. No Double or Nothing 2021, a segunda edição da Stadium Stampede foi uma luta híbrida, com a primeira metade filmada previamente no TIAA Bank Field, e a conclusão acontecendo ao vivo na arena Daily's Place, ao lado do estádio. O público presente assistiu à primeira metade da luta por meio de telões antes da ação se transferir para o anfiteatro. Essa foi a última luta cinematográfica produzida pela AEW antes da retomada das turnês ao vivo em julho daquele ano.
A Impact Wrestling também voltou a produzir lutas cinematográficas em 2021, quando Ethan Page lutou contra seu alter ego "The Karate Man" no evento Hard to Kill, em uma luta cinematográfica no estilo Mortal Kombat, que terminou com The Karate Man "matando" Page. Essa foi a última aparição de Page na Impact antes de deixar a empresa e ir para a AEW.

## Lutas com variações de containers
Algumas lutas têm um contêiner posicionado no ou próximo ao ringue, com o objetivo de prender o oponente dentro dele. Todas essas lutas seguem regras hardcore, e muitas delas recebem o nome do container utilizado, como a "luta de ambulância" e a "luta de caixão". Um tipo similar de luta tem como objetivo restringir os oponentes de alguma forma, e a luta geralmente leva o nome do dispositivo de restrição — por exemplo, a maca. Nenhuma dessas lutas pode terminar por pinfall, submissão, contagem ou desqualificação.
Contêineres comuns usados nessas lutas incluem caixões (associados ao personagem Deadman de The Undertaker, podendo ser um caixão tradicional ou um caixão duplo, mais largo e profundo, às vezes desenhado especialmente para certos oponentes do Undertaker), ambulâncias, caçambas de lixo, carros funerários (conhecido como a luta "Last Ride", também associado a The Undertaker) e macas.

### Luta de Ambulância
Uma luta de ambulância é disputada sob regras hardcore, sem pinfalls, submissões, desqualificações ou contagens. A única forma de vencer é forçar o oponente a entrar na parte de trás de uma ambulância e fechar a porta. A primeira luta desse tipo aconteceu no Survivor Series 2003, onde Kane derrotou Shane McMahon. A segunda foi no Elimination Chamber de 2012, também com Kane como um dos competidores. Seu oponente foi John Cena, que venceu a luta — nessa edição, uma regra adicional foi que a ambulância precisava deixar a arena para que a vitória fosse validada. A terceira luta de ambulância foi parte da "Three Stages of Hell" no WWE Payback em 16 de junho de 2013, em Rosemont, Illinois, entre John Cena e Ryback pelo WWE Championship. A mais recente ocorreu no NXT Halloween Havoc em outubro de 2024, entre Ridge Holland e Andre Chase. A famosa luta "Hell of War" de 2017 da Lucha Underground entre Dante Fox (A.R. Fox) e Killshot (Swerve Strickland) foi a única luta de ambulância dessa promoção.

### Luta Buried Alive
Uma luta Buried Alive é aquela em que o objetivo é lançar o oponente em uma cova cavada em um grande monte de terra posicionado fora do ringue. Uma vez dentro da cova, o lutador deve enterrar o adversário com terra até a decisão do árbitro. Equipamentos como pás, carrinhos de mão e até tratores costumam estar disponíveis para ajudar a completar o sepultamento. A luta Buried Alive é uma das três lutas características de The Undertaker (as outras são a luta de caixão e a Last Ride Match).
Uma versão cinematográfica dessa luta foi realizada entre The Undertaker e AJ Styles na WrestleMania 36, sendo chamada de luta Boneyard. A luta ocorreu ao ar livre, em um cenário semelhante a um cemitério, próximo a um armazém abandonado, em vez de acontecer em um ringue tradicional.

### Luta Body Bag
Uma luta Body Bag é uma luta sem desqualificações onde o objetivo é colocar o adversário dentro de um saco de cadáver posicionado no centro do ringue para obter a vitória. Essa foi uma das lutas temáticas utilizadas por The Undertaker no início de sua carreira; ele participou de uma dessas lutas em 1992 contra The Ultimate Warrior no Madison Square Garden.

### Luta de Caixão

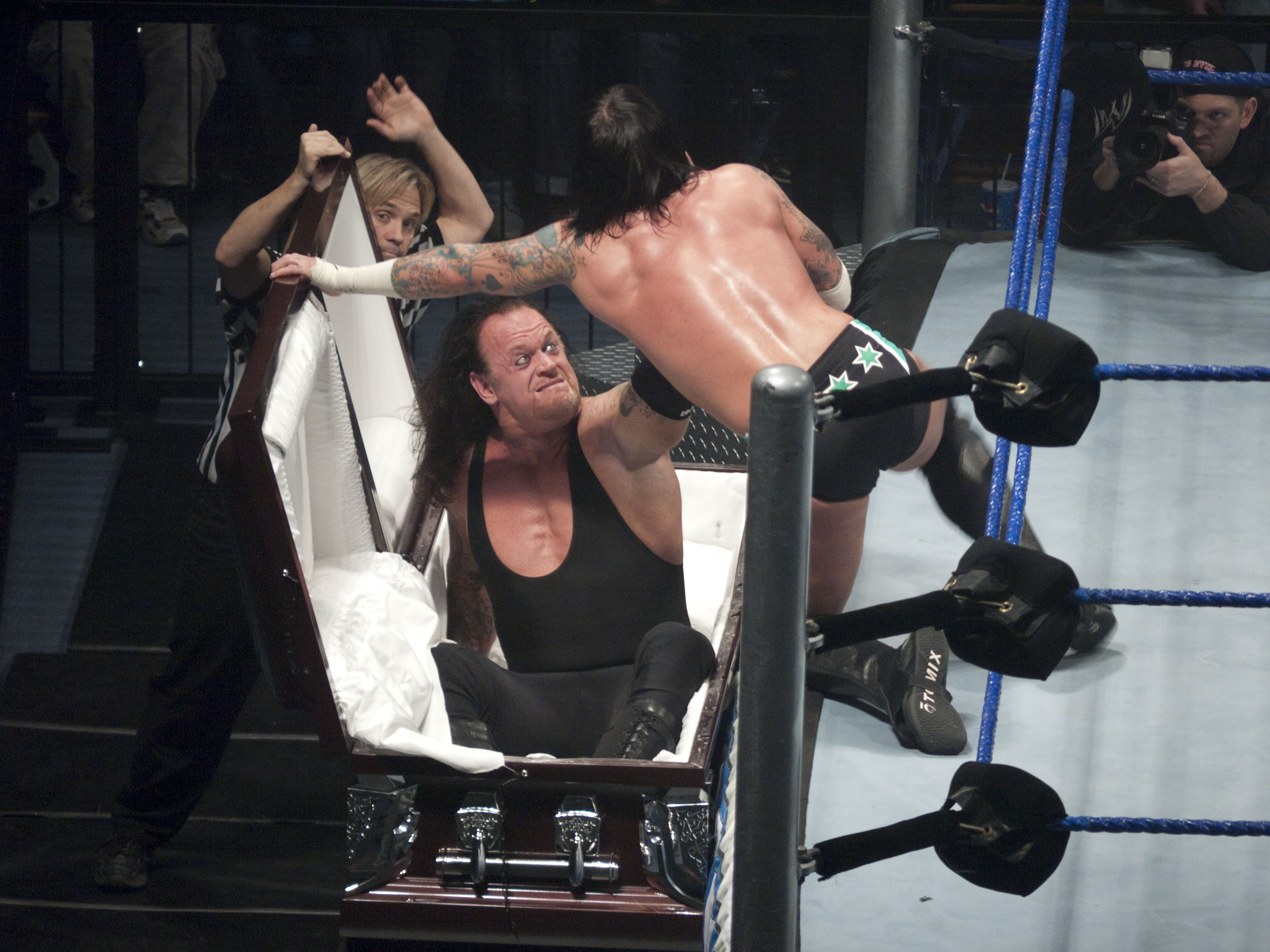
The Undertaker em uma luta de caixão contra CM Punk

A luta de caixão tem um caixão posicionado próximo ao ringue, e o objetivo é prender o adversário dentro dele. A luta de caixão surgiu originalmente como uma luta isolada nos anos 1970 entre Dusty Rhodes e Ivan Koloff. Essa estipulação foi retomada como uma das lutas características de The Undertaker e apareceu pela primeira vez na televisão no Survivor Series, em uma luta contra Kamala. Antes disso, em um show não televisionado em 14 de julho de 1991, o Ultimate Warrior derrotou The Undertaker em uma luta de caixão em St. Louis, Missouri, no estádio Busch. Houve 17 lutas de caixão, das quais 11 foram vencidas por The Undertaker. A 20ª edição aconteceu no Halloween Havoc e foi a primeira após a aposentadoria do Deadman, envolvendo Grayson Waller contra Apollo Crews, com Crews saindo vitorioso. A WWE realizou sua primeira luta de caixão feminina no episódio de 29 de outubro de 2024 do NXT, entre Tatum Paxley e Wendy Choo, com Paxley vencendo.
Além da WWE, a luta de caixão foi adotada por outras promoções como a Total Nonstop Action Wrestling (TNA), All Elite Wrestling (AEW) e Lucha Underground — esta última batizando a luta como Grave Consequences (posteriormente Graver Consequences). Uma versão mais branda da luta de caixão acontece quando a vitória é decidida por pinfall ou submissão, mas o derrotado ainda assim é colocado dentro do caixão após o término da luta.

#### Luta Last Rites
A luta Last Rites é uma variação criada pela Total Nonstop Action Wrestling (TNA) na qual um caixão é baixado até o centro do ringue, e o objetivo é colocar o oponente dentro dele. Após o fim da luta, o caixão é elevado até o teto da arena. A primeira Last Rites aconteceu entre Sting e Abyss. A ideia foi concebida por Vince Russo, mas a luta foi considerada um desastre, já que o posicionamento do caixão no centro do ringue atrapalhava os lutadores, limitando bastante seus movimentos e o espaço disponível. A recepção foi tão negativa que, durante a luta, a plateia começou a gritar "Fire Russo!" com tanta intensidade que os comentaristas precisaram gritar em seus microfones para serem ouvidos.
Em 2023, a TNA Wrestling trouxe de volta a estipulação da Last Rites, mas com alterações que a deixaram mais parecida com uma luta de caixão tradicional.

### Luta Dumpster
Uma luta Dumpster é uma luta sem desqualificação, sem submissão, sem contagem de 10, e sem pinfalls, sendo uma luta hardcore na qual o objetivo é forçar o oponente dentro de um contêiner de lixo (dumpster) e fechar a tampa. A primeira luta desse tipo aconteceu na WrestleMania XIV, onde The New Age Outlaws enfrentaram Cactus Jack e Chainsaw Charlie.
A luta mais recente desse tipo ocorreu no episódio do Smackdown de 5 de outubro de 2024, quando Michin aplicou um powerbomb em Chelsea Green, jogando-a através de uma mesa e dentro de uma caçamba de lixo.

### Luta Last Ride
A luta Last Ride é uma luta hardcore semelhante a uma luta de ambulância, onde a condição de vitória é forçar o oponente para dentro de um carrofunerário, fechar a porta e dirigir o veículo para fora da arena. A primeira luta desse tipo aconteceu no No Mercy, quando The Undertaker desafiou John "Bradshaw" Layfield pelo WWE Championship, embora uma luta com estipulações semelhantes tenha ocorrido antes. A segunda luta desse tipo aconteceu no Armageddon, quando o Undertaker desafiou Mr. Kennedy e o derrotou. Uma variação dessa luta foi usada no NXT Spring Breakin', chamada luta Trunk, disputada entre Tony D'Angelo e Channing "Stacks" Lorenzo, que foram os vencedores, e Pretty Deadly (Kit Wilson e Elton Prince).

## Variações com estrutura de confinamento
Algumas lutas acontecem em ambientes fechados específicos. Embora a maioria dessas estruturas seja montada dentro ou ao redor do ringue, algumas são colocadas separadamente. Em todos os casos, a estrutura em si é considerada parte da luta, e a maioria das lutas baseadas em estruturas fechadas é decidida por pinfall ou submissão, a menos que estipulações específicas sejam feitas previamente.

### Luta Steel Cage

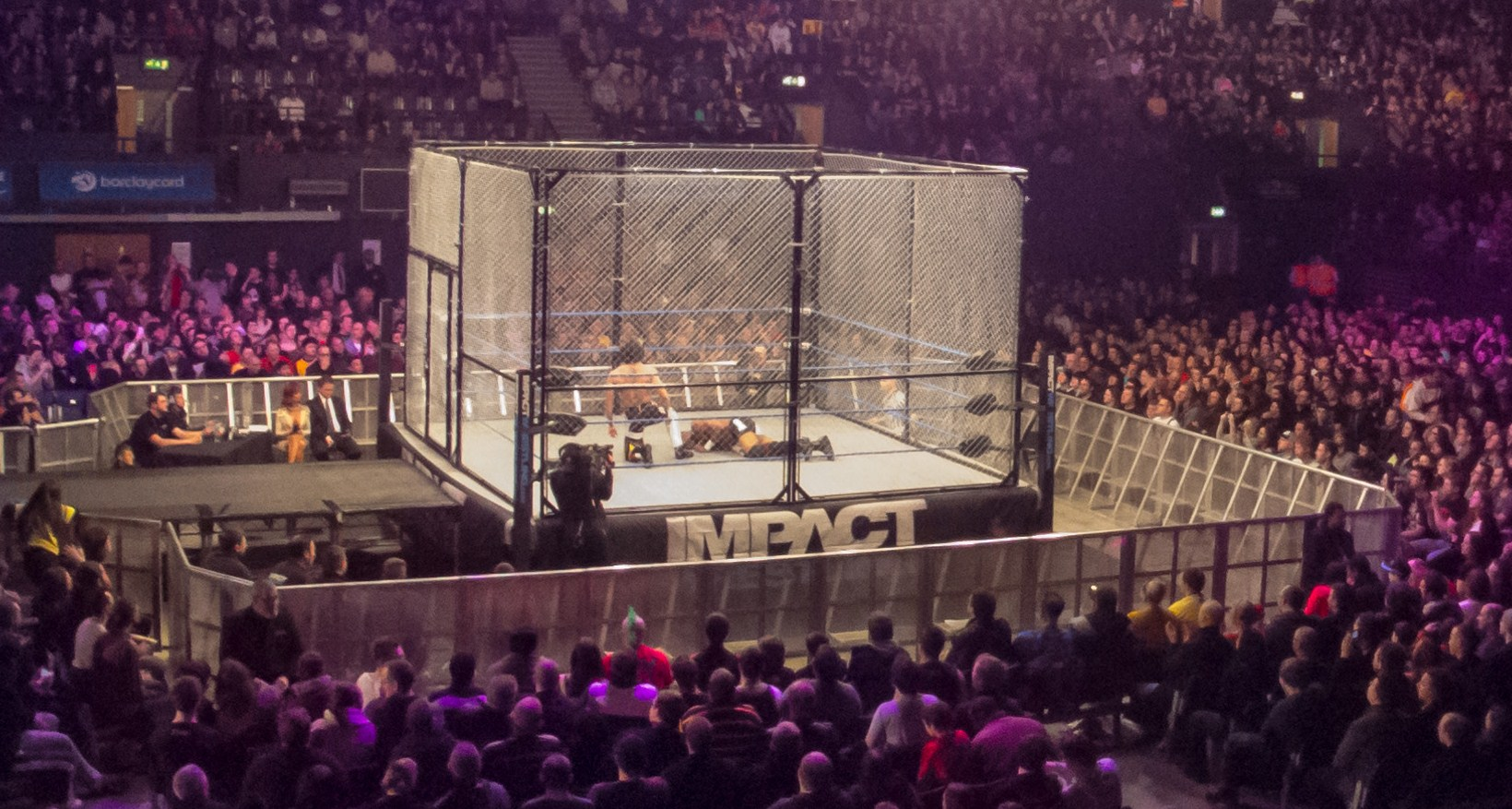
Uma luta steel cage em um evento da Impact Wrestling em 2013

As jaulas de aço são uma das formas mais antigas de estruturas usadas no wrestling profissional. As primeiras "lutas steel cage" conhecidas aconteceram em 9 de janeiro de 1936, em Caruthersville, Missouri, em um evento que incluiu duas lutas com esse tipo de "cerca de arame de galinheiro", entre Jez e Otto Ludwig, e Joe Dillman contra Charles Sinkey. Essas lutas ocorreram em um ringue cercado por arame de galinheiro, para manter os lutadores dentro e evitar qualquer interferência externa. Com o tempo, elas evoluíram bastante, passando do arame de galinheiro para barras de aço e, depois, para cercas de malha metálica (esta última se tornou o padrão por ser mais barata de fabricar, mais leve para transportar e mais flexível, sendo assim mais segura para os lutadores).
Uma luta steel cage é disputada dentro de uma jaula formada por painéis de malha metálica colocados ao redor, dentro ou nas bordas do ringue. A forma mais comum de vencer é simplesmente escapando da jaula, seja escalando por cima da parede da jaula e tocando o chão da arena com os dois pés, ou saindo pela porta da jaula, também com os dois pés tocando o chão da arena. Outras formas ocasionais de vencer incluem pinfall ou submissão.
Também é possível que um lutador tente escapar escalando a parede da jaula enquanto outro tenta sair pela porta. No México, lutas em jaula de aço são vencidas apenas ao escalar até o topo da parede da jaula. Na Impact Wrestling, essas lutas eram chamadas de Six Sides of Steel, já que a jaula cercava o ringue de seis lados da empresa.

### Luta Asylum
A luta Asylum é o nome dado a três tipos diferentes de combates, envolvendo uma jaula de malha metálica em formato circular colocada no centro do ringue.
O primeiro tipo foi criado por Scott Steiner na WCW, realizado dentro de uma pequena jaula circular de malha metálica colocada no meio do ringue. A vitória só era possível por submissão.
Em 16 de maio de 2016, foi introduzido um segundo tipo, marcado entre Dean Ambrose e Chris Jericho no Extreme Rules, uma variação da luta em jaula de aço em que armas ficam suspensas acima da jaula e escapar da jaula não é uma condição de vitória, restando apenas pinfall ou submissão.
Em 10 de agosto de 2019, foi apresentado um terceiro tipo, que incluía a estipulação de jaula de aço com arame farpado (um tipo de luta em que a porta da jaula é trancada com correntes e cadeado), após Adam Cole e Johnny Gargano empatarem em 1 a 1 após uma luta normal e uma no holds barred no NXT TakeOver: Toronto (2019), onde armas estão presas à jaula de aço e arame farpado cobre o topo.

### Luta Barbed Wire Steel Cage
Uma luta Barbed Wire Steel Cage é um tipo de combate que utiliza fios de arame farpado em uma jaula de aço de alguma forma, geralmente ao redor do topo da estrutura. Apenas usar arame farpado em uma luta comum de jaula de aço não a caracteriza como esse tipo específico de combate; o arame farpado deve fazer parte do design da jaula. Esse tipo de luta torna a fuga praticamente impossível, pois além do arame farpado impedir a saída pelo topo da jaula, a porta também é trancada com correntes e cadeado, semelhante ao estilo do Hell in a Cell. Um exemplo foi a luta entre John "Bradshaw" Layfield e Big Show no No Way Out 2005, onde além do arame farpado, havia fio de navalha enrolado ao redor do topo da jaula em um padrão circular. Outro exemplo foi Adam Cole contra Johnny Gargano no NXT TakeOver: Toronto 2019, onde além do arame farpado e da porta trancada, várias armas estavam disponíveis no topo da jaula; essa versão, no entanto, não possuía fio de navalha.

#### Wire Steel Cage
Outras variações incluem a luta na jaula de aço com fio de navalha, conceito semelhante ao da luta com arame farpado, porém o arame farpado é substituído por fios de navalha maiores e mais grossos, enrolados ao redor do topo, dos cantos e das paredes da jaula.
Já a luta na jaula de aço com arame farpado e fio de navalha é uma combinação das duas, onde o topo, os cantos e as paredes da jaula são cobertos com arame farpado e, por cima dele, também com fio de navalha. Além disso, há tábuas no ringue cobertas com fio de navalha.

### Luta Cage of Death
A luta Cage of Death é um tipo de luta em jaula de aço com várias armas espalhadas dentro da estrutura, como paredes da jaula eletrificadas, cactos, mesas, tubos de luz, vidro, tachinhas, tacos de beisebol, arame farpado e diversos outros objetos e armas. Essa luta é sempre o evento principal do maior show da CZW, o Cage of Death. Algumas dessas lutas foram realizadas sob as regras do estilo WarGames, com dois ringues sendo utilizados.

### Luta Chamber
Na TNA, uma Luta Chamber começa com dois lutadores (ou até seis) lutando dentro de uma câmara. Lutadores que não estão participando diretamente da luta ficam ao redor da câmara. Cerca de cinco minutos após o início, esses lutadores de fora jogam armas para dentro da estrutura. A luta só termina quando um dos lutadores nocauteia o oponente.

### Luta Chamber of Extreme
Em uma Chamber of Extreme, criada pela Extreme Canadian Championship Wrestling (ECCW), uma jaula de aço de 2,4 metros de altura cerca a área ao redor do ringue, com o topo envolto em arame farpado e armas "extremas" espalhadas pelo ringue e pela área ao redor. Desqualificações, contagens e quebras de golpe nas cordas não se aplicam. O vencedor é decidido por pinfall, submissão ou quando o oponente não consegue se levantar antes da contagem de 10.

### Luta Chamber of Horrors
A Chamber of Horrors foi uma luta em uma jaula de aço entre duas equipes de quatro homens. No meio da jaula havia uma jaula menor com uma cadeira elétrica conectada a uma alavanca. A forma de vencer essa luta era colocar o oponente na cadeira e acionar a alavanca (que estava conectada à jaula externa e a seis pés do chão), para, no kayfabe, a pessoa ser eletrocutada. Essa luta foi usada na WCW apenas uma vez, com Abdullah the Butcher sendo eletrocutado acidentalmente por seu parceiro Cactus Jack após ser colocado na cadeira no último segundo por Rick Steiner.

### Luta Dixieland
A luta Dixieland (nomeada pela presidente da TNA, Dixie Carter, que "inventou" a luta) é uma luta híbrida de jaula de aço/escada. Os lutadores começam a luta no ringue dentro de uma jaula de aço. Para vencer a luta, um lutador deve primeiro escalar a jaula, depois subir pela rampa de entrada onde um cinturão de campeonato está pendurado no teto e, finalmente, escalar uma escada para pegar o cinturão. A primeira luta desse tipo ocorreu durante a gravação do Impact Wrestling: Final Resolution em 3 de dezembro de 2013, quando Magnus derrotou Jeff Hardy para vencer o TNA World Heavyweight Championship.

### Luta Doomsday Cage
Também chamada de Tower of Doom, a Doomsday Cage é uma jaula de três andares – o do meio é dividido em dois quartos – todos os quais abrigam lutadores. O objetivo da luta é que uma equipe de lutadores lute seu caminho da jaula superior até a inferior, onde os pinfalls e submissões entram em jogo. Nos últimos dias da WCW, ela foi chamada de Triple Decker Cage, uma referência ao tipo de luta usada no final do filme Ready to Rumble. A luta mais notável desse tipo ocorreu no evento Uncensored da WCW em 1996, quando Hulk Hogan e Randy Savage enfrentaram Ric Flair, Arn Anderson, Meng, The Barbarian, Lex Luger, Kevin Sullivan, Z-Gangsta e The Ultimate Solution.

### Luta Doomsday Chamber of Blood
A Doomsday Chamber of Blood match foi criada por Abyss. Esta luta é uma combinação dos tipos de luta Barbed Wire Cage, Six Sides of Steel e Sadistic Madness, com a jaula tendo um teto de arame farpado. A luta é vencida ao fazer o oponente sangrar primeiro, para então realizar o pinfall e vencer. Matt Morgan e Abyss competiram em uma dessas lutas no pay-per-view Lockdown (2009) da TNA.

### Luta Electrified Cage
A Electrified Cage match é uma variação da steel cage onde o ringue é cercado por uma jaula de aço eletrificada. A jaula também pode ser usada como uma arma. A única forma de vencer é por pinfall ou submissão. A Lucha en Jaula Electrificada é outra variação da Electrified Cage, onde a única forma de vencer é por escape. A jaula é desligada por um intervalo de tempo, permitindo que os participantes tenham a chance de escapar antes de ser ligada novamente. Esse tipo de luta é utilizado pela promoção AAA no México.

### Elimination Chamber

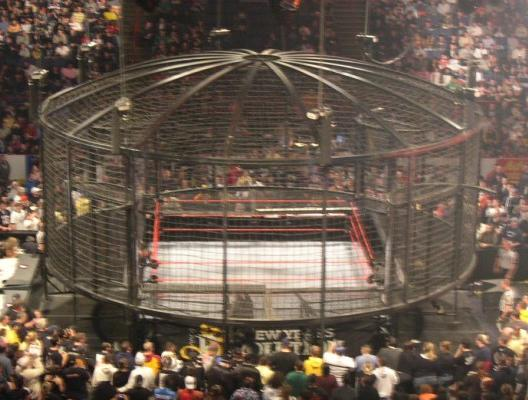
A estrutura original do Elimination Chamber.

O Elimination Chamber (conhecida como No Escape na Alemanha para evitar um possível erro de marca em relação a câmaras de gás no Holocausto), que foi resultado de uma ideia de Triple H e introduzida por Eric Bischoff para a WWE em 2002, é uma jaula de aço com um cercado em grade de corrente e barras de suporte que rodeia totalmente o ringue, criando também uma área de piso em grade de aço (mais tarde acolchoada) no apron. Dentro da jaula, em cada canto, há uma cápsula transparente onde os competidores esperam para entrar na luta. Como o nome sugere, esta é uma luta de eliminação, então os lutadores são eliminados um a um por pinfall ou submissão até restar apenas um.
A câmara original, usada de 2002 a 2016, era cilíndrica, e uma versão redesignada dela foi introduzida em 2017, sendo cúbica, mas ainda usando os mesmos materiais com as mesmas 4 divisórias.
Uma Extreme Elimination Chamber aconteceu no pay-per-view December to Dismember de 2006, onde cada lutador à espera recebeu uma arma. Desde 2010, a WWE realiza um pay-per-view homônimo, o Elimination Chamber, em fevereiro, com esse tipo de luta como um de seus principais eventos. Na edição de 2018, ocorreu a primeira Elimination Chamber feminina, assim como a primeira Elimination Chamber de sete participantes.

### Luta Fight Pit
A Fight Pit match é uma variação de uma luta de jaula, onde o ringue é cercado por uma jaula de aço em vez de cordas e turnbuckles, com uma passarela ao redor do topo. A passarela também tem uma cerca de corrente ao redor da borda externa (originalmente corrimãos), que os lutadores podem escalar e saltar de lá. A luta também possui uma estipulação sem pinfall, o que significa que só pode ser vencida por submissão ou nocaute, seja fazendo o oponente não conseguir se levantar após uma contagem de 10 ou via nocaute técnico, tornando a luta uma espécie de híbrido entre uma luta de wrestling profissional e uma luta de artes marciais mistas (lutas de MMA só podem ser vencidas dessa forma).
A luta inaugural do Fight Pit aconteceu no episódio do NXT de 27 de maio de 2020, entre Matt Riddle e Timothy Thatcher (com Kurt Angle como árbitro convidado). Uma versão modificada do Pit com cerca de corrente foi usada no evento Extreme Rules, onde Matt Riddle e Seth Rollins continuaram sua rivalidade (com o Hall da Fama do UFC Daniel Cormier como árbitro convidado). A luta entre Riddle e Rollins foi a primeira Fight Pit em um PPV da WWE.

### Hell in a Cell

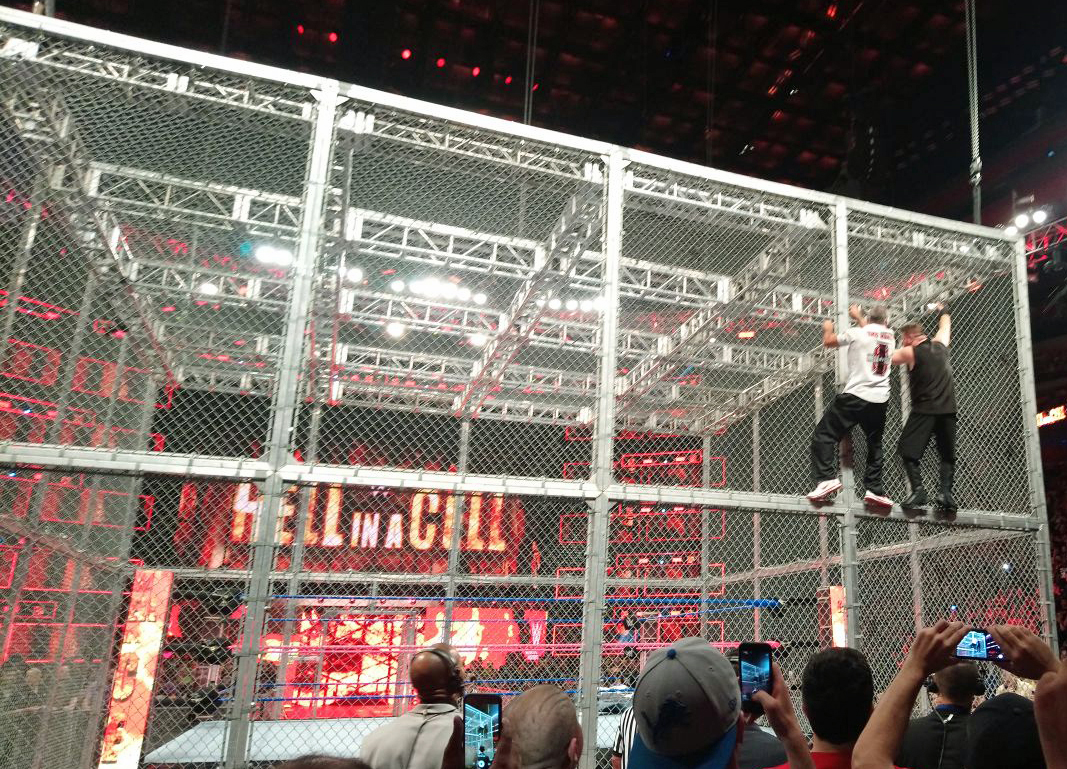
Shane McMahon e Kevin Owens do lado de fora da estrutura do Hell in a Cell em 2017.

A luta Hell in a Cell é um tipo específico de luta organizada pela WWE dentro de uma jaula de aço cuboide ampliada de 4 lados, feita de cercado de malha de corrente de aço, que se estende além do apron do ringue, deixando um espaço entre a borda do ringue e a cerca da jaula. Ao contrário de uma jaula de aço convencional, a cerca do hell in a cell continua pela parte superior, formando um teto, daí o nome "Cell". Diferente de uma luta de jaula padrão, não há cláusula de escape, pois após os combatentes entrarem na Cell, a porta é trancada com correntes e um cadeado do lado de fora pelos árbitros para impedir que os combatentes escapem (embora seja bastante comum que as lutas Hell in a Cell se espalhem para fora da cell e até para o telhado da jaula). A luta tem uma estipulação de "qualquer coisa vale", sem desqualificação, e pode ser vencida apenas por pinfall ou submissão dentro do ringue. Uma exceção poderia ser feita nas edições do Hell in a Cell de 2018 e 2019, onde o combate pelo WWE Universal Championship terminou por interrupção.
Por causa da regra "qualquer coisa vale", essa luta desenvolveu uma reputação infame em seus primeiros anos. Essa luta geralmente ocorre em shows de pay-per-view (houve apenas cinco exceções: quatro lutas Hell in a Cell ocorreram no Raw: duas em 1998, uma em 2011 (como uma luta não transmitida) e uma em 2021, enquanto a primeira luta Hell in a Cell no SmackDown aconteceu em 18 de junho de 2021). Muitos lutadores se machucaram de verdade durante essas lutas (principalmente Mick Foley) devido aos perigosos golpes envolvidos e à cerca de corrente da jaula. Em kayfabe, é considerada a luta mais perigosa de toda a promoção. Jim Ross se referiu à própria como "uma estrutura demoníaca" que é "feita sob medida para causar lesões". Já aconteceram 53 lutas Hell in a Cell até hoje, com The Undertaker competindo em 14 delas (sua última foi na WrestleMania 32), mais do que qualquer outro lutador da WWE. A primeira luta Hell in a Cell aconteceu entre The Undertaker e Shawn Michaels no Badd Blood: In Your House em St. Louis, em outubro de 1997.

#### Kennel from Hell
Uma luta Kennel from Hell foi realizada no pay-per-view Unforgiven da WWF em 1999, entre Al Snow e The Big Boss Man pelo WWF Hardcore Championship. A luta foi realizada dentro de uma jaula de aço, mas com a estrutura do Hell in a Cell também posicionada sobre a jaula de aço e o ringue. O objetivo da luta era escapar pela porta da estrutura externa do Hell in a Cell primeiro, com o obstáculo adicional de cães de ataque hostis que circulavam na área entre as duas jaulas. Essa luta foi idealizada por Vince Russo como parte da curta rivalidade de Snow com The Big Boss Man — na qual ele havia sequestrado e matado seu chihuahua de estimação, Pepper.
Após não conseguir cães de ataque treinados, Russo recorreu a donos locais para conseguir cães em cima da hora. Os cães eram brincalhões e amigáveis com Russo e, durante a luta, foram vistos urinando, defecando e tentando acasalar entre si, em vez de atacar os lutadores quando estes saíam da jaula de aço. A luta foi considerada por críticos como uma das piores lutas com estipulação da história, senão uma das piores lutas da história da WWE.

### Luta Inferno
Em uma luta Inferno (um tipo de luta sem desclassificação, sem contagem, sem pinfall e sem submissão), o ringue é completamente cercado por chamas assim que ambos os lutadores entram. A única maneira de vencer é colocar o oponente em chamas. Lutas Inferno normalmente terminam fora do ringue, para que os paramédicos possam socorrer o perdedor da luta. Devido à natureza potencialmente gráfica ou perigosa desse tipo de combate, é raramente visto na América do Norte. Até dezembro de 2020, ocorreram apenas seis lutas Inferno na WWE, quase todas envolvendo Kane, sendo essa sua luta assinatura.
A primeira luta Inferno aconteceu em 1987 no coliseu Juan Pachin Vicens em Ponce, Porto Rico, onde as cordas foram embebidas em gasolina e incendiadas. Esse tipo de luta também foi realizado novamente em 1992 na FMW no Japão, chamada de Hellfire Deathmatch, que usava arame farpado como cordas de ringue, também em chamas. A luta foi um desastre total, já que lutadores como Sabu, seu tio The Original Sheik e Atsushi Onita, devido ao calor insuportável, correram para fora do ringue após apenas um minuto. The Sheik sofreu queimaduras graves e entrou em coma. A primeira luta Inferno da WWF foi entre Kane e The Undertaker no pay-per-view Unforgiven (1998), em Greensboro, Carolina do Norte, sendo um evento mais seguro e profissional, com especialistas em efeitos especiais e pirotecnia trazidos de Hollywood para montar e controlar o fogo ao redor do ringue. Kane foi jogado para fora do ringue e o Undertaker não tinha como atacá-lo sem também sair do ringue. A luta terminou com a vitória do Undertaker. A WCW também tentou uma luta Inferno, conhecida como Human Torch, no The Great American Bash em 2000, entre Sting e Vampiro.
Outra versão da luta, conhecida como Firefly Inferno, aconteceu no TLC: Tables, Ladders & Chairs em 2020, entre "The Fiend" Bray Wyatt e Randy Orton; seu nome fazia referência à gimmick "Firefly Fun House" de Wyatt. Além do ringue cercado por fogo, outros objetos ao redor do ringue também foram incendiados.
Outra variação da luta Inferno, chamada de Ring of Fire, ocorreu no SummerSlam em 2013, quando Kane enfrentou Bray Wyatt. Embora o ringue também estivesse cercado por chamas como em uma luta Inferno padrão, o combate era decidido por pinfall ou submissão e não por incendiar o oponente. Além disso, as chamas impediam que outros interferissem na luta, como foi o caso de Luke Harper e Erick Rowan da The Wyatt Family.

### Luta Lethal Lockdown
Semelhante à luta WarGames usada na WCW, a Lethal Lockdown da TNA/Impact Wrestling consiste em um único ringue cercado por uma jaula de aço, com duas equipes se enfrentando. O sistema de entrada escalonada é idêntico, mas armas são permitidas e até mesmo fornecidas. Quando todos os competidores entram no ringue, um teto é baixado sobre a jaula, com várias armas penduradas nele. A vitória pode ser alcançada por pinfall ou submissão. Essa luta se tornou um elemento tradicional do evento Lockdown da TNA, mas também apareceu em outros pay-per-views da empresa.

### Luta Lion's Den
A Lion's Den é uma luta em jaula de aço onde um lutador deve nocautear o oponente ou fazê-lo desistir dentro de uma jaula octogonal. As regras são feitas para imitar lutas de artes marciais mistas, com a jaula octogonal sendo inspirada na usada pelo Ultimate Fighting Championship. Essa era a luta especialidade de Ken Shamrock; dois exemplos ocorreram nas edições de 1998 e 1999 do SummerSlam, onde Shamrock enfrentou respectivamente Owen Hart e Steve Blackman.

### Luta Punjabi Prison

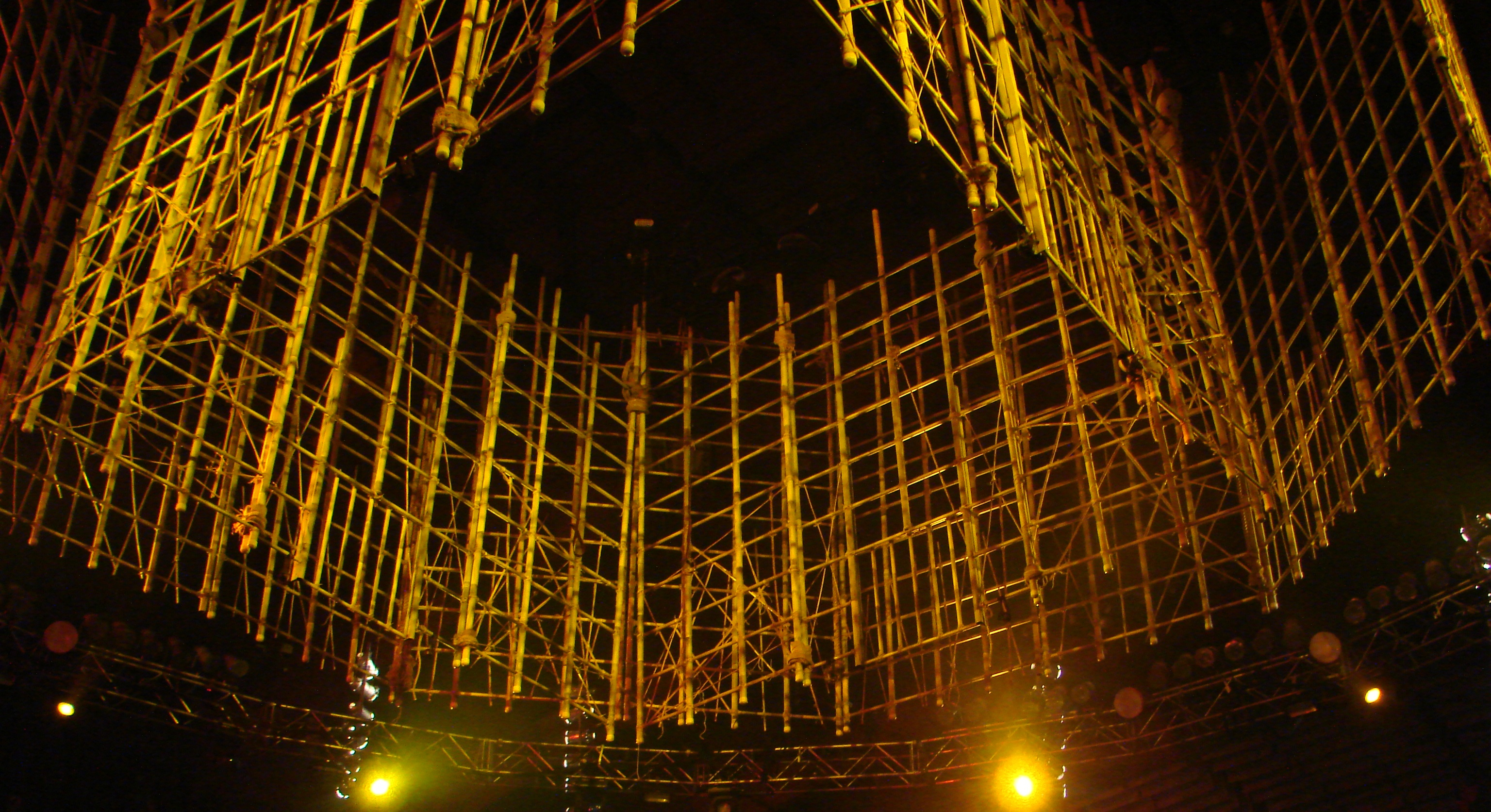
A estrutura da Punjabi Prison no No Mercy em 2007

A Punjabi Prison, nomeada em menção ao estado de Punjab de onde The Great Khali (o fundador da luta) é originário, consiste em duas grandes jaulas de bambu reforçadas com aço. A primeira tem quatro lados e mede 4,8 metros de altura, enquanto a segunda possui oito lados e mede 6 metros, envolvendo a primeira.
A jaula interna tem uma porta de 1,2 metros por 1,2 metros em cada um de seus lados, com um árbitro ao lado para abri-las a pedido de um lutador. Cada porta pode ser aberta apenas uma vez e fica aberta por no máximo sessenta segundos, após o que é trancada. Caso todas as quatro portas sejam trancadas antes que os lutadores consigam escapar, eles são forçados a escalar o topo, onde o bambu é moldado em espinhos. Entre as duas jaulas, às vezes, são colocadas duas mesas, com armas (tanto variações "medievais" quanto "de bambu" de armas de luta padrão). Também há tiras estendidas nos cantos da jaula que podem ser usadas para estrangular o oponente. Depois que um lutador escapa da primeira jaula, ele deve escalar e sair da segunda, sendo o primeiro lutador a tocar os pés no chão da arena o vencedor da luta. A primeira Punjabi Prison ocorreu no No Mercy em 2007 onde Batista derrotou The Great Kali pelo World Heavyweight Championship.
A luta foi revivida com modificações em 2017, como o evento principal do Battleground, que contou com o indiano-canadense Jinder Mahal enfrentando Randy Orton pelo WWE Championship; The Great Khali fez uma aparição surpresa para ajudar Mahal.

### Luta Rage in a Cage
A luta Rage in a Cage é realizada em uma jaula de aço em formato oval. Normalmente, é usado como a luta final de uma rivalidade e pode ser realizado em combates de duplas ou individuais. Nesse tipo de luta, a vitória geralmente acontece por pinfall ou submissão. Alternativamente, "Rage in a Cage" pode se referir ao combate realizado em uma organização independente da Flórida, como a NWA Florida, onde 20 ou mais lutadores participam de uma battle royale dentro da jaula oval. Cada lutador é incentivado a trazer diferentes armas para o combate, e um lutador é eliminado ao ser jogado para fora da porta da jaula. O último homem em pé vence.

### Luta Scramble Cage
A luta Scramble Cage foi realizada exclusivamente na Ring of Honor (ROH), onde o ringue é cercado por uma jaula de aço com quatro plataformas de madeira nos cantos da jaula para permitir a realização de movimentos de wrestling de "alto risco". Todos os participantes podem estar dentro e fora da jaula a qualquer momento. O "Scramble Cage Melee" é uma luta de eliminação realizada em uma jaula semelhante à usada no "Scramble Cage", com plataformas de madeira nos cantos superiores. Não há pinfalls ou submissões; os lutadores são eliminados apenas por movimentos aéreos executados a partir das plataformas. A primeira e única vez que essa luta ocorreu foi na Ring of Honor (ROH) em 24 de agosto de 2004. Os competidores dessa luta foram Jack Evans, Trent Acid, H. C. Loc, Tony Devito, Dan Maff, B. J. Whitmer, Oman Turtuga, Diablo Santiago, Fast Eddie, Altar Boy Luke, Kevin Dunn e Kirby Marcos.

### Thundercage

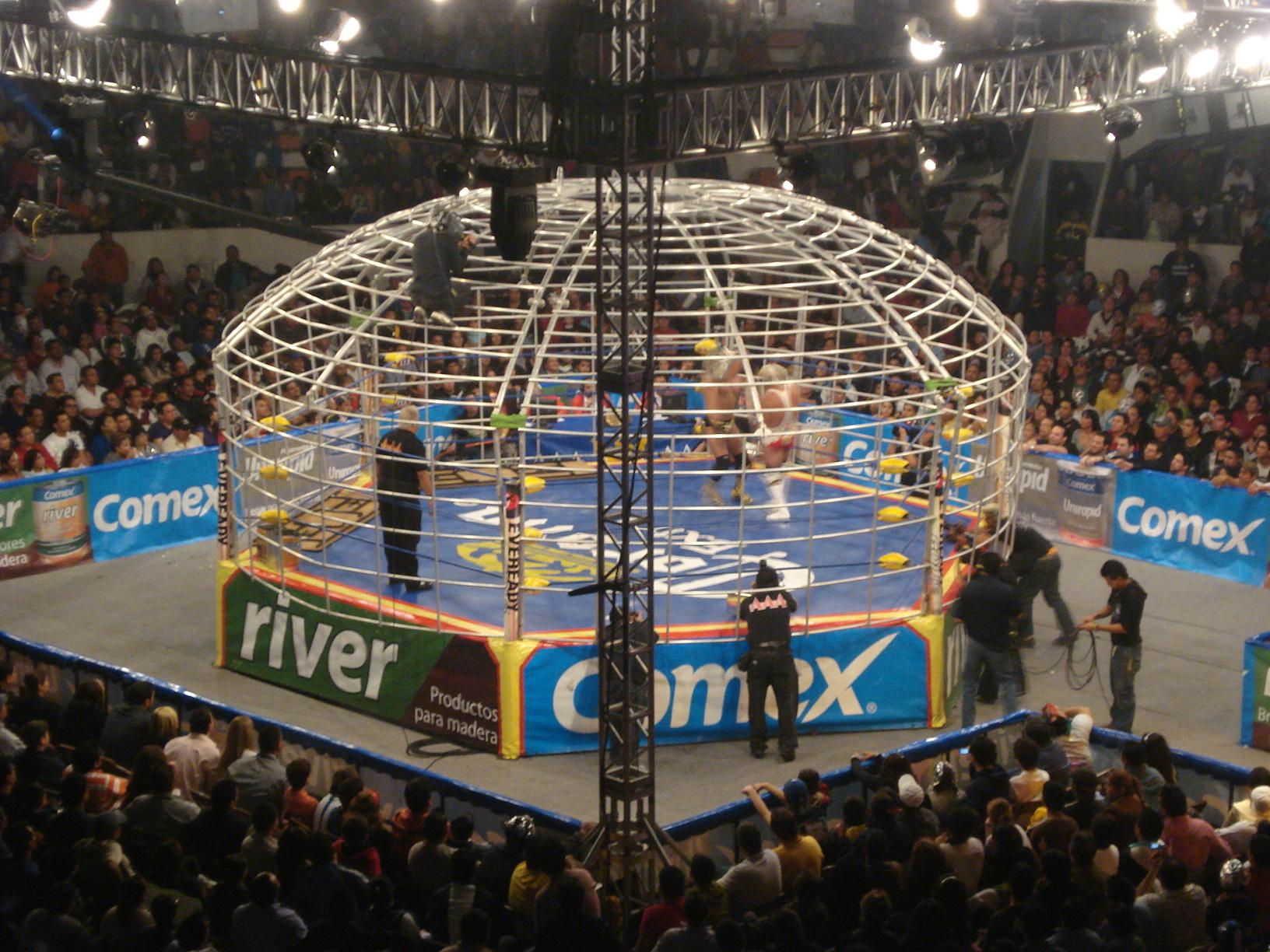
O Domo de la Muerte da AAA

O "Thundercage" da WCW, baseado no filme Mad Max Beyond Thunderdome, é uma grande estrutura de aço em forma de domo envolvendo o ringue. Embora não tenha um topo, as laterais se curvam para impedir a fuga.
A promoção mexicana AAA adaptou o conceito com o "Domo de la Muerte", que usa uma jaula semelhante, mas permite a vitória apenas pela fuga através de um buraco no centro superior. Essa variação também foi usada na TNA, onde foi chamada de "TerrorDome" ou, mais recentemente, "Steel Asylum". Na AAA, geralmente é usada para "luchas de apuestas" (lutas de apostas) entre múltiplos lutadores, com o último homem a ficar em pé na jaula perdendo a máscara ou o cabelo.
O "Thunderdome" é uma variação do "Thundercage", com a área perto do topo da jaula eletrificada. A única maneira de um lutador vencer no "Thunderdome" é ter o "terminator" do oponente (geralmente um gerente que fica fora do ringue) jogando a toalha para parar a luta. Em outra variação dessa luta, cada competidor pinado é algemado à jaula. O último homem restante recebe uma chave para destrancar seus companheiros e atacar a outra equipe, que ainda está algemada. Ironicamente, o nome "ThunderDome" foi usado pela WWE para a sua bolha biosegura durante a pandemia entre 2020 e 2021.

### Luta Triple Cage
As lutas Triple Cage foram realizadas pela WCW e sua predecessora, Jim Crockett Promotions, em que duas jaulas menores são empilhadas acima da jaula que cerca o ringue.
No Great American Bash de 1988, uma luta chamada Tower of Doom foi realizada, onde duas equipes tentavam descer da jaula mais alta até a parte inferior, com a vitória sendo alcançada quando todos os cinco membros de uma equipe escapassem por uma porta na parte inferior. As jaulas eram separadas entre si, com as portas controladas de fora por árbitros, que só as abriam em intervalos de dois minutos.
No Uncensored de 1996, uma luta Doomsday Cage aconteceu, onde Hulk Hogan e Randy Savage enfrentaram a Alliance to End Hulkamania, que consistia de Ric Flair, Arn Anderson, Lex Luger, The Taskmaster, Meng, The Barbarian, The Ultimate Solution e Z-Gangsta. Hogan e Savage começaram no topo da estrutura de três andares, e em cada nível havia membros da aliança esperando por eles. A estrutura tinha andaimes com escadas para permitir que os lutadores a atravessassem, com o objetivo de chegar à jaula de baixo, onde estava o ringue, e conseguir um pin para vencer.
Uma luta triple cage foi realizada no Slamboree de 2000 entre David Arquette, Diamond Dallas Page e Jeff Jarrett. Ela foi conduzida de forma semelhante a uma luta de escada, com o objetivo de os competidores chegarem ao topo da terceira jaula e pegar o cinturão do campeonato. O teto da primeira jaula, que se estendia além do apron, tinha uma armadilha que levava à segunda jaula, que continha armas. Os competidores então precisavam sair por uma porta lateral na segunda jaula e escalar a estrutura para alcançar o cinturão na parte superior da terceira jaula. A terceira jaula continha guitarras, usadas para o movimento característico de Jarrett.
No mesmo ano, a WCW realizou outra luta utilizando a mesma estrutura, WarGames 2000: Russo's Revenge, em um episódio do WCW Monday Nitro. Apesar de compartilhar o nome com a famosa luta WarGames da WCW, sua única semelhança era o uso de equipes. Um cinturão foi colocado dentro da jaula mais alta, e a primeira equipe que tivesse um membro escapando da jaula inferior com o cinturão seria declarada vencedora.

### WarGames
Às vezes com o subtítulo "The Match Beyond", a luta WarGames conta com dois ringues cercados por uma jaula de aço (geralmente com um teto), com duas equipes (ou, às vezes, três) de quatro ou cinco lutadores enfrentando-se. Após uma parte da luta ser disputada entre dois lutadores, os membros das equipes começam a entrar alternadamente no outro ringue em intervalos escalonados (com a ordem decidida por um sorteio de moeda); uma vez que todos os membros das duas equipes tenham entrado no ringue, a primeira equipe a conseguir uma submissão ou a rendição de um membro da equipe adversária é declarada vencedora. Dependendo das regras utilizadas, uma equipe também pode vencer ao conseguir um nocaute ou pinfall.
Essa luta se tornou famosa pelos eventos anuais do Jim Crockett Promotions, como o Great American Bash, e mais tarde pelo Wrestle War da WCW, antes de se tornar uma tradição no evento pay-per-view anual Fall Brawl, de 1993 a 1998. No Fall Brawl 1998, uma luta WarGames com três equipes foi realizada, com pinfalls contando. Uma versão apenas no nome do WarGames, "WarGames 2000", foi realizada em um episódio do WCW Monday Nitro.
A ECW teve sua própria versão do WarGames conhecida como "Ultimate Jeopardy Steel Cage" (geralmente como parte de um evento homônimo), com armas disponíveis, pinfalls contando e a equipe perdedora recebendo uma estipulação como penalidade. Em 2017, a marca NXT da WWE começou a realizar um evento ao vivo chamado NXT TakeOver: WarGames, que apresenta uma versão da luta WarGames como evento principal. A versão do NXT do WarGames não usa uma jaula com teto, e pinfalls contam. Em 2021, a AEW realizou uma luta WarGames entre The Pinnacle e The Inner Circle como uma "Blood and Guts", durante um episódio especial homônimo de sua série semanal Dynamite. A AEW adotou as regras do WarGames usadas pela WCW, com uma jaula com teto e sem pinfalls.

### Luta Xscape
A luta Xscape foi realizada pela TNA/Impact Wrestling como uma das lutas principais de seu pay-per-view Lockdown, que apresenta exclusivamente lutas em jaula. A luta começa com quatro a oito competidores, que são eliminados por pinfall ou submissão; os lutadores eliminados saem da jaula por uma porta. Quando restam apenas dois competidores, o primeiro a escapar da jaula, subindo e alcançando o chão, é declarado o vencedor.

## Luta de bandeira
A luta de bandeira é essencialmente a versão de wrestling profissional de "captura a bandeira". Para a luta, duas bandeiras são colocadas nas extremidades opostas do ringue, cada uma representando um lutador ou equipe de lutadores, e o objetivo da luta é pegar a bandeira do oponente e levantá-la enquanto defende a bandeira no canto do lutador. Se o árbitro for derrubado e não puder reconhecer a vitória, o defensor pode colocar a bandeira de volta em seu lugar, reiniciando a luta.

### Luta Anthem
Uma luta Anthem é uma variação da luta de bandeira com a estipulação adicional de que o hino nacional do país de origem do lutador ou da equipe vencedora será tocado na arena após a luta, de forma semelhante a uma cerimônia de medalhas. Isso pode ser usado para promover o patriotismo para o lutador face ou gerar reação para o lutador heel.
Outra variação da luta de bandeira pode ser uma luta Interpromotion regular entre dois lutadores, cada um representando geralmente uma promoção de luta diferente, lutando pelo direito de levantar a bandeira de sua promoção respectiva. Essa variação foi usada apenas no evento November to Remember 1997 da ECW, em uma luta entre Rob Van Dam (representando a WWE) e Tommy Dreamer (representando a ECW), que terminou em um no-contest.

## Luta Handicap
Uma luta handicap é qualquer luta que coloca um lutador ou equipe de lutadores contra uma equipe com superioridade numérica, como dois contra um ou três contra dois. Normalmente, os babyfaces (lutadores populares) estão em menor número, enquanto os heels (vilões) têm mais membros em sua equipe, o que proporciona uma vantagem injusta. Em algumas lutas handicap de dois contra um, a equipe com mais lutadores segue as regras de luta por equipes, com uma pessoa no ringue de cada vez. Em outras, como nas lutas tornado handicap, todos os competidores estão no ringue ao mesmo tempo. Nas décadas de 1980 e 1990, as lutas handicap eram usadas em combates preliminares envolvendo grandes estrelas de luta (geralmente heels), como King Kong Bundy, Big Van Vader ou Yokozuna, que – como uma forma de construir sua persona de "monstro vilão" – dominavam completamente seus oponentes, apesar da superioridade numérica deles.

## Variações Hardcore
O hardcore wrestling, é o tipo mais violento e sangrento da wrestling profissional, é um subgênero onde algumas ou todas as regras tradicionais não se aplicam. Isso normalmente significa que não há desqualificação, o que elimina as contagens de 10 e, às vezes, permite que as decisões ocorram em qualquer lugar. Muitas lutas hardcore ou deathmatches combinam diferentes tipos de lutas dentro de uma só, e títulos elaborados são frequentemente usados, especialmente nas promoções de luta japonesa (como o exemplo: "Barbed Wire Rope, Exploding Barbed Wire Boards e Exploding Ring Time Bomb Deathmatch").
Algumas promoções, como a Frontier Martial-Arts Wrestling (FMW), a International Wrestling Association of Japan (IWA Japan), a International Wrestling Syndicate (IWS), a Extreme Championship Wrestling (ECW), a Big Japan Pro Wrestling (BJW) e a Combat Zone Wrestling (CZW), especializam-se em lutas hardcore, com lutas "padrão" não-hardcore sendo a exceção.

### Luta Hardcore
Uma luta hardcore padrão, também conhecida como Devil's Playground, Belfast Brawl ou Guerrilla Warfare, é uma luta sem desqualificação, sem contagem de 10, com contagem de pinfall em qualquer lugar, onde a única regra (a menos que seja especificado de outra forma) é conquistar a vitória ao fazer o oponente cair para uma contagem de 3 ou fazê-lo submeter. Fora isso, vale tudo: qualquer arma pode ser usada, qualquer número de lutadores não programados para a luta pode se envolver, qualquer lutador programado para a luta pode ser pinado em qualquer lugar e qualquer movimento pode ser usado (exceto os movimentos banidos pela promoção que marcar a luta com antecedência). Lutas hardcore se tornaram populares no Japão nos anos 1970 e, depois, nos Estados Unidos nos anos 1990, em promoções como a Extreme Championship Wrestling (ECW) e, mais tarde, WWE. Objetos contundentes, como cadeiras de aço, mesas de eventos de madeira, escadas, degraus de ringue de luta, bastões de kendo, tacos de beisebol, farinha, latas de lixo metálicas, tampas de lixeiras e placas de trânsito são frequentemente usados nas lutas hardcore.
Outros eufemismos comuns para lutas hardcore incluem a luta No Holds Barred (que sugere que os lutadores podem usar qualquer movimento ilegal), Street Fight (que sugere que os lutadores devem vestir roupas normais de rua), e a World Championship Wrestling (WCW) usava o termo Raven's Rules para lutas hardcore envolvendo o lutador Raven. A WCW também criou sua própria versão específica de luta hardcore, onde os combates começavam nos bastidores, e não no ringue.

#### Luta Unsanctioned
Uma variação de uma luta hardcore é a luta non-sanctioned, unsanctioned ou lights out. Além de a luta não ter regras e o objetivo ser conquistar um pinfall ou submissão em qualquer lugar, a luta não é oficialmente reconhecida pela promoção (como no caso da All Elite Wrestling, onde a luta não conta para o registro de vitórias e derrotas do lutador). Na kayfabe, a luta é às vezes usada quando um lutador está "lesionado" (pela ação de outro lutador) e quer vingança, mas não pode ser "liberado" pela parte médica, então ele concorda com uma luta não sancionada onde "a promoção não é responsabilizada" por quaisquer lesões sofridas durante o combate.

### Deathmatch
Uma versão mais extrema de uma luta hardcore, a deathmatch é ainda mais violenta e sangrenta. Além de armas contundentes e tachinhas, comuns nas lutas hardcore, as deathmatches frequentemente incluem elementos mais perigosos, como tijolos, pregos, grampeadores, explosivos, arame farpado, tubos de luz, cacos de vidro, ferramentas de jardinagem (de pás a roçadeiras), e até fogo produzido com fluido para isqueiro ou gasolina. Outros eufemismos para deathmatch incluem extreme rules, ultraviolent rules (lutas hardcore exclusivas da CZW) e HardKore X-Treme.

### Luta Barbed Wire Ring Rope

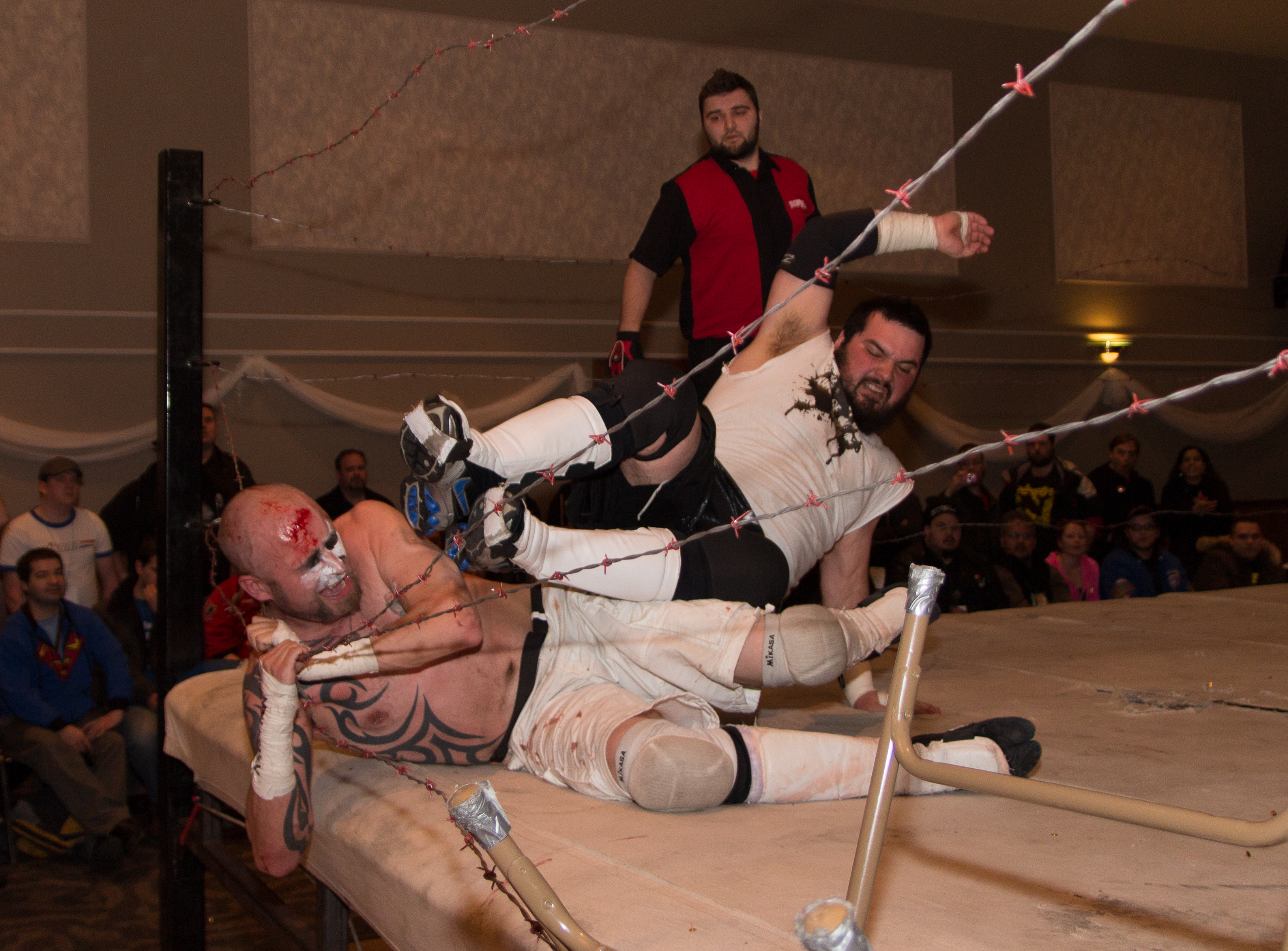
Joey Kings (camiseta branca) acertando Warhed nas cordas de arame farpado

Uma luta barbed wire ring rope ou no rope barbed wire é uma luta hardcore em que as cordas do ringue são substituídas por arame farpado. Existem quatro formas conhecidas de substituir as cordas com arame farpado: três fios de arame farpado estendidos de um canto a outro; cinco fios de arame amarrados formando um "X"; a "rede de aranha", onde as cordas não são substituídas, mas o arame é enrolado nas cordas para criar uma parede de arame farpado; e, finalmente, o arame farpado envolto na forma de "X", que pode ser eletrificado ou preparado com explosivos. Esse tipo de luta se tornou popular no final dos anos 1970 e início dos anos 1980 nas promoções de wrestling dos territórios americanos, bem como nas promoções japonesas durante os anos 1990. Essas lutas frequentemente incluíam outras estipulações e armas.

#### Barbed Wire Massacre
A Barbed Wire Massacre é um tipo de luta de arame farpado em que as cordas do ringue são montadas na forma de "X" e o uso de itens adicionais com arame farpado preso ou enrolado ao redor deles é permitido, como tábuas de madeira, tacos de beisebol, cadeiras de aço dobráveis e outras armas. Essa luta teve origem na TNA em 2005. Desde então, ocorreram seis dessas lutas, sendo a mais recente em 2025. No entanto, ao contrário das três primeiras lutas de Barbed Wire Massacre, a quarta não substituiu as cordas do ringue. A versão japonesa da Barbed Wire Massacre é uma variação em que há tábuas de madeira cobertas com arame farpado e uma pequena carga é acionada quando alguém cai em cima delas.

### Bath House Deathmatch
O Bath House Deathmatch é acreditado como tendo sido iniciado pela IWA Japan em 1995. Os lutadores competem na piscina de uma casa de banhos pública, com mulheres, muitas vezes nuas ou com toalhas, presentes durante a luta. Além das regras regulares de wrestling, se os lutadores saírem da piscina, são desqualificados. A piscina é aquecida por um fogo que recebe regularmente mais lenha, tornando cada vez mais difícil para os lutadores permanecerem nela.

### Caribbean Barbed Wire Deathmatch
O Caribbean Barbed Wire Deathmatch é uma luta hardcore onde o arame farpado é enrolado nas cordas do ringue no formato de "rede de aranha" em dois lados, enquanto nos outros dois lados há armadilhas barricadas no nível do chão, situadas logo ao lado do ringue. Essas armadilhas elaboradas são estruturas de madeira com vários fios de arame farpado esticados entre postes de madeira curtos, cobertos por painéis de vidro, com uma tábua de madeira grossa abaixo, servindo como fundação para toda a armadilha. Os postes de madeira têm 45 cm de altura de um lado e 60 cm do outro. Essa luta foi realizada pela promoção de wrestling hardcore W*ING no Japão e foi realizada pela primeira vez em 1993.

### Circus Deathmatch
A Circus Deathmatch é um tipo de luta de andaime onde, no ringue, há um andaime e, abaixo desse andaime, existe uma espécie de rede de aranha feita de arame farpado, a seis pés (aproximadamente 1,80 metros) de altura. O primeiro lutador a cair do andaime na rede de arame farpado perde a luta. A primeira luta desse tipo foi entre Mad Man Pondo e Ryuji Ito no Japão.

### Luta Clockwork Orange House of Fun
A luta Clockwork Orange House of Fun, conhecida como "Raven's House of Fun" ou simplesmente "House of Fun", foi criada pelo lutador profissional Raven (de fato, Raven foi quem sugeriu a ideia para a equipe criativa da TNA). Trata-se de uma luta individual na qual postes são fixados nos cantos do ringue, medindo cerca de cinco a seis pés acima das cordas, com correntes penduradas dos postes para vários pontos do ringue, com diversas armas penduradas e presas nas correntes de aço acima do ringue, às vezes com as laterais de uma gaiola de aço sendo acopladas e erguidas no ringue. Na primeira luta, o uso de armas era permitido, e a única maneira de vencer era jogar o oponente para fora de "Raven's Perch" (um pequeno andaime), fazendo-o passar por duas mesas. Após isso, a estipulação foi alterada para as regras de "falls-count-anywhere".

### Luta Electric Pool
Uma Electric Pool é uma luta em que o ringue é colocado em uma grande piscina de água, sem cordas em dois lados do ringue e com arame farpado explosivo nos outros dois lados. Os lutadores eram transportados até o ringue por meio de um bote inflável, e o ringue ficava sobre uma plataforma flutuante, cercado por quatro barricadas de metal. Corrente elétrica era transmitida por essas quatro barricadas (que eram basicamente seções pequenas da piscina isoladas do restante da água), permitindo que a água "explodisse" quando um lutador fosse jogado em uma dessas áreas barricadas. Considerando o perigo de conduzir eletricidade pela água, essa luta foi realizada apenas uma vez, em 1994, pela FMW — promoção conhecida por suas lutas extremamente hardcore.

### Explosion/Bomb Deathmatch
A Explosion ou Bomb Deathmatch é geralmente acompanhada com cordas de arame farpado, uma grande placa envolta em arame farpado com explosivos é colocada no ringue com uma pequena quantidade de C-4. A luta pode ser vencida por pinfall ou submissão, ou em outras versões da luta, fazendo o perdedor ser explodido. Em algumas versões da luta com C-4, o objetivo é terminar a luta antes que o cronômetro termine e detone o ringue (embora isso não encerre necessariamente a luta), enquanto em outras, os explosivos estão concentrados em uma área específica, com os lutadores lutando para não serem empurrados para lá. Quase todas essas lutas até agora foram feitas no Japão em promoções com orçamentos maiores.

#### Anus Explosion Deathmatch
A Anus Explosion Deathmatch é uma luta hardcore onde a única forma de vencer é enfiar um rojão nas nádegas do oponente incapacitado e acendê-lo. Quando o rojão explode ainda dentro das nádegas do lutador, a luta termina. Essa luta só aconteceu uma vez, promovida pela promoção japonesa de wrestling hardcore Frontier Martial-Arts Wrestling em outubro de 1999, entre Mr. Gannosuke e Hayabusa.

#### Double Hell Deathmatch
A Double Hell Deathmatch é uma luta hardcore onde o arame farpado (com ou sem explosivos) substitui as cordas em dois lados do ringue, enquanto os outros dois lados ficam completamente abertos. Nessas laterais abertas, há grandes placas cobertas com arame farpado e minas terrestres ou explosivos (às vezes também vidro), tornando muito mais fácil para um dos lutadores cair para fora do ringue diretamente nessas armadilhas.

#### Exploding Barbed Wire Deathmatch
A variação da AEW é uma Exploding Barbed Wire Deathmatch que combina elementos de uma Explosion Deathmatch, Barbed Wire Ring Rope, Double Hell Deathmatch e Time Bomb Deathmatch. Três lados do ringue são cercados por cordas de arame farpado com explosivos que detonam ao contato. Além disso, três zonas ao redor da área do ringue estão equipadas com explosivos (conhecido como Triple Hell), e há um cronômetro de 30 minutos até que todos os explosivos dentro e ao redor do ringue detonavam. Essa luta aconteceu entre Kenny Omega e Jon Moxley pelo AEW World Championship no evento Revolution, sendo vencida por Omega.
O conceito foi planejado para ser usado na WWE, mas de acordo com Court Bauer em novembro de 2022, Vince McMahon havia aceitado uma ideia para um Exploding Barbed Wire Deathmatch. Essa estipulação não apareceu, mas mais tarde apareceu na forma de um Punjabi Prison, que estreou no The Great American Bash em 2006.

#### Landmine Deathmatch
Um Landmine Deathmatch é uma luta hardcore onde explosivos são colocados ao redor do ringue, geralmente com arame farpado. Essa luta foi realizada pela primeira vez com a FMW no Japão, em meados da década de 1990.

#### Time Bomb Deathmatch
Um Time Bomb Deathmatch é um tipo de deathmatch onde explosivos ou fogos de artifício colocados ao redor do ringue são ativados após um tempo determinado. Essa luta se originou no Japão e foi realizada várias vezes na década de 1990. Mick Foley e Terry Funk participaram de um "Barbed Wire Rope, Exploding Barbed Wire Boards and Exploding Ring Time Bomb Deathmatch" como a luta final do torneio King of the Deathmatch no Kawasaki Dream em 1995, onde havia várias tábuas de compensado com arame farpado e explosivos presos a elas espalhadas pelo ringue.

#### Time Bomb Exploding Cage Deathmatch
Um Time Bomb Exploding Cage Deathmatch é uma mistura de um Steel Cage e uma Time Bomb Deathmatch, onde cada metro quadrado de uma jaula de aço é envolto em arame farpado e explosivos colocados ao redor do ringue são ativados após um tempo determinado, e cinco minutos antes da explosão uma sirene alta é acionada. A luta, ao contrário de um steel cage tradicional, é uma luta de uma únicoa queda e a vitória não pode ser alcançada pela fuga da jaula, o que, se tentado, seria muito doloroso e difícil. Essa luta também se originou no Japão no início da década de 1990.

### Luta Eye for an Eye
Uma luta Eye for an Eye é uma luta hardcore que só pode ser vencida quando um competidor "extrai" o globo ocular do adversário. Essa luta ocorreu apenas uma vez, entre Rey Mysterio e Seth Rollins no The Horror Show at Extreme Rules. Nela, Rollins empurrou o olho de Mysterio contra o canto das escadas de aço, fazendo o globo ocular sair e dando a vitória a Rollins.

### Falls Count Anywhere
Uma luta falls count anywhere permite que os pinfalls ocorram em qualquer local, anulando a regra padrão de que devem acontecer dentro do ringue e entre as cordas, e essas lutas geralmente acontecem fora do ringue. Submissões podem ou não ser cobertas por essa regra. Isso também elimina a regra usual de "contagem de 10 fora do ringue". Uma variação das regras afirma que, uma vez que um pinfall ocorra, o lutador que foi imobilizado perde a luta se não conseguir retornar ao ringue dentro de um tempo específico – geralmente uma contagem do árbitro de 10 ou 30. Se o lutador imobilizado conseguir chegar ao ringue dentro desse tempo, a luta continua. Ocasionalmente, essa estipulação é listada com um território específico onde as quedas contam (por exemplo, o estado, o condado ou a localização geral onde a luta está acontecendo). Como a luta pode ocorrer em várias partes da arena, a provisão de "contagem em qualquer lugar" é quase sempre acompanhada de uma estipulação de "sem desqualificação" para tornar a luta uma hardcore, permitindo que os lutadores usem qualquer objeto que encontrem onde quer que estejam lutando.

### Luta First Blood
Uma luta First Blood match é uma luta sem desqualificação, sem submissão, sem queda e sem contagem para fora, onde o primeiro lutador a sangrar em qualquer lugar perde a luta. Dependendo da nuance da estipulação, isso pode incluir sangramentos no nariz. Embora não haja desqualificações, interferências externas não podem ser vistas causando o sangramento do participante. A primeira luta First Blood televisionada foi Stone Cold Steve Austin contra Kane no King of the Ring 1998. Esse tipo de luta se tornou raro na WWE desde 2008, quando o sangue passou a ser raramente mostrado em sua programação para atender aos padrões TV-PG. A luta mais recente de First Blood foi John Cena contra JBL no One Night Stand em 2008.

#### Luta Doomsday Chamber of Blood
Uma luta Doomsday Chamber of Blood, criada pela Total Nonstop Action Wrestling, é uma First Blood que acontece dentro de uma jaula com arame farpado no topo.

#### Luta Sadistic Madness
Uma luta Sadistic Madness, criada pela Total Nonstop Action Wrestling, é outra variação da First Blood, sendo a principal diferença que o oponente deve estar sangrando antes que um lutador possa imobilizá-lo legalmente.

### Luta Four Corners of Pain
Uma luta Four Corners of Pain é uma luta hardcore onde, em cada canto do ringue, há um recipiente contendo uma arma ou outro tipo de item prejudicial. Essa luta foi vista pela primeira vez no IWA Mid-South King of the Deathmatch Tournament de 1997, com aparições posteriores no Combat Zone Wrestling Tournament of Death II em 2003 e no IWA-MS Queen of the Deathmatch de 2006, onde Amy Lee enfrentou Sexxxy Eddy nessa luta.

#### Pools of Fuckery Deathmatch
Uma luta Pools of Fuckery Deathmatch é similar a um Four Corners of Pain, mas os itens prejudiciais em cada canto estão em pequenas piscinas plásticas. Essa luta se originou em março de 2021 na promoção de wrestling independente Asylum Wrestling Revolution (AMR), onde Mickie Knuckles enfrentou Akira.

### Luta Good Old Fashioned Donnybrook
Uma luta Good Old Fashioned Donnybrook é uma luta hardcore sem desqualificação onde grandes barris de madeira de conhaque irlandês e bengalas são colocados à disposição na área ao redor do ringue. A primeira luta desse tipo aconteceu no episódio de 29 de julho de 2022 do WWE SmackDown, entre Sheamus e Drew McIntyre, que McIntyre venceu. Uma versão de duplas aconteceu posteriormente na edição de 2022 do pay-per-view Extreme Rules da WWE, entre The Brawling Brutes e Imperium, que foi vencida pelos Brawling Brutes. Essa é a luta característica de Sheamus.

### Luta Hard Ten
Uma luta Hard Ten é uma luta hardcore criada pela TNA/Impact Wrestling. Ela é disputada em um sistema de pontos, onde os pontos são conquistados pelo uso de armas. O primeiro lutador a ganhar dez pontos e estar pelo menos dois pontos à frente é o vencedor. Golpes regulares com uma arma valem um ponto, enquanto colocar um oponente através de uma mesa vale cinco pontos. Esse tipo de luta aconteceu apenas uma vez na história da TNA.

### Luta Last Man/Woman Standing
Um Last Man/Woman Standing é uma luta no estilo hardcore onde a única maneira de vencer é por contagem de tempo, via ficar de pé, e o lutador pode ser contado em qualquer lugar. Um lutador perde a luta se não conseguir responder a uma contagem de dez após ser derrubado, semelhante às regras de nocaute de uma luta de boxe. Para evitar a derrota, o lutador derrubado deve estar de pé até a contagem de 10, mas ele não pode perder por sair do ringue para a contagem de 10 (contagem para fora) se ainda estiver em pé enquanto se recupera. Devido à natureza hardcore da luta, restringir um oponente derrubado é uma maneira permitida de garantir que ele não responda à contagem de dez, mesmo que normalmente fosse capaz de fazê-lo.

#### Luta Baseball Brawl
Uma luta Baseball Brawl ou Brawl Game é uma variação da Last Man Standing onde tacos de beisebol são inicialmente proibidos, mas se um lutador for contado até 10, os tacos de beisebol para o lutador ou equipe que conseguiu a contagem se tornam automaticamente legais, e a luta se transforma em uma luta hardcore padrão onde a vitória é alcançada por pinfalls, submissões ou contagens. Essa luta foi realizada pela primeira vez no Hardcore Heaven da ECW em agosto de 1994, e era conhecida como a luta característica da dupla The Public Enemy.

#### Texas Deathmatch

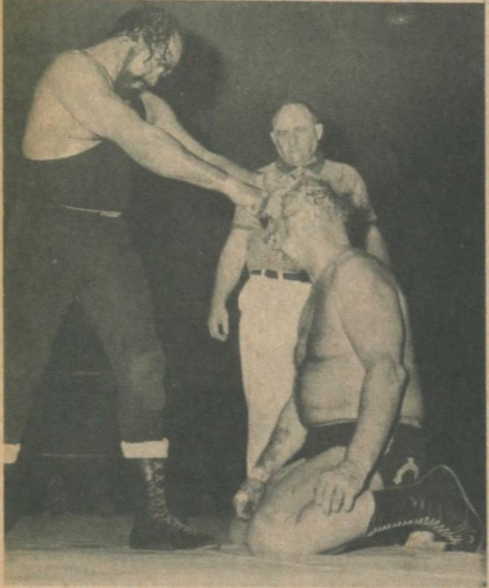
Ciclón Negro (esquerda) e Dory Funk iem uma Texas deathmatch em 1972 que durou mais de uma hora e incluiu um total de 27 quedas

Uma variação da luta Last Man Standing é a luta Texas Deathmatch (também conhecida como luta Mexican Deathmatch ou luta Armageddon Rules), na qual um lutador deve ser imobilizado por uma contagem de três ou forçado a se submeter/ficado inconsciente antes que o árbitro inicie a contagem de dez. Algumas dessas lutas são conhecidas por durarem horas, incluindo uma em que Dory Funk Jr. participou que durou mais de quatro horas. Esse tipo de luta era frequentemente realizado por Dory e seu irmão Terry Funk nos anos 1960 na promoção de seu pai, Dory Sr., a Western States Sports.

### Light Tube Deathmatch
Uma luta light tube é uma luta hardcore onde centenas (geralmente 200) lâmpadas fluorescentes de vidro longas e cilíndricas são presas às cordas do ringue (geralmente com fita adesiva), e armas simuladas e objetos grandes simulados feitos de lâmpadas estão disponíveis. Essas lutas geralmente terminam com a maioria ou todas as lâmpadas quebradas ou estilhaçadas; essas lutas estão entre os tipos mais sangrentos, horríveis e perigosos de lutas de wrestling, porque o vidro das lâmpadas contém produtos químicos venenosos e cancerígenos, e quando quebradas, o pó venenoso e cancerígeno do vidro estilhaçado se espalha pelo ar e permite que os membros da plateia, o árbitro e os lutadores o inalem. Outro perigo dessa luta são os cacos de vidro quebrado ainda cheios de produtos químicos perigosos espalhados pela lona do ringue e cravados nos corpos dos lutadores (quando são arremessados no chão do ringue); em promoções de wrestling mais organizadas, atendentes entram brevemente no ringue e varrem rapidamente os cacos de vidro do chão. Esse tipo de luta se originou no Japão no final dos anos 1990 e início dos anos 2000 na Big Japan Pro Wrestling, e algumas promoções independentes nos Estados Unidos apresentam esse tipo de luta.

#### 2/3 Light Tube Log cabins Deathmatch
Uma luta 2/3 Light Tube Log Cabins Deathmatch é uma luta hardcore onde a única maneira de vencer é quebrar duas armas em forma de lâmpadas fluorescentes sobre e/ou em um oponente. A Combat Zone Wrestling utilizou essa luta em sua série Tournament of Death.

### Luta Monster's Ball
Uma luta Monster's Ball é uma luta hardcore que foi inventada e encenada pela TNA Wrestling. A premissa principal da luta é que todos os competidores são confinados sozinhos em uma sala trancada sem luz, comida ou água por 24 horas antes da luta. Essa estipulação tem como objetivo induzir sentimentos extremos de agressividade nos competidores. Uma vez libertos, os lutadores se enfrentam em uma luta hardcore, com o uso de armas sendo incentivado. A vitória pode ser alcançada por pinfall ou submissão, com a luta terminando assim que um lutador for imobilizado ou se submeter.
A luta Monster's Ball normalmente apresenta diversos momentos de alto impacto. Já ocorreram 54 lutas sob a TNA, além de várias promoções independentes não afiliadas que realizaram essa luta. A luta quase sempre contou com Abyss de alguma forma, lutando em 48 e atuando como manager em uma, sendo sua luta característica. Há várias armas frequentemente utilizadas nessa luta, incluindo tachinhas, "Janice" (uma tábua cheia de pregos, arma característica de Abyss), e uma cama de arame farpado.

### Luta No Disqualification
Uma luta No Disqualification, também conhecida como luta No Holds Barred, ou às vezes como luta Anything Goes, luta Extreme Rules (na WWE, desde o estabelecimento da agora extinta brand ECW), luta Tribal Combat e Bloodline Rules (na WWE, para lutadores da família Anoaʻi) ou luta No Ropes Catch Wrestling (na MLW), é uma luta na qual nenhum dos lutadores pode ser desclassificado, permitindo o uso de armas e interferências externas. No entanto, ao contrário de uma luta hardcore, pinfalls e submissões devem ser realizados dentro do ringue.
Lutas sem desclassificação podem ser usadas em rivalidades nas quais um desafiante pode ter vencido lutas contra o campeão, mas não conquistou o título porque o campeão foi desclassificado (títulos geralmente só mudam de mãos por pinfall ou submissão). A menos que seja estipulado, uma luta sem desclassificação pode terminar por countout. Aquelas que não podem são lutas sem desclassificação e sem countout, portanto são chamadas de lutas no holds barred.

### Piranha Deathmatch
Uma Piranha Deathmatch ou Amazon River Piranha Deathmatch, semelhante a uma luta Desert Deathmatch, é um tipo de luta altamente perigosa onde um aquário contendo peixes piranhas perigosos e carnívoros é colocado no centro do ringue, e o primeiro lutador que for colocado no aquário por 10 segundos perde. Houve apenas uma luta desse tipo, realizada no evento Summer Night Dream da Big Japan Pro Wrestling em Yokohama, Japão, em setembro de 1996, onde no evento principal Kendo Nagasaki colocou Mitsuhiro Matsunaga no aquário, derrotando-o.

### Luta Pitch Black
Uma luta Pitch Black é uma luta baseada em hardcore durante a qual as luzes da arena são apagadas ou extremamente diminuídas, com a maior parte da ação visível devido aos competidores usarem roupas ou pintura corporal que brilham no escuro. A única luta Pitch Black conhecida, patrocinada pela Mountain Dew, aconteceu no Royal Rumble de 2023, com Bray Wyatt derrotando LA Knight.

### Razor Deathmatch
Uma Razor Deathmatch é uma luta extremamente sangrenta onde tábuas cheias de lâminas de barbear são disponibilizadas como armas. Esta luta é uma marca registrada do lutador japonês de hardcore Jun Kasai, que participou de cinco dessas disputas.

### Spike Nail Deathmatch
Uma Spike Nail Deathmatch é uma luta hardcore onde uma grande cama de pregos de seis polegadas saindo de uma peça retangular de madeira compensada é disponibilizada. O exemplo mais famoso desse tipo de luta foi no IWA Kawasaki Dream King of the Deathmatch, onde Cactus Jack enfrentou Shoji Nakamaki em agosto de 1995. Outro tipo de luta Spike Nail era aquele em que, ao invés de conseguir uma queda para vencer, o primeiro lutador a sofrer um golpe nas enormes tábuas de madeira infestadas com pregos de seis polegadas ao redor do ringue perdia.

#### Nail Hell Deathmatch
Uma luta Nail Hell Deathmatch é uma luta hardcore onde algumas tábuas com pregos eram penduradas nas cordas do ringue em todo o seu comprimento, e em lados opostos do ringue havia uma tábua, de um lado com pregos e do outro lado com arame farpado. Apenas uma luta desse tipo foi realizada, em dezembro de 1994 pela IWA Japan.

### Street fight
Uma street fight é um tipo de luta hardcore sem desqualificações, em que quedas contam em qualquer lugar e armas são legais. A principal diferença entre uma luta hardcore e uma luta street fight é que, enquanto os lutadores usam suas roupas normais de luta nas lutas hardcore, nas street fights os lutadores (particularmente nos tempos modernos) quase sempre usam suas próprias roupas de rua, e as armas tipicamente usadas nas street fights são itens encontrados ou frequentemente usados nas ruas da cidade, como latas de lixo, placas de trânsito, vassouras, caçambas de lixo e, às vezes, veículos e carrinhos de compras cheios desses itens, entre outras coisas. Às vezes, as street fights levam o nome da cidade onde o evento acontece, como "Chicago Street Fight" ou "New York Street Fight".

#### Luta Bunkhouse
Uma luta Bunkhouse é um tipo de luta street fight onde os lutadores competem vestidos com roupas de caubói ou usando itens que caubóis usam, como botas de caubói, cintos de couro, jeans e chapéus de caubói de dez galões. Esta luta é chamada de "Bunkhouse" porque bunkhouses eram edifícios semelhantes a quartéis que, historicamente, eram usados para abrigar caubóis trabalhadores em fazendas.

#### Miracle on 34th StreetFight
Uma luta Miracle on 34th Street Fight é uma variação temática de Natal de uma luta Street Fight, nomeada em homenagem ao filme Miracle on 34th Street, envolvendo armas temáticas de Natal, incluindo extintores de incêndio, tortas de abóbora, presentes, árvores de Natal, guirlandas de Natal, kendo sticks com tema de bengala doce, bolas de boliche e ursinhos de pelúcia, além de armas comuns do wrestling, como mesas e cadeiras.

#### Trick or Street Fight
Uma luta Trick or Street Fight é uma variação temática de Halloween de uma luta Street Fight, nomeada em homenagem à tradição de Halloween "trick or treating", envolvendo armas temáticas de Halloween, incluindo abóboras, baldes de doces, tigelas cheias de água e maçãs, esqueletos, vassouras de bruxa, lápides, kendo sticks com tema de candy corn, além de armas comuns do wrestling, como mesas e cadeiras.

### Taipei Deathmatch
Uma Taipei Deathmatch (também conhecida como Ancient Way Deathmatch) é uma luta hardcore muito sangrenta e violenta onde os punhos dos lutadores são enfaixados e mergulhados em cola ou mel, e depois em vidro quebrado e esmagado, permitindo que os cacos fiquem grudados nos punhos. A vitória ocorre por pinfall ou submissão. Não se sabe o motivo de essa luta ser nomeada com o nome da capital do Taiwan; a primeira vez que essa luta foi realizada foi no ECW Hardcore Heaven em julho de 1995, onde os irmãos Rotten, Axl e Ian, se enfrentaram nesse combate, que ocorreu na Filadélfia, Pensilvânia, e não em Taipei.

### Thumbtack Deathmatch
Uma Thumbtack Deathmatch é uma luta hardcore onde uma ou mais bandejas contendo milhares (geralmente 10.000) de tachinhas são disponibilizadas e normalmente colocadas no centro ou na beirada do ringue. A versão mais conhecida dessa luta foi no IWA Kawasaki Dream King of the Deathmatch, onde Terry Gordy enfrentou Cactus Jack em agosto de 1995. Versões dessa luta realizadas pela TNA/Impact Wrestling têm sido feitas onde o objetivo é modificado para simplesmente jogar o oponente na pilha de tachinhas no ringue. Uma variação dessa luta é um cruzamento entre uma luta de escadas e uma 10,000 Thumbtacks chamada Thumbtacks Ladder match, na qual uma escada é colocada no ringue com um prêmio no topo. As tachinhas também são espalhadas pelo ringue. Uma variação da 10,000 thumbtacks deathmatch é a East Coast Thumbtack match, onde 177.000 tachinhas são colocadas no ringue. A primeira luta foi introduzida entre Ian Rotten e The Messiah.

#### Barefoot Thumbtack
Uma luta Barefoot Thumbtack é uma luta hardcore onde ambos os lutadores estão descalços, e há um grande recipiente contendo milhares de tachinhas no centro do ringue, que são legais para uso durante a luta. Essa luta se originou noa Big Japan Pro Wrestling.

#### Luta Thumbtack Balloons
A Big Japan Pro Wrestling realizou uma luta "Thumbtacks In Balloons" em 22 de maio de 1996. A luta, que contou com Axl Rotten e Shoji Nakamaki enfrentando Kendo Nagasaki e Seiji Yamakawa, teve seis balões pretos suspensos acima do ringue. Em determinado momento da luta, os balões explodiram e liberaram 30.000 tachinhas no ringue.

### Unlucky 13 Deathmatch
Uma "Unlucky 13 Deathmatch" é uma luta hardcore inventada por Ian Rotten. Para vencer a luta, um lutador deve grampear sete de treze notas de um dólar na boca de seu oponente.

## Variações baseada na localização
Embora a maioria das lutas aconteça dentro e ao redor do ringue, algumas são projetadas especificamente para locais mais exóticos. A maioria dessas lutas recebe o nome de seu cenário, frequentemente adicionando "brawl" (briga) ao final, e todas elas são hardcore por definição. A seguir está uma lista de variações baseadas em localização que substituem ou substituem as regras padrão.

### Bar Room Brawl
Uma Bar Room Brawl é uma luta de múltiplos competidores sem desqualificação realizada em um bar. Durante a luta, os lutadores são incentivados a beber enquanto lutam, e o "último homem em pé" é declarado vencedor. Os lutadores podem ser eliminados da luta tanto por pinfall, submissão, ou simplesmente por ficarem muito bêbados para continuar a luta (em kayfabe). Um exemplo conhecido dessa luta é a APA Invitational Bar Room Brawl no Vengeance de 2003, que Bradshaw venceu após nocautear Brother Love. Outro exemplo é a Bar Fight realizada em 2020, onde Jeff Hardy enfrentou Sheamus.

### Boiler Room Brawl
Uma Boiler Room Brawl começa em uma sala de caldeiras, com o vencedor sendo o primeiro lutador a conseguir sair com sucesso. Esta luta é uma luta sem desqualificação, sem quedas e sem contagem de 10, ou seja, vale qualquer coisa, desde que alguém escape primeiro. O ambiente, bastante perigoso, apresenta parte da infraestrutura interna da arena, como grandes tubos metálicos expostos com parafusos grandes, piso de concreto e equipamentos elétricos sólidos espalhados por todo lado, entre outras características. Mick Foley participou de todas as Boiler Room Brawls realizadas pela WWF sob seu personagem Mankind, pois esse personagem morava em salas de caldeiras, o que fez dessa luta sua assinatura. A primeira Boiler Room Brawl aconteceu no SummerSlam de 1996, entre Mankind e The Undertaker, onde, além de escapar da sala de caldeiras, o combatente precisava chegar até o ringue e pegar a urna de Paul Bearer; mas quando a próxima Boiler Room Brawl foi realizada no Backlash de 1999, com Mankind contra The Big Show, o objetivo foi simplificado para apenas escapar da sala de caldeiras primeiro. A World Championship Wrestling utilizou uma luta com regras semelhantes, nomeando sua luta e localização de "The Block".

### Luta Body of Water
Uma luta Body of Water é uma luta hardcore onde o único objetivo é colocar o seu oponente em um grande corpo de água. Essa luta aconteceu apenas uma vez, onde CM Punk enfrentou Chavo Guerrero durante um show da ECW em Corpus Christi, Texas (localizada à beira do Golfo do México, o corpo de água utilizado) em fevereiro de 2008.

### Luta Dungeon
Uma luta Dungeon é uma luta hardcore que aconteceu no lendário Hart Family Dungeon em Calgary, onde Owen Hart desafiou Ken Shamrock a ir ao Dungeon (referido como o "porão" de Hart) para uma luta. A luta só pode ser vencida por submissão.

### Luta Empty Arena
Uma luta Empty Arena (Arena Vazia) é uma luta hardcore (sem desqualificação, com contagem em qualquer lugar) "tudo vale" entre dois ou mais lutadores que ocorre em uma arena ou estádio que, embora esteja totalmente preparado para um evento de wrestling, está vazio de fãs. As únicas pessoas presentes são os competidores, árbitro, comentaristas e cinegrafistas. A luta é transmitida ou filmada e exibida posteriormente. Um exemplo disso é a luta pelo WWF Championship entre The Rock e Mankind que aconteceu em Tucson, Arizona, no Tucson Convention Center, transmitida como parte de uma edição especial do Halftime Heat do Sunday Night Heat, exibido durante o intervalo do Super Bowl XXXIII em 1999. Uma das primeiras e mais conhecidas lutas em arena vazia ocorreu em 1981 em Memphis, Tennessee, no Mid-South Coliseum, entre Jerry Lawler e Terry Funk.
A falta de público que é um aspecto legítimo da produção e não uma estipulação de kayfabe da luta (ou seja, a luta é conduzida normalmente, exceto que uma audiência ao vivo não está presente) não é necessariamente considerada uma Luta Empty Arena. Por exemplo, o público foi proibido de assistir aos shows televisados da AEW e, mais tarde, da WWE, em 2020, durante o auge da pandemia de COVID-19.

### Parking Lot Brawl
Uma Parking Lot Brawl é uma luta do tipo Falls Count Anywhere que geralmente acontece em um local interno ou em um estacionamento externo, com um círculo apertado de carros estacionados ao redor. O primeiro lutador a conseguir uma contagem de pinfall, submissão ou nocaute em uma Parking Lot Brawl é o vencedor. Ambos os lutadores têm permissão para usar tudo ao seu redor como armas, incluindo os carros. A primeira Parking Lot Brawl aconteceu entre Jerry Lawler e Eddie Gilbert em Memphis, Tennessee, em 1988, e foi realizada por toda a arena e seu estacionamento externo. Exemplos mais conhecidos de Parking Lot Brawls envolveram John Cena, onde ele enfrentou Eddie Guerrero em 2003 e JBL em 2008.

#### Hollywood Backlot Brawl
Uma Hollywood Backlot Brawl foi uma luta sem desqualificação que aconteceu na WrestleMania XII, a luta começou nos bastidores de um estúdio em Hollywood e foi disputada entre Goldust e Roddy Piper. Essa luta também envolveu os dois lutadores dirigindo carros por um longo período de tempo, e terminou com os dois chegando ao Honda Center em Anaheim, a 30 milhas de distância, para finalizar a luta no ringue.

#### Luta Iron Circle
Uma luta Iron Circle é um tipo de Parking Lot Brawl que é disputada especificamente em um estacionamento, com uma audiência ao vivo agitada sentada nos carros ao redor dos competidores. Uma luta Iron Circle foi uma luta onde a contagem de queda poderia ocorrer em qualquer lugar, e Ken Shamrock enfrentou Steve Blackman no WWF Fully Loaded 1999.

#### Luta Train
Uma luta Train é uma Falls Count Anywhere disputada em um trem em movimento. Todas as armas são legais e não há desqualificação (exceto por danos ao trem). Isso aconteceu em 2023 pela promoção DDT Pro Wrestling no CyberFight, onde Sanshiro Takagi competiu contra Minoru Suzuki no Shinkansen TGV de Tóquio a Nagoya, com velocidades superiores a 170 MPH no trem.

### Luta Tooth and Nail
Uma luta Tooth and Nail é uma Falls Count Anywhere com a estipulação de que a luta ocorre dentro e ao redor de um consultório dentário, e qualquer arma é legal. Essa é a luta de especialidade de Britt Baker, baseada em seu papel como dentista tanto no kayfabe quanto na realidade fora das telas, e o objetivo dessa luta é conseguir uma contagem de pinfall, submissão ou um countout. A única luta com essa estipulação ocorreu no AEW All Out 2020 onde Big Swole derrotou Britt Baker.

## Luta Lumberjack

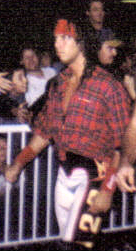
Seguindo o tema, os lutadores fora do ringue podem usar camisas de flanela durante as lutas de lumberjack; um exemplo disso é o 1–2–3 Kid em 1995.

Uma luta de lumberjack é uma luta padrão, com a exceção de que o ringue é cercado por um grupo de lutadores que não estão diretamente envolvidos nela. Esses lutadores são conhecidos como "lumberjacks" (quando são lutadoras, elas são chamadas de "lumberjills"; lutas entre lutadoras femininas são chamadas de lutas de lumberjill, uma brincadeira com a famosa rima infantil "Jack and Jill"). A função desses lutadores é impedir que os participantes saiam do ringue. Normalmente, os grupos de lumberjacks são divididos entre faces e heels, ocupando lados opostos ao redor do ringue. Normalmente, os "oponentes" (ou seja, os lumberjacks faces se o lutador for heel, e vice-versa) atacam os lutadores se eles saírem do ringue, forçando-os a voltar para dentro. Interferências ocasionais dos lumberjacks são comuns, assim como uma briga generalizada do lado de fora envolvendo a maioria deles. Nas primeiras lutas de lumberjack, até os lumberjacks usavam roupas típicas de lenhadores, mantendo o tema, embora isso já não seja mais feito. Um tema comum é que os lumberjacks sejam todos heels, para dificultar as chances do lutador face. A luta Lumberjill Snowbunny é uma outra variação, com lutadoras, onde elas lutam em uma piscina de neve.

### Luta Canadian Lumberjack
Em uma luta canadian lumberjack, os lumberjacks são equipados com correias de couro. A "fan's revenge" da TNA foi sua própria versão de uma luta de uma canadian lumberjack, onde fãs equipados com correias atuam como lumberjacks e são incentivados a chicotear os lutadores. Uma variação semelhante da "fan's revenge" foi usada na Lucha Underground, onde foi chamada de luta Believers' Backlash ("Believers" era o apelido dos fãs da série).

### Luta Extreme Lumberjack
A luta Extreme Lumberjack é uma luta de lumberjack disputada sob regras hardcore, onde não há desqualificações, não há contagens de 10 e as quedas contam em qualquer lugar.

## Variações baseadas em múltiplos competidores
Em algumas ocasiões, uma luta pode ser realizada entre mais de dois lutadores ou equipes. Lutas com múltiplos competidores geralmente são divididas em eliminações e sem eliminações.

### Lutas básicas sem eliminação

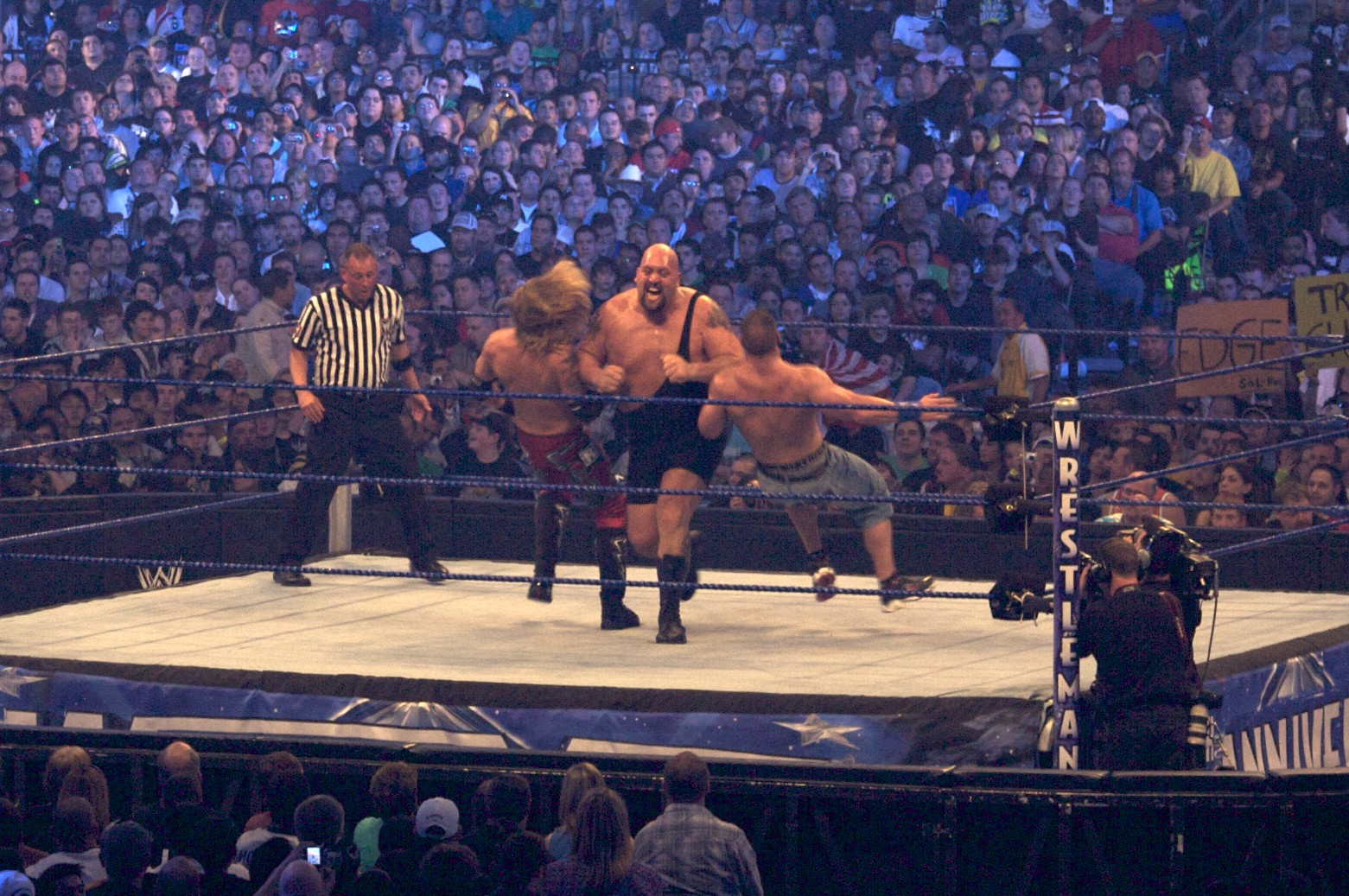
Luta Triple Threat envolvendo Big Show, Edge e John Cena.

#### Lutas sem eliminação com três competidores
O exemplo mais comum de uma luta sem eliminação é a luta Three-Way (também conhecida como Triple Threat na WWE, luta Triangle na WCW e Three-Way Dance na ECW), onde três lutadores competem sob as regras padrão, com o primeiro competidor a conseguir um pinfall ou submissão sendo declarado o vencedor. Lutas Triple Threat são disputadas sob estipulações de sem desqualificação e sem contagem. Lutas Triangle frequentemente são disputadas como uma luta de duplas, onde apenas dois competidores podem estar na luta ao mesmo tempo, enquanto o terceiro espera na beira do ringue, e o único fator de eliminação é se um competidor for desqualificado.

#### Lutas sem eliminação com quatro ou mais competidores
Em muitas promoções, geralmente não há distinções entre os dois termos. As variações sem eliminação incluem a luta Four-Way (conhecida como Fatal Four-Way na WWE, Four Corners na WCW e Four-Way Dance na ECW), a luta Five-Way (conhecida como Fatal Five-Way na WWE) ou a luta Six-Way (conhecida como Six-Pack Challenge na WWE), envolvendo quatro, cinco ou seis lutadores, respectivamente. A promoção independente americana USA Xtreme Wrestling realizou uma luta envolvendo 8 a 12 competidores, conhecida como 8 Ball Challenge. Esse tipo de luta pode ser usado em certas situações para tirar um título de um lutador sem enfraquecê-lo no processo.
Em algumas ocasiões, as lutas multi-competidores são disputadas sob regras semelhantes às de uma luta de duplas. Dois competidores começam a luta no ringue enquanto os outros lutadores esperam fora do ringue por uma troca com outro lutador, frequentemente conseguida tocando um competidor desavisado dentro do ringue. Variações disso incluem a luta Four Corners Survival ou a Six-Man Mayhem na Ring of Honor. Os competidores estão autorizados a deixar sua posição e atacar lutadores fora do ringue, como quando um ou ambos os lutadores foram jogados para fora das cordas.

### Lutas de eliminação básica
Lutas envolvendo um número maior de competidores geralmente são lutas de eliminação. Essas lutas podem começar com todos os competidores no ringue ao mesmo tempo. As regras padrão da luta se aplicam, pois os lutadores podem sair da posição e atacar outros lutadores fora do ringue, com a diferença de que o lutador que for derrotado por pinfall ou submissão é eliminado da luta.

#### Lutas de eliminação com três competidores
O exemplo mais comum de uma luta de eliminação é a Three-Way Dance, onde a primeira queda elimina um lutador, reduzindo a luta para uma luta padrão de uma queda. A Three-Way Dance era uma especialidade da Extreme Championship Wrestling.

#### Lutas de eliminação com quatro ou mais competidores
Uma Four-Way Dance é semelhante, exceto que envolve quatro lutadores na Extreme Championship Wrestling, e algumas promoções usam um formato de tag para a luta em vez de ter todos os lutadores no ringue ao mesmo tempo. As variações de eliminação são a Four-Way (conhecida como Fatal Four-Way na WWE), a Five-Way (conhecida como Fatal Five-Way na WWE) ou a Six-Way (conhecida como Six-Pack Challenge na WWE), envolvendo, respectivamente, quatro, cinco ou seis lutadores no ringue.
A Deadly Draw é uma variação da TNA onde quatro competidores lutam. A luta começa com dois competidores no ringue. Após cinco minutos, o terceiro competidor entra no ringue, e depois de mais cinco minutos, o quarto competidor entra. Qualquer lutador que seja pinado ou forçado a se submeter é eliminado, e qualquer lutador no ringue que não esteja envolvido na queda também é eliminado. O último homem de pé vence.

### Beat the Clock Challenge
O Beat the Clock challenge é uma luta com múltiplos competidores em que os lutadores devem derrotar seu oponente em uma luta individual antes que o tempo acabe. Além disso, o próximo lutador deve vencer o tempo estabelecido pelo vencedor, derrotando seu oponente para avançar; caso contrário, esse lutador é eliminado. Ao fazer isso, o lutador vencedor geralmente recebe algum tipo de recompensa, como a inclusão em uma luta por um campeonato, por exemplo. Em uma variação no episódio de 20 de novembro de 2013 do NXT, dois lutadores completaram uma luta, com a duração da luta sendo usada como parâmetro para dois outros lutadores completarem suas lutas. A primeira Divas Beat the Clock challenge ocorreu no episódio de agosto de 2015 do Raw, quando Paige, Becky Lynch e Charlotte Flair enfrentaram uma competidora diferente para conquistar uma luta pelo WWE Divas Championship contra Nikki Bella no Night of Champions.

### Championship Scramble
A WWE apresenta uma luta chamada Championship Scramble, na qual nenhum dos lutadores é eliminado. Dois lutadores começam a luta e, a cada cinco minutos, outro lutador entra até que todos os cinco participantes estejam presentes. Após a entrada do último lutador, há um limite de tempo pré-determinado. Cada vez que um lutador consegue um pinfall ou submissão, ele se torna o campeão interino. Esses reinados não são registrados como reinados de título. O vencedor é o lutador que conseguir o último pinfall ou submissão antes que o tempo se esgote. O pay-per-view Unforgiven de 2008 é provavelmente o evento mais importante para este tipo de luta, já que todos os três títulos mundiais foram disputados em uma Championship Scramble.

### Elimination Chase
A Elimination Chase, utilizada pela primeira vez na versão da WWE da marca ECW em 2007, é uma série de lutas multi-competidores, com uma queda decidindo o perdedor, que será eliminado das lutas subsequentes até que reste apenas um competidor.

### Iron Survivor Challenge
A marca NXT da WWE apresenta uma luta chamada Iron Survivor Challenge em seu evento anual de dezembro, o Deadline, na qual nenhum dos lutadores é eliminado. Há uma para os homens e outra para as mulheres. As regras são as seguintes:
- Cinco lutadores competem na luta, que dura 25 minutos.
- Dois lutadores começam a luta, o que inicia o cronômetro, e a cada cinco minutos, outro lutador entra, com o quinto e último participante entrando no minuto 15.
- Cada vez que um lutador realiza um pinfall, submissão ou é vítima de uma desqualificação, ele ganha um ponto. Os pontos podem ser ganhos mesmo antes que outros participantes entrem.
- Um lutador que é derrotado por pinfall, submissão ou desqualificado vai para a caixa de penalidade por 90 segundos, após os quais ele pode reentrar na luta.
- O vencedor da luta, denominado Iron Survivor, é o lutador que marcar mais pontos ao final do limite de tempo de 25 minutos. Em caso de empate, os empatados entram em uma prorrogação de morte súbita.
- Os vencedores das lutas masculinas e femininas ganham uma futura luta pelo NXT Championship e pelo NXT Women's Championship, respectivamente.[114]

A Iron Survivor Challenge combina elementos das lutas Championship Scramble, Iron Man e King of the Mountain da TNA Wrestling. Foi usada pela primeira vez no evento Deadline em 2022.

### Special Guest Referee
A luta Special Guest Refereel é qualquer luta na qual o árbitro usual é substituído por um "convidado" atuando como árbitro. Celebridades (como Muhammad Ali no evento principal da WrestleMania I), managers e outros lutadores podem atuar como árbitros convidados especiais. Em alguns casos, um árbitro especial é colocado em uma luta que já possui outro tipo de estipulação. O árbitro especial frequentemente tem um viés em favor ou contra um dos competidores ou é designado para garantir que a luta seja conduzida de maneira justa. O Árbitro Especial Fora do Ringue, também conhecido como Enforcer Especial ou Árbitro Convidado Especial, é similar ao Árbitro Especial, mas o árbitro convidado permanece fora do ringue, garantindo que o árbitro normal não perca nada. Esses convidados às vezes são conhecidos como "enforcers", sendo o mais famoso Mike Tyson, que atuou como Enforcer Especial na luta pelo WWF Championship entre Stone Cold Steve Austin e Shawn Michaels na WrestleMania XIV, e Chuck Norris, que atuou como Enforcer Especial no Survivor Series 1994 em uma luta entre The Undertaker e Yokozuna. Outro exemplo disso foi a luta entre Triple H e The Undertaker em uma Hell in a Cell na WrestleMania XXVIII, com Shawn Michaels como o Árbitro Convidado Especial.

## Variações de outros estilos de competição
Occasionalmente, uma luta ocorreria sob as regras de um tipo diferente de competição. Como as lutas de wrestling profissional, as lutas seriam encenadas, com os participantes não estando em perigo real e o vencedor sendo predeterminado.

### Arm Wrestling
Uma queda de braço, no contexto do wrestling profissional, é uma competição básica de força nos braços. Ela pode ser disputada entre duas mulheres, dois homens ou entre um homem e uma mulher. Frequentemente, o homem no último caso será um manager enfrentando o lutador de um competidor.

### Luta de Boxe
A versão de wrestling profissional de uma luta de boxe segue as regras padrão do boxe. Os lutadores usam luvas de boxe e a luta é disputada em rounds, com faltas sendo aplicadas, embora as lutas geralmente sejam encenadas e terminem com um lutador trapaceando e usando manobras de wrestling.

### Luta de MMA
A versão de wrestling profissional de uma luta de artes marciais mistas (MMA) segue as regras padrão do MMA. Assim como no MMA, pinfalls não são um método válido de vitória. As lutas geralmente só podem ser vencidas por nocaute, submissão, desqualificação, desistência ou por decisão do árbitro.

### Luta de Sumô
Para uma luta de sumô, as cordas são removidas do ringue e as regras padrão de sumô se aplicam. A primeira pessoa a sair do ringue ou tocar o chão com qualquer parte do corpo, exceto as solas dos pés, é a perdedora. A luta mais infame desse tipo na WWE aconteceu no WrestleMania 21 entre The Big Show e a lenda do sumô, Akebono.

### Sumo Monster Truck
Uma luta Sumo Monster Truck é uma competição regular de cabo de guerra, onde dois lutadores estão dirigindo caminhões monstros. Um exemplo desse tipo de luta aconteceu no pay-per-view Halloween Havoc (1995) entre Hulk Hogan e The Giant.

## Variações baseadas na regra Rumble
Nessa versão – ao contrário dos battle royales tradicionais, onde todos os lutadores começam a luta no ringue – os competidores (após os números 1 e 2 iniciarem a luta) entram em intervalos temporais de acordo com o número que tiraram, até que todos os participantes tenham entrado.

### Aztec Warfare
Aztec Warfare é a versão da Lucha Underground do battle royale com regras de "Rumble". Até 20 participantes entram a cada 90 segundos, e a eliminação ocorre por pinfall ou submissão, devendo acontecer dentro do ringue. Não há contagens para fora e nem desqualificações. Até abril de 2019, quatro lutas de Aztec Warfare ocorreram — uma em cada temporada da Lucha Underground.

### Battle Riot
A Battle Riot é a battle royale no estilo "Rumble" da Major League Wrestling (MLW). Essa luta não é muito diferente de outras batalhas reais com eliminação por pinfall, submissão e por ser jogado para fora do ringue, mas é diferente do Royal Rumble da WWE, na qual a eliminação só ocorre se o lutador for lançado sobre a corda superior e suas duas mãos tocarem o chão.

### Casino Battle Royale
A Casino Battle Royale é utilizada pela All Elite Wrestling (AEW). É uma versão modificada do battle royale com regras de "Rumble", que conta com 21 participantes. A luta começa com um grupo de cinco lutadores, e a cada três minutos, outro grupo de cinco lutadores entra, enquanto o 21º e último participante entra sozinho. Os lutadores são agrupados com base no naipe que tiraram de um baralho de cartas – espadas, ouros, paus ou copas – e a ordem de entrada de cada grupo é determinada por um sorteio aleatório das cartas. O 21º e último participante é o lutador que tirou o coringa. O vencedor recebe uma luta pelo título mundial da divisão de seu respectivo gênero — seja o AEW World Championship ou o AEW Women's World Championship.
A primeira Casino Battle Royale aconteceu durante o pré-show do evento inaugural da AEW, Double or Nothing, em 2019, e foi uma luta masculina. O vencedor dessa luta foi colocado na disputa para determinar o primeiro Campeão Mundial da AEW no evento All Out daquele ano. A segunda Casino Battle Royale foi uma versão totalmente feminina e ocorreu durante o pré-show do mencionado evento All Out. Assim como a primeira, o vencedor dessa segunda edição foi colocado na disputa para determinar a primeira Campeã Mundial Feminina da AEW no episódio de estreia do programa semanal da AEW, Dynamite. A terceira Casino Battle Royale — uma luta masculina — aconteceu no All Out de 2020, e o vencedor recebeu uma luta futura pelo AEW World Championship.

### Honor Rumble
A Ring of Honor (ROH) também realiza periodicamente o estilo "Rumble" de battle royale em seus shows, chamando-o de Honor Rumble. Esse battle royal difere da versão padrão da luta, pois os competidores não começam todos no ringue ao mesmo tempo, mas entram na luta em intervalos de tempo de acordo com seus números de entrada designados (semelhante ao estilo do Royal Rumble da WWE). Os números geralmente são sorteados por meio de uma loteria que normalmente acontece antes do início do evento, embora os participantes também possam garantir boas posições de entrada por outros meios, sendo o mais comum a vitória em uma luta.

### New Japan Rumble
O "Rumble" anual da New Japan Pro-Wrestling (NJPW) acontece no pré-show do Wrestle Kingdom, em 4 de janeiro. Os participantes entram em intervalos de um minuto e são eliminados por pinfall, submissão ou sendo jogados sobre a corda superior. Geralmente com um tom mais leve e cômico, a luta inclui estrelas passadas como participantes surpresa.

### Royal Rampage
Usado pela All Elite Wrestling (AEW) em seu programa Rampage, o Royal Rampage é uma batalha royale com regras de "Rumble" em dois ringues. Conta com 20 lutadores entre os dois ringues (10 em cada um). Começa com dois lutadores em cada ringue, com dois novos lutadores entrando em intervalos cronometrados - um no ringue vermelho e outro no ringue azul (diferenciados pela cor das cordas). Após todos os 20 lutadores entrarem e quando o campo se reduzir aos últimos quatro participantes, eles se consolidam em um único ringue e lutam até que um vencedor seja definido, que então receberá uma luta pelo campeonato em uma data posterior.

### Royal Rumble

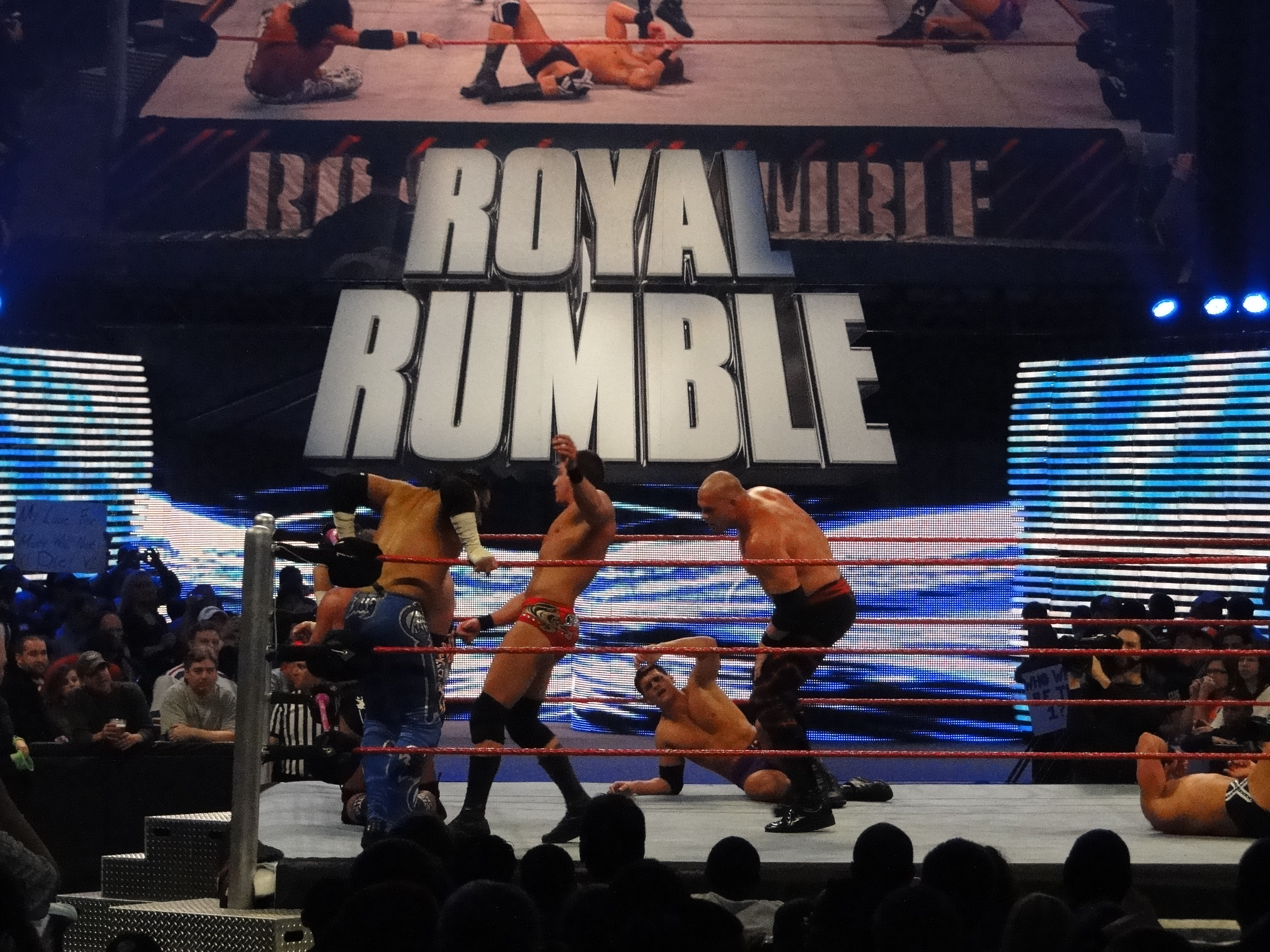
A luta Royal Rumble de 2010

O Royal Rumble da WWE é a batalha royale original a usar esse formato. Começa com dois lutadores no ringue, com os participantes restantes sendo introduzidos um por um a cada intervalo de tempo definido, geralmente de 90 segundos ou dois minutos. A eliminação ocorre da forma usual, com a última pessoa restante sendo a vencedora, após todos os participantes (tradicionalmente 30 ou 40 no Royal Rumble de 2011 e 20 no Royal Rumble de 1988) entrarem no ringue e serem eliminados ao ser jogados sobre a corda superior, com os dois pés tocando o chão. (referido como a "regra de Shawn Michaels" no Royal Rumble de 1995, quando ele foi jogado sobre a corda superior, segurou na corda e apenas um pé tocou o chão). Existem tanto uma luta Royal Rumble masculina quanto feminina, embora a primeira luta oficial feminina tenha estreado em 2018, usando as mesmas regras da versão masculina, com as vencedoras ganhando uma luta pelo campeonato mundial (nas suas respectivas divisões) na WrestleMania daquele ano, o maior evento anual da WWE. No Greatest Royal Rumble de 2018, 50 participantes entraram na luta. Stone Cold Steve Austin é o maior vencedor do Royal Rumble tendo vencido a luta três vezes.

### Royal Sambo
A versão da Dragon Gate ocorre exclusivamente em shows itinerantes no Kobe Sambo Hall, já que a localização principal da promoção é em Kobe, Japão. As lutas Royal Sambo geralmente consistem de 10 a 16 participantes, entrando dois a dois a cada intervalo de 60 segundos, com os temas de entrada dos dois lutadores se cruzando nos alto-falantes. Se um número ímpar de lutadores for escalado para a luta, o participante final entra sozinho. Os participantes podem ser eliminados por eliminação sobre a corda superior, pinfall ou submissão, e múltiplos lutadores podem fazer pin ou submissão simultaneamente. Normalmente, é uma luta marcada como uma luta de comédia, ou com um lutador de alto perfil como o vencedor óbvio entre outros de status muito mais baixo no elenco.

### Square Go!
Square Go! é a versão da Insane Championship Wrestling (ICW) que combina elementos do Royal Rumble da WWE e do Money in the Bank, sendo nomeado com o termo de rua de Glasgow para uma luta de rua. Os competidores competem em uma batalha real de 30 homens, seguindo as regras do "rumble", o Square Go!, com o vencedor conquistando o Square Go Briefcase.
As regras são semelhantes às do Royal Rumble, com dois competidores começando a luta, um com o número 1 e o outro com o número 2. Os participantes restantes entram um de cada vez a cada intervalo de dois minutos.
Cinco pessoas têm números de entrada que permitem levar uma arma de sua escolha para o ringue. Os participantes são eliminados quando são jogados sobre a corda superior, com ambos os pés tocando o chão. O vencedor ganha a Square Go Briefcase, que dá a ele direito a uma luta pelo ICW World Championship a qualquer momento e em qualquer lugar durante um ano (semelhante ao Money in the Bank).

## Variações baseadas em lutas de série
As lutas em série podem envolver o mesmo tipo de combate ao longo de toda a série, ou podem usar diferentes tipos de lutas para algumas ou todas as partes da série. A forma mais comum de uma luta em série é estender o conceito de uma queda única para uma série de quedas.

### Best of Series
Uma luta "Best of Series" é semelhante a uma luta de duas quedas, mas com uma série estendida para cinco ou sete lutas; embora aconteça ao longo de várias noites para continuar uma rivalidade, em vez de resolvê-la em uma única noite.
Uma variação é a Best of Five Series, onde um lutador deve vencer três lutas para vencer a série. John Cena derrotou Booker T por 3–2 para conquistar o WWE United States Championship no No Mercy (2004).
A Best of Seven Series é outra variação, onde um lutador deve vencer quatro lutas para vencer a série. Chris Benoit e Booker T lutaram em uma série desse tipo para determinar o desafiante número 1 pelo WCW World Television Championship em 1998. Os dois retomaram sua série Best of Seven em 2006 pelo WWE United States Championship. Sheamus e Cesaro terminaram em um empate 3–3 quando sua sétima luta no Clash of Champions (2016) terminou sem vencedor. O Death Triangle (Pac, Penta El Zero Miedo e Rey Fénix) enfrentaram a The Elite (Kenny Omega e The Young Bucks (Matt Jackson e Nick Jackson)) em uma série pelo AEW World Trios Championship em 2022.

### Luta Gauntlet
Uma luta Gauntlet, também chamada de luta Turmoil, é uma série rápida de lutas um contra um, com uma única queda. Dois lutadores começam a luta e são substituídos sempre que um é eliminado (por pinfall ou submissão). Após um número predeterminado de lutadores competir, a última pessoa em pé é declarada vencedora. Uma luta Gauntlet também pode ser dividida em várias "partes" como parte de uma rivalidade (onde um lutador face deve enfrentar uma série de subordinados de um lutador heel antes de enfrentar o heel em si, por exemplo), o que era comum na World Championship Wrestling no início dos anos 1990. Um participante envolvido em uma luta Gauntlet pode ser dito como "correndo o gauntlet", mas em muitos casos, essa designação é reservada para aqueles que estão envolvidos na maior parte da luta. Às vezes, a luta pode ser no formato de handicap (um contra três) ou (um contra quatro). Ao contrário das lutas de tag, a equipe de três/quatro pessoas desafiará o lutador em desvantagem individualmente até que ele seja eliminado, momento em que a luta termina.
Um exemplo disso foi na edição de 23 de setembro de 1999 do WWE SmackDown, onde Triple H, sendo punido por Vince McMahon por suas ações contra ele e sua família, foi escalado para cinco lutas com gimmicks em uma única noite: uma luta Chokeslam Challenge (onde o primeiro a aplicar um Chokeslam no adversário vence) contra The Big Show, uma luta Handicap Casket contra Viscera e Mideon, uma luta Inferno contra Kane, uma Boiler Room Brawl contra Mankind e uma Brahma Bullrope contra The Rock.

#### Gauntlet Eliminator
A Gauntlet Eliminator é uma versão modificada da luta Gauntlet, onde dois lutadores começam no ringue e, a cada quatro minutos, outro lutador entra até que todos os participantes tenham entrado. As eliminações só podem ocorrer por pinfall ou submissão. O último lutador restante é o vencedor. Um exemplo dessa luta foi na primeira noite do NXT TakeOver: Stand & Deliver de 2021, entre Leon Ruff, Isaiah "Swerve" Scott, Bronson Reed, Dexter Lumis e L. A. Knight.

#### Casino Gauntlet
A Casino Gauntlet é uma versão modificada da Gauntlet Eliminator promovida pela All Elite Wrestling (AEW). Dois lutadores começam a luta, com novos participantes entrando em intervalos de tempo aleatórios, com um número máximo de 21 participantes. É uma luta de uma queda que pode terminar a qualquer momento por pinfall ou submissão dentro do ringue, mesmo antes de todos os participantes entrarem. O prêmio por vencer o Casino Gauntlet é uma luta por título em uma data futura.

#### Gauntlet for the Gold
A TNA Wrestling usa o formato "Gauntlet for the Gold", que tem um nome semelhante ao da luta Gauntlet, mas é bastante diferente. Os lutadores entram em intervalos regulares, e a eliminação ocorre quando são jogados sobre a corda superior, com ambos os pés tocando o chão (como em uma luta Royal Rumble). Isso continua até que restem apenas dois lutadores, momento em que o vencedor final é decidido por pinfall ou submissão. Esse tipo de luta foi apresentado pela primeira vez no primeiro PPV da NWA-TNA, com Ken Shamrock derrotando Malice nos dois últimos.

### Luta Iron Man/Woman
Uma luta Iron Man (ou Iron Woman, para as lutas femininas) é uma luta de múltiplas quedas com um limite de tempo definido (geralmente 30 ou 60 minutos). A luta é vencida pelo lutador que ganhar mais quedas dentro do limite de tempo, seja por pinfall, submissão, desqualificação ou contagem fora. Se houver empate, a luta vai para uma prorrogação onde o lutador que marcar uma queda no oponente será imediatamente declarado vencedor. Um exemplo de uma Iron Man é Dolph Ziggler vs. Seth Rollins no Extreme Rules de 2018 pelo Intercontinental Championship. Outros exemplos são MJF vs. Bryan Danielson no AEW Revolution de 2023 pelo AEW World Championship, e Bret Hart vs. Shawn Michaels na WrestleMania XII pelo WWF Championship. A primeira luta Iron Woman foi entre Bayley e Sasha Banks no NXT TakeOver: Respect em 2015.

#### Luta Anything Goes Iron Man
Uma Anything Goes Iron Man é a variação hardcore de uma Iron Man: não há desqualificações, nem contagem fora, e as quedas valem em qualquer lugar. John Cena enfrentou Randy Orton em uma luta Anything Goes Iron Man no Bragging Rights 2009 por 60 minutos.

#### Thunder Queen
A luta Thunder Queen é uma combinação dos tipos de lutas de Tag Team e Iron Woman. Essa estipulação foi usada na All Japan Women's Pro-Wrestling. A luta começa com duas equipes de quatro membros se enfrentando por 60 minutos. Cada membro terá uma luta individual de 5 minutos no formato de Iron Woman (20 minutos no total para cada equipe), seguida por uma luta de 40 minutos no formato de Tag Team Iron Woman. A equipe com o maior número total de pontos dentro do limite de tempo vence.

#### Luta Ultimate Submission
Uma luta Ultimate Submission é uma variação da luta Iron Man, onde a única maneira de marcar um ponto dentro do limite de tempo estipulado é fazer o oponente se render. Chris Benoit e Kurt Angle tiveram uma luta Ultimate Submission no Backlash 2001 por 30 minutos, mais um minuto e 33 segundos de prorrogação para desempate.

### Luta Three Strikes
A luta Three Strikes (frequentemente abreviada para Three Strikes' You're Out) é uma luta de múltiplas quedas onde os lutadores devem conquistar três vitórias de uma natureza específica, em uma ordem específica, antes do outro. O nome da luta é inspirado no beisebol, referindo-se à noção de que ter três strikes resultaria em perder a luta. A configuração mais comum para os três strikes é pinfall, submissão e nocaute, com a luta inteira sendo disputada sob regras de sem desqualificação e sem contagem. Diamante enfrentou Big Swole em uma luta Three Strikes no AEW Dark em 7 de setembro de 2021.

### Luta Two out of Three falls
Uma luta Two out of Three falls é uma luta de múltiplas quedas onde um lutador ou dupla deve vencer o(s) outro(s) adversário(s) não uma, mas duas vezes para a vitória (por pinfall, submissão, desqualificação ou contagem fora). Exemplos desse tipo de luta incluem Daniel Bryan vs. Sheamus no Extreme Rules 2012 e Chris Benoit vs. Chris Jericho no SummerSlam 2000. Além disso, uma versão de duplas dessa luta ocorreu no Payback 2015 entre The New Day vs. Cesaro & Tyson Kidd pelo WWE Raw Tag Team Championship.

#### Luta Gate of Heaven
A luta Gate of Heaven é uma luta de múltiplas quedas aplicada a lutas de equipes. Iniciada no Dragon Gate, com a primeira luta sendo uma luta de duplas rigorosa, com dois árbitros para garantir que as trocas de tag realmente aconteçam. A segunda luta segue as regras do Dragon Gate. A terceira luta, se necessário, envolve o uso de mesas, escadas e cadeiras, que agora são permitidas. O primeiro time a conquistar duas vitórias antes do outro é o vencedor.

#### Luta Three Stages of Hell
Uma luta Three Stages of Hell é uma luta de múltiplas quedas em que dois lutadores devem disputar três tipos especiais de lutas. Um lutador deve conquistar duas vitórias antes do outro. Apenas seis ocasiões em que essa luta foi realizada na história da WWE. A primeira luta Three Stages of Hell ocorreu em 2001 entre Triple H e Stone Cold Steve Austin no No Way Out de 2001, onde Triple H venceu por 2–1. Outra luta desse tipo aconteceu no Armageddon de 2002 entre Shawn Michaels e Triple H pelo World Heavyweight Championship. O exemplo mais recente foi no NXT TakeOver 36, quando Adam Cole enfrentou Kyle O'Reilly.

#### Luta Three Degrees of Pain
Uma luta Three Degrees of Pain é uma luta híbrida, uma variação dos tipos de luta Two out of Three Falls e Steel Cage, onde um lutador deve conquistar uma vitória na ordem específica antes do outra. A primeira vitória é por pinfall, a segunda vitória é por submissão e, se necessário, a terceira vitória é ao escapar da jaula de aço. Apenas duas dessas lutas ocorreram na história da TNA e ambas foram para encerrar rivalidades.

## Variações baseadas em estipulação
Como o wrestling profissional também busca contar uma história, algumas lutas são criadas exclusivamente para avançar a trama. Isso geralmente envolve o perdedor de uma luta sendo punido de alguma forma.

### Luta Clock Strikes Midnight
A luta Clock Strikes Midnight é uma luta individual onde a luta acontece sob diferentes estipulações, e as estipulações da luta vão mudando após intervalos aleatórios. Essa luta foi disputada entre Alexxis Falcon e Nina Samuels no Super Strong Style 16 de 2023. As estipulações mudaram de tempos em tempos, variando de uma luta individual para estipulações como luta de mesas, first blood, luta de submissão , last man standing e deathmatch.

### Luta Crybaby
A luta Crybaby é uma luta individual, com a exceção de que o perdedor deve se vestir como um bebê, usando uma fralda e chupando uma mamadeira. Essa luta ocorreu apenas uma vez, entre 1-2-3 Kid e Razor Ramon no pay-per-view In Your House 6.

### Luta Jailhouse
Uma luta Jailhouse é uma luta individual, com a exceção de que o perdedor deve passar a noite em uma cela de prisão na cidade de Nova York. Essa luta apresentou uma briga intensa entre os competidores The Mountie e Big Bossman no SummerSlam 1991. Em determinado momento, Mountie tentou usar seu produtor de gado, mas errou. Bossman conseguiu a vitória após um double leg slam, e policiais de Nova York desceram para algemar Mountie e levá-lo para a prisão.
Uma variação dessa luta, chamada "Jailhouse Street Fight", é uma luta hardcore onde o vencedor joga o oponente em uma gaiola. Esse conceito foi introduzido no NXT Roadblock 2023, onde Tony D'Angelo derrotou Dijak.

### Luta Kiss My Foot
Uma luta Kiss My Foot é uma luta individual, com a exceção de que o perdedor deve beijar o pé descalço do vencedor. Lutas desse tipo incluíram Bret Hart vs. Jerry Lawler durante o King of the Ring de 1995, e Jerry Lawler vs. Michael Cole no pay-per-view Over the Limit de 2011. Uma versão dessa luta foi usada como uma No Holds Barred kiss my foot no evento Fury Road da Major League Wrestling de 2023, entre Matt Cardona e Mance Warner.

#### Luta Kiss My Ass
Uma luta Kiss My Ass é uma luta individual na qual o perdedor deve beijar as nádegas nuas do vencedor, na frente do público; ela se tornou popular durante a Attitude Era da WWE. Um exemplo notável é The Rock vs. Billy Gunn no SummerSlam de 1999, que The Rock venceu. O tipo de luta fez uma reexibição no Extreme Rules de 2015 para Sheamus vs. Dolph Ziggler, onde foi chamada de Kiss Me Arse, em referência ao sotaque irlandês de Sheamus. Ziggler venceu, mas Sheamus o atacou e forçou o Ziggler, inconsciente, a beijar as nadegas de Sheamus.

### Luta Last Chance
Uma luta Last Chance, também chamada de luta Do or Die, é uma luta pelo campeonato na qual, se o desafiante não vencer o título, ele será proibido de desafiá-lo novamente enquanto o vencedor da mesma luta o manter. Raramente, o perdedor pode até ser proibido de desafiar esse título enquanto permanecer empregado na empresa. Por exemplo, no evento principal do Slammiversary XI, Sting foi derrotado pelo campeão Bully Ray em uma variante No Holds Barred dessa luta; conforme a estipulação antes da luta, ele foi impedido de lutar pelo TNA World Heavyweight Championship para sempre, não importando quem o detivesse. Uma situação semelhante aconteceu no evento Full Gear de 2019 da All Elite Wrestling, onde Cody Rhodes desafiou Chris Jericho pelo AEW World Championship e perdeu e não poderia mais lutar pelo título enquanto estivesse empregado pela AEW. Tyson Kidd perdeu uma Last Chance contra Adrian Neville pelo NXT Championship em 2014. Como resultado, Tyson Kidd nunca mais teve a chance de disputar o NXT Championship enquanto permanecesse empregado na WWE.
Essas lutas geralmente são uma forma de finalizar uma rivalidade entre o campeão e um determinado desafiante. Também podem ser usadas como uma maneira de manter o mesmo desafiante em uma rivalidade de título com múltiplos campeões; alguém que tenha perdido uma Last Chance pode desafiar um novo campeão assim que o campeão anterior - que venceu a Last Chance - perder seu título. Um exemplo disso seria Drew McIntyre, que perdeu uma luta Last Chance pelo WWE Championship de Bobby Lashley, mas imediatamente desafiou o novo campeão Big E quando este conquistou o cinturão de Lashley. Uma proibição também pode ser levantada de outra forma, como quando Sting pôde desafiar Magnus pelo TNA World Heavyweight Championship em uma No Disqualification Title vs. Career no Genesis (2014), embora Sting tenha perdido.
A AEW introduziu uma variação da Last Chance chamada Championship Eliminator. Nessa variação, se o desafiante derrotar o campeão, ele ganha uma luta futura pelo título, mas se perder, não poderá mais desafiar aquele campeão enquanto ele mantiver o título.

### Luta Loser Leaves Town
"Loser leaves town" é um termo genérico para qualquer luta na qual o perdedor tem que deixar a promoção ou subdivisão atual. Essas lutas eram mais comuns durante os "dias de territórios", quando os lutadores frequentemente mudavam de empresa. Elas têm sido realizadas com maior frequência na WWE durante a divisão de marcas; o lutador perdedor normalmente deixa a marca (geralmente Raw ou SmackDown), para ir para a outra marca. Também é usado como uma maneira de retirar um lutador da TV para dar-lhe um tempo de folga.

### Luta Loser Wears A Chicken Suit
"Loser Wears a Chicken Suit" é uma luta individual onde o perdedor deve vestir um traje de galinha, seja logo após a luta ou em outro evento em breve. O Col. Robert Parker teve que usar o traje de galinha no episódio de 29 de janeiro de 1994 do WCW Saturday Night após sua derrota para Flyin' Brian Pillman no Clash of the Champions XXVI.

### Luta Loser Wears Dress
"Loser Wears Dress" é uma luta individual onde o perdedor deve vestir um vestido feminino temporariamente após a luta. A luta é vencida por pinfall ou submissão. Um exemplo desse tipo de luta ocorreu no Souled Out (1999) entre Chris Jericho e Perry Saturn, que Jericho venceu.

### Luchas de apuestas
Luchas de apuestas são lutas em que ambos os lutadores apostam algo específico (a máscara ou o cabelo) no resultado. O perdedor da luta perde o item, sendo forçado a tirar a máscara ou ter o cabelo raspado. Também é possível que um lutador aposte o item de outra pessoa, com a mesma estipulação se aplicando em caso de perda. Essas lutas têm uma longa história no lucha libre no México. Após perder a máscara, não é raro que o nome real e informações do lutador sejam divulgados. Como forma de humilhação adicional, o perdedor pode ser forçado a entregar fisicamente a máscara que acabou de perder ao vencedor.
Os tipos mais populares de apostas são a máscara de um lutador mascarado ou o cabelo de um lutador não mascarado, mais comumente colocados um contra o outro em lutas máscara contra máscara, máscara contra cabellera ou cabellera contra cabellera. Em todo o México, quando lutadores mascarados perdem suas máscaras, eles não podem competir sob uma máscara com a mesma gimmick. Além de máscaras e cabelos, campeonatos ou carreiras — como forma de luta de aposentadoria — podem ser apostados em qualquer combinação.

#### Luta Bounty
De forma semelhante, a máscara pode ser usada em uma luta de recompensa, que pode ser uma luta única ou uma série de lutas onde uma terceira parte recompensará quem conseguir desmascarar o competidor alvo. A luta também pode ser usada para derrotar um indivíduo específico ou tirá-lo de ação em troca de uma recompensa. Às vezes a recompensa é divulgada, às vezes não. Um exemplo de luta de recompensa pela máscara foi Flyin' Brian Pillman, que tinha uma recompensa colocada por Barry Windham após fazer aparições como The Yellow Dog para continuar lutando depois de perder uma luta do tipo loser leaves.

### Luta Move
A luta Move tem como objetivo realizar um golpe específico primeiro. Normalmente, é escolhido um golpe característico ou finalizador dos lutadores, embora, ocasionalmente, seja selecionado um golpe genérico que seja notoriamente difícil de executar em ambos os lutadores. A luta geralmente leva o nome do golpe-alvo se ambos os lutadores estiverem tentando aplicar seu finalizador para vencer. A mais conhecida dessas lutas foi o Bodyslam Challenge de Yokozuna, que Lex Luger venceu. Outra luta move famosa foi o $15,000 Body Slam Challenge entre André The Giant e Big John Studd na primeira WrestleMania. Outro luta move foi o Masterlock Challenge, criado por Chris Masters. Um Chokeslam Challenge também foi realizado entre The Big Show e Triple H no WWE SmackDown em setembro de 1999. Um Stink Face Challenge é outroa luta move onde quem aplicar primeiro o Stink Face no oponente vence.

#### Luta Banned Move
Uma luta Banned Move é uma luta individual em que um ou ambos os competidores não podem usar seu golpe finalizador, caso contrário serão desclassificados. Um dos competidores pode ser impedido de ser desclassificado se usar o golpe para obter uma vantagem injusta. Às vezes, essa estipulação é usada em uma rivalidade entre lutadores cujos finalizadores são iguais ou semelhantes; nesses casos, é comum adicionar a estipulação de que o lutador derrotado não poderá mais usar aquele golpe. Esse tipo de luta frequentemente força o lutador proibido a ser mais criativo e usar golpes que normalmente não utiliza para tentar vencer. Um exemplo dessa luta ocorreu no Extreme Rules de 2015 entre Seth Rollins e Randy Orton, onde, além da luta ocorrer dentro de uma Steel Cage, o finalizador de Orton, o RKO, foi banido. Outro exemplo foi na edição de 2020 do All Out da AEW, onde o Campeão Mundial da AEW Jon Moxley defendeu com sucesso seu título contra MJF. Nessa luta, o finalizador de Moxley, o Paradigm Shift (uma variação do DDT), foi banido, embora ele tenha usado o golpe enquanto o árbitro estava de costas.

### Luta de aposentadoria
A estipulação de aposentadoria pode ser aplicada a apenas um lutador ou ambos os lutadores podem estar lutando por suas carreiras. (Embora, na prática, alguns lutadores possam retomar suas carreiras mais tarde, seja dentro ou fora da promoção em que a luta ocorreu, apesar de estarem "aposentados" conforme a estipulação da luta). Alguns exemplos dessa estipulação de luta são Shawn Michaels vs. Ric Flair na WrestleMania XXIV e Shawn Michaels vs. The Undertaker na WrestleMania XXVI. De forma mais livre, o termo pode se referir à última luta da carreira de um lutador (geralmente "lendário"). Esse tipo de luta é planejado para ser uma última celebração, exibindo o talento do lutador uma última vez para seus fãs. Um exemplo desse tipo inclui a luta de aposentadoria de Sting no Revolution 2024 e a Ric Flair's Last Match em 2022.

### Spin the Wheel, Make the Deal
O conceito Spin the Wheel, Make the Deal foi introduzido na WCW no Halloween Havoc de 1992 para determinar a estipulação da luta entre Sting e Jake Roberts. Embora não seja um tipo de luta em si, o Spin the Wheel, Make the Deal envolve uma roda da fortuna com vários tipos de lutas. Quando a roda é girada, a estipulação em que ela parar será usada para a luta. O conceito foi posteriormente usado na TNA como "Wheel of Dixie" e na WWE como "Raw Roulette". Desde 2020, a WWE reviveu o Spin the Wheel, Make the Deal para o Halloween Havoc, que também foi revivido como um evento da marca NXT.

## Lutas de strip
Existem dois tipos de lutas, na primeira uma lutadora não vence por pinfall ou submissão, mas apenas despindo seu oponente. Historicamente, esses tipos de lutas eram disputados entre managers ou valets, devido à sua suposta falta de habilidade no wrestling. No entanto, na Attitude Era, lutadoras em tempo integral (anteriormente conhecidas como Divas na WWE) começaram a participar de lutas de strip com o propósito de titilação.

### Bra and Panties
Uma luta bra and panties é geralmente disputada por duas ou mais lutadoras, onde o único objetivo para vencer a luta é despir a oponente até deixá-la apenas de sutiã e calcinha.

### Luta Evening Gown
Uma luta evening gown é geralmente disputada por duas competidoras usando vestidos de gala. O único objetivo para vencer a luta é a lutadora remover o vestido de gala da sua oponente.

### Luta Tuxedo
Uma luta tuxedo é geralmente disputada por dois competidores usando smokings. O único objetivo para vencer a luta é o lutador remover o smoking de seu oponente.

## Luta de Submissão
Uma luta de submissão é tipicamente uma variação de uma luta individual na qual pinfalls, contagens de 10 e desqualificações não são permitidos, e a luta só pode terminar fazendo o oponente bater (tap out) em um golpe de submissão.

### Luta Throw in the Towel
Uma luta Throw in the Towel, também conhecida como uma luta No Surrender Rules na Total Nonstop Action Wrestling, é uma luta individual onde há um ou mais cornermen para cada participante, e a vitória é obtida quando o cornerman de um oponente joga uma toalha no ringue para sinalizar a rendição em nome do seu lutador. Um exemplo desse tipo de luta é entre Bob Backlund com Owen Hart como seus cornermen e Bret Hart com The British Bulldog como seus cornermen no Survivor Series de 1994.

### Luta Catch-as-Catch Can
Uma luta Catch-as-Catch Can é uma luta individual onde qualquer golpe de submissão é permitido, desde que não tenha a intenção de causar lesão, contendo principalmente wrestling no estilo amador. Esta luta é alterada para estipular que um lutador pode perder ao ir ou ser forçado para o chão da arena, como em uma battle royale. Um exemplo desse tipo de luta é a infame luta entre Dean Malenko e Billy Kidman durante o Souled Out (2000) da WCW, onde Malenko perdeu em dois minutos por esquecer as regras e escapar para o chão após uma série de ataques de Kidman.

### Luta "I Quit"
Uma luta "I quit" é uma luta individual onde um lutador deve forçar o outro a se render dizendo as palavras "I quit" (Eu desisto) em um microfone para vencer. Esta luta é realizada sob regras hardcore – sem desqualificações, sem contagens de 10 e a submissão pode acontecer em qualquer lugar. O árbitro acompanha a ação com um microfone na mão durante o evento.

#### Luta "I respect you"
Uma luta "I respect you" é uma luta individual, também semelhante a uma luta "I quit", o que significa: tudo vale. Para vencer, um lutador deve machucar brutalmente seu oponente de maneira que não deixe ao outro lutador outra escolha a não ser ser forçado a dizer "I respect you" (Eu te respeito) no microfone. Esse tipo de luta aconteceu no SuperBrawl VI da WCW em 1996, que marcou a última luta de Brian Pillman na WCW, em sua "I respect you" Strap Match contra The Taskmaster, antes de Pillman gritar "I respect you, booker man!" quebrando a kayfabe, antes de deixar o ringue.

### Luta Submission Count Anywhere
A luta Submission Count Anywhere é uma variação da luta de submissão e da luta Falls Count Anywhere, e foi debutada no Breaking Point 2009 entre D-Generation X e The Legacy. Esta é uma estipulação de duplas onde um lutador pode ser submetido em qualquer lugar para vencer, e não há pinfalls, desqualificações nem contagens de 10. Essa luta aconteceu apenas uma vez na história da WWE.

## Lutas de Substâncias
A luta é disputada em um grande recipiente cheio de várias substâncias, tipicamente entre duas mulheres que podem ou não ter experiência em wrestling. As substâncias podem incluir qualquer coisa, de lama a leite com chocolate. Às vezes, substâncias especiais são usadas para certas ocasiões, como molho de carne para o Dia de Ação de Graças e gemada para o Natal.
Um exemplo notável desse tipo de luta foi a luta Mimosa Mayhem, disputada entre Chris Jericho e Orange Cassidy no pay-per-view All Out da All Elite Wrestling em setembro de 2020, onde as únicas maneiras de obter a vitória eram por pinfall, submissão ou jogando o oponente em um grande tanque de mimosa. Diferente do motivo tradicional, o tema combinava com as gimmicks de ambos: Jericho estava promovendo sua própria linha de champanhe, e Cassidy é apelidado de "Freshly Squeezed" como parte de sua gimmick (no circuito independente, Cassidy frequentemente cuspia suco de laranja nos olhos dos oponentes).
Outro exemplo desse tipo de luta foi a luta de Chocolate Pudding, quando Candice Michelle derrotou Melina em uma dessas lutas.

### Luta Blood Bath
Uma luta Blood Bath é uma luta sem desqualificação onde o primeiro a ser coberto por um tonel de sangue despejado de um balde perde. Os membros da Brood, Edge e Gangrel, tiveram uma luta Blood Bath no WWE Raw em agosto de 1999.

### Luta Mud
Talvez a luta com substância mais notável tenha sido a luta de lama, onde os lutadores lutavam em uma área ou recipiente cheio de lama, geralmente afastado do ringue. Normalmente, mulheres participavam dessas lutas, com alguma participação ocasional de homens.

#### Luta Hog Pen
Uma variação de uma luta de lama é a luta Hog Pen, que é uma luta de lama realizada em um chiqueiro em uma fazenda, frequentemente cheio de lama e excremento de porco. Triple H e Henry O. Godwinn participaram de uma luta Hog Pen no In Your House 5 da WWE em dezembro de 1995. O único objetivo para vencer é ser o primeiro lutador a jogar seu oponente no chiqueiro.

## Lutas de equipe
Lutas são frequentemente disputadas entre duas ou mais equipes, geralmente consistindo de dois membros cada. Lutas de tag podem variar de duas equipes de dois lutando entre si até equipes com múltiplos integrantes se enfrentando.

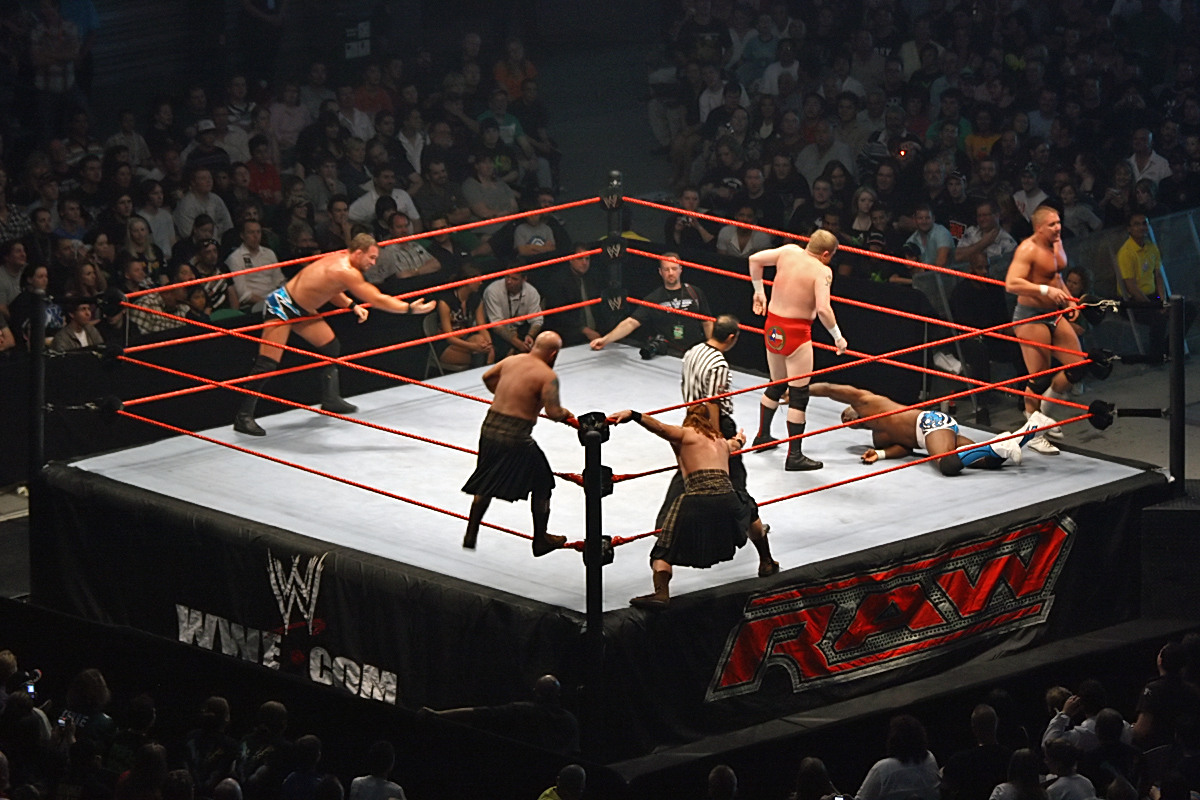
Luta de tag team entre três duplas envolvendo The Highlanders, The World's Greatest Tag Team e Lance Cade e Trevor Murdoch.

### Luta de Tag Team
Na maioria das ocasiões, um membro da equipe compete no ringue enquanto um ou mais de seus companheiros ficam atrás das cordas. Os lutadores trocam de posição ao fazerem o "tag" um no outro, geralmente similar a um high five e, como resultado, essas equipes são chamadas de tag teams. Isso pode criar tensão durante a luta, já que um lutador machucado no centro do ringue tenta alcançar seus companheiros, muitas vezes com a equipe heel impedindo que isso aconteça. Em lutas de duplas típicas, as regras padrão do wrestling se aplicam, com a luta terminando por pinfall, submissão, contagem de 10 ou desqualificação. Lutas de duplas também já foram vistas no MMA e no boxe.
As promoções geralmente possuem um campeonato de duplas para uma equipe de dois lutadores e, em raras ocasiões, aliados dos campeões podem defender o título no lugar de um dos membros titulares sob a regra Freebird. Embora comum na lucha libre mexicana, em um certo ponto, a World Championship Wrestling (WCW) teve um campeonato de trios. A WWE também pode ter três (triple threat) ou quatro (fatal four-way) equipes de duplas se enfrentando. A luta Tag Team Triple Threat (conhecida como Tag Team Triangle na WCW) envolve três equipes onde membros de duas equipes estão no ringue e podem fazer tag com seu parceiro ou com um membro da terceira equipe. A primeira equipe com um competidor ativo a vencer por pinfall ou submissão vence a luta para sua equipe.
A luta Tag Team Four Corners (também conhecida como Tag Team Fatal Four-Way) é outra variação que começa com quatro equipes posicionadas como em uma luta de duplas, com dois lutadores ativos no ringue. Os dois lutadores no ringue podem fazer tag com seu parceiro ou com membros de uma equipe que ainda não estejam representados na luta. É uma vantagem ter um membro da equipe ativo, já que só se pode vencer sendo o competidor legal na luta, e o lutador que fizer o pinfall ou submissão vence a luta para sua equipe. Um exemplo foi a luta de quatro equipes pelo WWE Women's Tag Team Championship no Starrcade 2019.
Outra variação da luta de quatro equipes é ter um membro de cada uma das quatro equipes competindo enquanto seus parceiros ficam no apron, e o competidor ativo que conseguir um pinfall ou submissão vence a luta para sua equipe. Um exemplo dessa variação foi disputado pelo SmackDown Tag Team Championship no Clash of Champions 2017.
Às vezes, uma equipe terá três, quatro ou cinco membros em lutas de tag sem eliminação. Elas são frequentemente nomeadas com base no número de participantes e no gênero envolvido. A luta Six-Man (ou Six-Woman) Tag Team (conhecida como luta de trios na AEW) é uma variação. A Wyatt Family derrotou o The Shield no Elimination Chamber 2014 em uma luta de trios.

#### Luta Tornado Tag Team
A luta tornado tag team (originalmente conhecida como Texas Tornado) é uma luta sob regras hardcore onde todos os lutadores envolvidos têm permissão para estar e lutar no ringue e em outros lugares ao mesmo tempo, e, portanto, todos os lutadores estão vulneráveis a sofrer um pinfall ou submissão. Se é realmente uma luta de tag é algo debatível, já que não há necessidade de fazer tag, mas ela é disputada entre equipes. A primeira luta desse tipo foi realizada em 2 de outubro de 1937, em Houston, entre Milo Steinborn e Whiskers Savage contra Tiger Daula e Fazul Mohammed. Foi uma criação do promotor Morris Sigel. Outro exemplo bem conhecido dessa luta foi quando o The Shield (Roman Reigns & Seth Rollins) desafiou o Team Hell No (Daniel Bryan & Kane) pelo WWE Tag Team Championship no Extreme Rules 2013.
Outro exemplo dessa luta é a luta Anarchy in the Arena, nomeada pela All Elite Wrestling. A luta já foi realizada três vezes no evento pay-per-view anual Double or Nothing.
- 2022: The Jericho Appreciation Society (Chris Jericho, Daniel Garcia, Jake Hager, Angelo Parker e Matt Menard) derrotaram The Blackpool Combat Club (Bryan Danielson e Jon Moxley), Eddie Kingston, Santana e Ortiz por submissão técnica.
- 2023: Blackpool Combat Club (Bryan Danielson, Jon Moxley, Claudio Castagnoli e Wheeler Yuta) derrotaram The Elite (Kenny Omega, Matt Jackson, Nick Jackson e "Hangman" Adam Page) por pinfall.
- 2024: The Elite (Matthew Jackson, Nicholas Jackson, Kazuchika Okada e Jack Perry) derrotaram Darby Allin, FTR (Dax Harwood e Cash Wheeler) e Bryan Danielson por pinfall.

### Luta Tag Team de eliminação
As lutas de tag team ocasionalmente são realizadas sob regras de eliminação; ou seja, o lutador derrotado é eliminado da luta, mas sua equipe tem permissão para continuar com os membros restantes até que todos os membros de uma equipe sejam eliminados. A WWE e outras promoções também têm lutas envolvendo três ou quatro equipes de tag team. Qualquer lutador pode ser marcado por qualquer outro e pode ser imediatamente desclassificado por se recusar a aceitar o tag. Quando um lutador é pinado ou forçado a se submeter, toda a equipe é eliminada e a última equipe restante vence.
Na WWE, essas lutas são apresentadas principalmente durante os eventos pay-per-view Survivor Series, onde são chamadas de luta "Survivor Series". Equipes de quatro ou cinco lutadores, embora em algumas ocasiões até sete, competem sob regras de eliminação. Todas as outras regras padrão se aplicam, e os membros da equipe podem fazer tag em qualquer ordem. Enquanto algumas equipes já são grupos estabelecidos, outras podem precisar recrutar membros para formar seu time. Nas promoções de lucha libre, um torneo cibernetico é um tipo semelhante de luta entre equipes de até oito lutadores que entram em uma ordem predeterminada.

### Lutas de duplas mistas
As regras são as mesmas de uma luta de duplas comum. No entanto, as duplas são formadas entre um homem e uma mulher. Um homem, no entanto, não pode enfrentar uma mulher individualmente. Ou seja, caso uma mulher seja a lutadora ativa no combate, a mulher da outra dupla torna-se oficialmente a lutadora ativa de sua dupla.

### Luta de Eliminação
Nesse combate, as regras são as mesmas de uma luta de duplas básica. No entanto, não acaba quando acontece um pinfall, uma submissão, uma contagem ou uma desqualificação. Aquele que sofrer alguma dessas ações é eliminado do combate, que continua até o membro restante também ser eliminado.

#### Luta Captain's Fall
Uma luta captain's fall é uma luta de tag por eliminação onde duas equipes de quatro competidores competem e capitães são designados para ambas as equipes. O objetivo da luta é realizar um pinfall ou forçar o capitão a se submeter para obter a vitória. Eliminações podem ocorrer até que o capitão seja pinado ou forçado a se submeter; a equipe perde se o capitão for eliminado. Esse tipo de luta ocorreu apenas no WWE 205 Live em 20 de agosto de 2019 entre o Team Drew Gulak e o Team Lorcan.

#### Luta Tag Team Turmoil
Uma tag team turmoil é outra versão de uma luta de tag team por eliminação. A luta começa com uma equipe em cada um dos quatro cantos, mas à medida que cada equipe é eliminada, uma nova equipe ocupa seu lugar, de forma semelhante a uma luta gauntlet. Cinco lutas de tag team turmoil ocorreram em pay-per-views: no SummerSlam de 1999, no Armageddon de 2003, no Night of Champions de 2010, no pré show do Night of Champions de 2013 e no Elimination Chamber de 2017. Duas equipes começam, quando uma é eliminada, uma nova equipe entra no ringue até que todas as equipes tenham competido; a equipe restante é a vencedora. Esse formato também foi usado no episódio do NXT de 31 de maio de 2011, com uma equipe composta por um WWE Pro e um NXT Rookie. A equipe vencedora conquistava três pontos de redenção para o rookie nessa versão. Esse tipo de luta também foi usado no episódio do Raw de 8 de maio de 2017, onde a equipe vencedora conquistou a posição de desafiante número um pelo WWE Raw Tag Team Championship de Matt e Jeff Hardy.

#### Luta Ultimate Endurance
Principalmente associada à Ring of Honor (ROH), uma luta Ultimate Endurance é uma luta de tag team por eliminação que geralmente inclui três ou quatro equipes, com dois membros cada. A luta começa com um conjunto específico de estipulações especiais, e a estipulação muda toda vez que uma equipe é eliminada. Essas estipulações são pré-determinadas e não são limitadas a nenhum tipo específico.

### Lutas de Duplas Mista
Uma luta de duplas mista apresenta equipes de gêneros mistos, em que apenas lutadores do mesmo gênero podem estar no ringue ao mesmo tempo e se enfrentam sob as regras padrão. Por exemplo, se uma lutadora toca em seu parceiro masculino, ambas as mulheres deixam o ringue e ambos os homens entram no ringue, e o papel também é invertido. O torneio Mixed Match Challenge estreou em 16 de janeiro de 2018, com The Miz e Asuka vencendo a primeira temporada, enquanto R-Truth e Carmella venceram a segunda temporada, garantindo para si as entradas de número 30 nas lutas do Royal Rumble de 2019 e uma viagem com todas as despesas pagas, respectivamente.

#### Luta de Duplas Intergender
Uma luta de duplas intergênero apresenta equipes de gêneros mistos, mas se difere da "luta de duplas mistas" no sentido de que tanto homens quanto mulheres podem estar no ringue ao mesmo tempo para se enfrentar sob as regras de tornado tag team. Esse conceito foi utilizado e popularizado no início dos anos 2000 pela Team Xtreme durante a Attitude Era.

### Stadium Stampede / Anarchy in the Arena
Uma Stadium Stampede é um tipo de luta híbrida de equipes, cinemática que se originou na All Elite Wrestling. Ela foi realizada duas vezes no evento pay-per-view Double or Nothing sob esse nome, três vezes sob o nome Anarchy in the Arena, além de uma vez no evento AEW All In London, totalizando seis edições (quando realizada em ambiente fechado, é chamada de Anarchy in the Arena). Essa luta geralmente envolve 10 lutadores em uma disputa de 5 contra 5, com todos os cinco lutadores de cada equipe pertencendo a uma facção estabelecida na AEW. A luta, frequentemente violenta e brutal, é disputada sob regras hardcore e começa no ringue localizado no centro do estádio ou arena, progredindo para vários ambientes, como bares, áreas de carregamento de carga e escritórios. A edição de 2020 da luta se manteve dentro do vazio TIAA Bank Field e apresentou as equipes se enfrentando ao redor do estádio, enquanto a edição de 2021 viu os combatentes saindo do estádio vazio e finalmente terminando no espaço central do evento, ao ar livre, no Daily's Place, onde a luta foi finalizada dentro do ringue do Daily's Place. A primeira edição interna ocorreu sob o nome Anarchy in the Arena no Double or Nothing 2022. A terceira luta sob o nome Stadium Stampede aconteceu no All In, dentro do Wembley Stadium em Londres, em 2023. No entanto, ao contrário das edições anteriores no estádio, toda a luta foi realizada ao vivo diante de uma plateia, em vez de ser uma luta cinematográfica.

### Luta Strange Bedfellows
Uma Strange Bedfellows é uma luta de duplas padrão onde um membro de uma equipe de duplas deve formar parceria com um membro de outra equipe de duplas com quem está em rivalidade. Um exemplo disso foi quando Matt Hardy teve que se unir a Christian para enfrentar seu irmão/parceiro de dupla Jeff Hardy e o parceiro de Christian, Edge.

## Variações baseada em armas
Com o uso de objetos, as lutas geralmente recebem o nome da arma utilizada ("luta com cadeiras"). Na lista a seguir de lutas baseadas em armas, regras adicionais suplantaram ou substituíram as regras padrão.

### Luta Arcade Anarchy
Uma luta Arcade Anarchy é um tipo de luta hardcore em duplas que se originou na AEW, onde diversos objetos encontrados em fliperamas são usados como armas ao redor do ringue. Entre esses itens estão mesas de air hockey, martelos (como os do jogo japonês Mogura Taiji, equivalente ao Whac-a-Mole), cabines de videogames, máquinas de garra e até ursos de pelúcia recheados com peças de Lego. Além disso, há uma “parede de prêmios” onde armas tradicionais de lutas hardcore ficam penduradas e disponíveis para os lutadores usarem. Essa luta estreou no episódio do AEW Dynamite de 31 de março de 2021.

### Beach Brawl
Uma luta Beach Brawl é uma luta hardcore onde objetos encontrados em uma praia, como pranchas de surfe, bancos de madeira, mesas de madeira, bolas de praia, bolas esportivas e uma piscina infantil cheia de bolas plásticas são disponibilizados. A luta é sem desclassificação, então outras armas também são legais. A primeira Beach Brawl foi entre Sol Ruca e Blair Davenport no WWE NXT Spring Breakin' em abril de 2024.

### Luta Bricks
Uma luta Bricks é uma luta hardcore onde tijolos de concreto são disponibilizados como armas. Tijolos foram frequentemente integrados em lutas deathmatch com arame farpado sem cordas, e os tijolos fizeram sua primeira aparição em deathmatches japonesas em 1993.

### Luta de Cadeiras
Uma luta de cadeiras é uma luta padrão de armas, onde qualquer número de cadeiras de aço é a única arma legal a ser usada. Esta luta pode ser vencida por pinfall ou submissão. A primeira luta de cadeiras aconteceu no TLC 2009 entre Batista e The Undertaker, onde The Undertaker venceu por pinfall.

### Luta Country Whipping
Uma luta Country Whipping é uma luta hardcore onde todos os competidores estão armados com cintos de couro, que é a única arma legal na luta. Esta luta ficou conhecida como a luta de especialidade dos Godwinns.

### Luta Crazy 8
A luta Crazy 8, usada principalmente na extinta promoção Pro Wrestling Unplugged, envolve colocar um cinturão de campeonato no topo de uma estrutura de andaime, sendo o primeiro lutador a pegá-lo declarado vencedor. Colocada dentro e ao redor do ringue, para os lutadores usarem durante a luta, estão um lado de uma jaula de aço, dois trampolins e quatro cordas para balanço.

### Luta Fans Bring the Weapons
A luta Fans Bring the Weapons é um tipo de luta hardcore perigosa onde os lutadores pegam objetos contundentes aleatórios de membros da audiência e os usam na luta. Esta luta foi pioneira na Extreme Championship Wrestling no meio da década de 1990.

### Luta Good Housekeeping
A luta Good Housekeeping é uma luta hardcore onde vários itens geralmente encontrados em casas privadas, como lixeiras, pias de cozinha, tábuas de passar roupa, panelas, mesas, vassouras, utensílios e vários ingredientes de comida crua, são disponibilizados como armas e são as únicas armas legais. Esta luta é disputada sob regras de sem desqualificação e sem contout. Jeff Jarrett lutou contra Chyna em uma luta Good Housekeeping no No Mercy 1999 da WWF.

### Luta Handcuff
A luta Handcuff é uma luta hardcore onde a única maneira de vencer é um lutador ter que pegar um par de algemas e algemar o lutador adversário a uma estrutura do ringue, às vezes para que o lutador adversário não consiga usar as mãos.

### Luta Hangman's Horror
A luta Hangman's Horror foi criada por Raven para encerrar sua rivalidade com Vampiro com James Mitchell no IMPACT Wrestling da TNA em 29 de outubro de 2003. O objetivo dessa luta é envolver o pescoço do oponente com uma corrente de aço e então proceder para pendurá-lo nas cordas do ringue. Assim que o árbitro declarar que o oponente está inconsciente, a pessoa responsável pelo terrível enforcamento será declarada vencedora.

### Luta de Kendo Stick

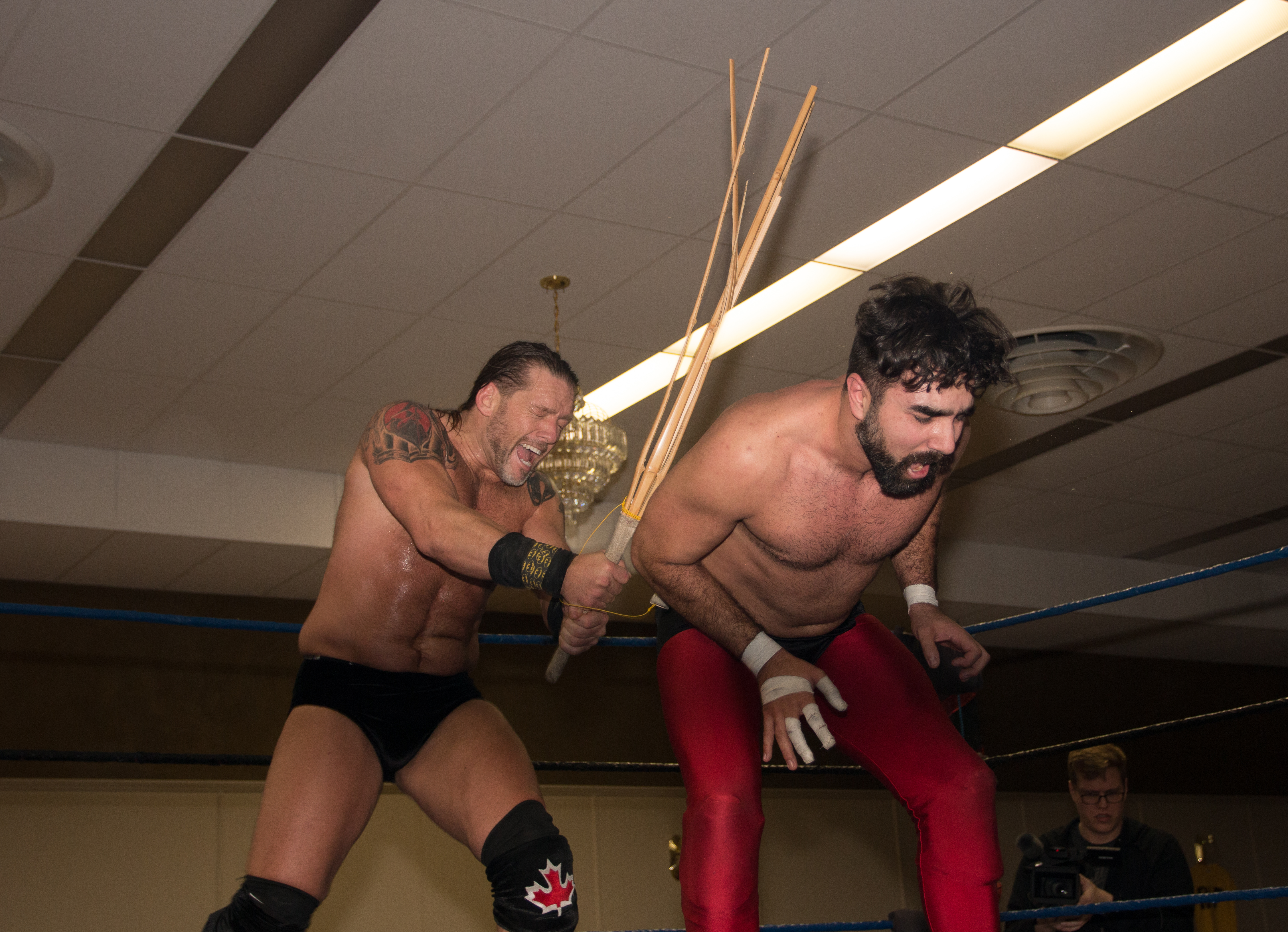
Johnny Devine (esquerda) atacando Buck Gunderson com um bastão de kendo durante uma luta

A luta de bastão kendo (também conhecida como luta de bengala de Cingapura ou luta de bengalas duelando) é uma luta padrão com armas, onde o bastão de kendo (kendo stick) é a única arma legal. Frequentemente, o ringue será cercado por vários bastões de kendo para que os lutadores possam usar. A promoção de wrestling hardcore Combat Zone Wrestling utilizou essa luta com tubos de luz fluorescente no lugar dos bastões de kendo.

### Luta de Escadas

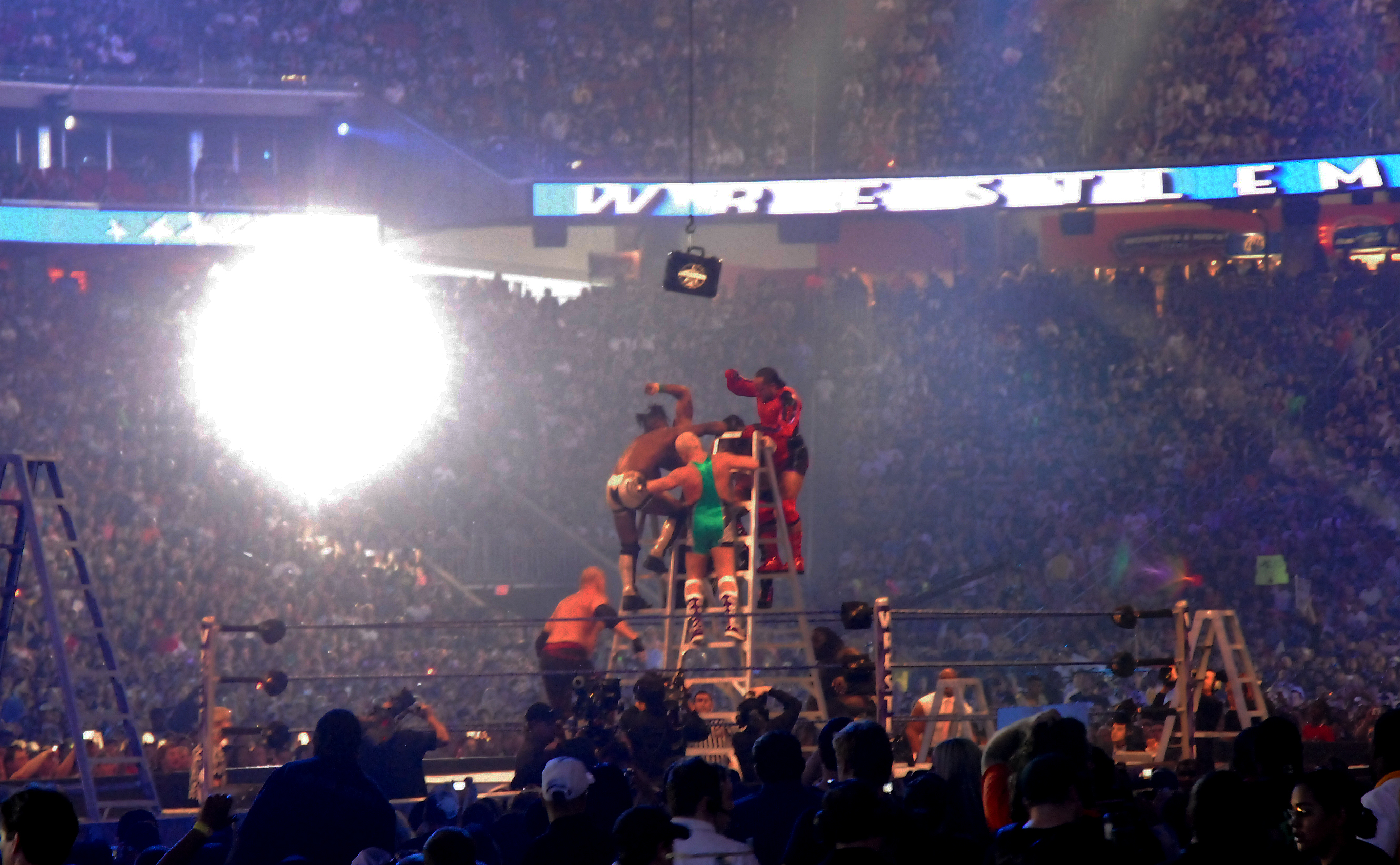
Uma luta de escadas na WrestleMania 25

Uma luta de escadas é uma luta sem desqualificação, onde um objeto específico (geralmente um cinturão de título, um contrato ou uma maleta) é colocado acima do ringue — fora do alcance dos competidores — sendo o vencedor a primeira pessoa a subir uma escada e pegar o objeto. Isso é frequentemente utilizado na WWE com suas lutas do Money in the Bank. A escada pode ser usada como arma.

#### Luta de Escadas Cassino
A Luta de Escadas Casino foi criada pela All Elite Wrestling como uma variação de sua Casino Battle Royale. Uma ficha de pôquer é pendurada acima do ringue, abaixo de uma escada, que pode ser usada como arma. A luta começa com dois lutadores, com um novo participante entrando a cada 2 minutos. O primeiro lutador a pegar a ficha de pôquer vence a luta e, com isso, garante uma futura luta pelo AEW World Championship, no momento e lugar escolhidos pelo lutador. Notavelmente, a luta pode ser vencida antes que todos os participantes tenham entrado.

#### Luta Full Metal Mayhem
Uma Luta Full Metal Mayhem é uma variação da luta TLC (veja abaixo), onde, além de mesas e cadeiras estarem presentes, correntes de aço são disponibilizadas, e qualquer outra arma metálica (latas de lixo, tachinhas) frequentemente aparece. Essa luta se originou na TNA/Impact Wrestling e essa promoção realiza ao menos uma dessas lutas todos os anos desde 2005.

#### Luta King of the Mountain
A Luta King of the Mountain é descrita como uma “luta de escada reversa”. Em vez de recuperar um objeto pendurado acima do ringue, o vencedor é o primeiro lutador a usar uma escada para pendurar um cinturão de campeonato acima do ringue — depois de realizar um pinfall ou submissão (pinfalls valem em qualquer lugar) para ganhar o direito de tentar. Um lutador que for imobilizado ou forçado a se submeter deve passar dois minutos em uma caixa de penalidade. No Slammiversary 2022, aconteceu a primeira Luta Queen of the Mountain, com Jordynne Grace derrotando a campeã Tasha Steelz, junto com Chelsea Green, Deonna Purrazzo e Mia Yim para conquistar o Impact Knockouts Championship. A quatro vezes Campeã Mundial das Knockouts da TNA Mickie James foi a enforcer da luta.

#### Luta Stairway to Hell
Usada na ECW, uma Luta Stairway to Hell é uma luta de escada com uma arma pendurada acima do ringue. Em vez de vencer a luta ao recuperá-la, o primeiro lutador a subir na escada e pegar a arma tem permissão para usá-la na luta. A luta é vencida por pinfall ou submissão padrão.

#### Luta TLC
Uma luta tables, ladders and chairs (mesas, escadas e cadeiras), frequentemente abreviada como luta TLC, é uma extensão de uma luta de escada com cadeiras e mesas também sendo presentes como armas legais. Essa luta foi introduzida porque cada um dos três times se especializava em uma dessas armas: Edge e Christian eram conhecidos pelo uso frequente de cadeiras dobráveis de aço e pelo movimento em dupla "con-chair-to"; os Dudley Boyz eram conhecidos pelo uso pioneiro e brutal de arremessar seus oponentes através de mesas de madeira; e os Hardy Boyz eram conhecidos por suas acrobacias aéreas realizadas de escadas de dois degraus. Houve um tipo de luta semelhante na WrestleMania 2000 chamada Triangle Ladder, que também envolvia mesas e cadeiras. Mas a primeira luta TLC oficial aconteceu entre Edge e Christian, The Dudley Boyz e The Hardy Boyz no evento SummerSlam 2000 da WWF; e outra na WrestleMania X-Seven.
Devido à natureza destrutiva, perigosa, violenta, frenética e fisicamente exigente dessas lutas, todas as lutas TLC subsequentes após a terceira (realizada um mês depois da X-Seven) foram suavizadas para reduzir as exigências físicas e os riscos que esse tipo de luta impõe. De 2009 a 2020, a WWE realizou um pay-per-view em dezembro chamado TLC: Tables, Ladders & Chairs, que apresenta essa estipulação em seu evento principal. A luta tem duas variações: uma é disputada como uma luta de escada, onde a pessoa (ou equipe) deve recuperar um objeto suspenso acima do ringue, e a outra é uma luta tradicional vencida por pinfall ou submissão. Na WWE, Edge competiu no maior número de lutas TLC (7), incluindo as três primeiras, e frequentemente usou essa luta para ganhar vantagem em uma rivalidade, com alguns se referindo a ela como sua luta especialidade.
Essa luta também já foi realizada sob regras de luta individual, onde um lutador pode vencer por pinfall, count-out ou submissão, e mesas, escadas e cadeiras são fortemente utilizadas como armas. Dois exemplos foram a luta “WeeLC” em 2014 e a Tables, Ladders and Scares (uma TLC renomeada) entre Tony D’Angelo e Oba Femi em 2024.

#### Luta Ultimate X
A luta Ultimate X é um "luta de escadas sem escadas", onde dois cabos são estendidos a partir de estruturas metálicas posicionadas nos quatro cantos do ringue, cruzando-se acima do centro e formando um "X". O objetivo da luta é escalar os turnbuckles e, em seguida, atravessar os cabos com as mãos até alcançar o prêmio suspenso — geralmente um cinturão de campeonato. Luta característica da X Division da Impact Wrestling, essa estipulação é normalmente disputada por três ou mais lutadores.

### Nigerian Drum Fight
A Nigerian Drum Fight é uma luta com estipulação de armas e sem desqualificação, onde diversos instrumentos de percussão utilizados na música tradicional nigeriana — como bongôs e um gongue — são disponibilizados ao redor do ringue, juntamente com mesas e kendo sticks. Big E enfrentou Apollo Crews em uma Nigerian Drum Fight na WrestleMania 37.

### Luta Object on a Pole
Uma luta Object on a Pole, cujo nome geralmente deriva do objeto pendurado, como "Brass knuckles on a Pole", "Steel chair on a Pole", "Singapore cane on a Pole", "Paddle on a Pole", "Viagra on a Pole", "Contract on a Pole", "Mistletoe on a Pole" ou "Judy Bagwell on a Forklift", é a antecessora espiritual da luta de escadas. Nesse tipo de luta, um objeto é colocado em um mastro que se estende a partir de um dos quatro turnbuckles do ringue, com os lutadores batalhando para alcançá-lo primeiro. Diferente da luta de escadas, no entanto, alcançar o objeto geralmente não encerra a luta; isso apenas permite que o lutador o utilize como arma. Essa luta não é necessariamente uma luta sem desqualificação; a arma no mastro é apenas uma exceção à regra de desqualificação. Porém, às vezes trata-se de uma luta sem desqualificação em que qualquer arma, incluindo a do mastro, pode ser usada.
Essa luta é muitas vezes chamada por críticos de wrestling de "Russo Special", devido à frequência com que o booker da WCW, Vince Russo, utilizava esse tipo de estipulação durante seu tempo na empresa. Outra luta típica da World Championship Wrestling é a San Francisco 49ers, em que quatro caixas são colocadas nos quatro cantos do ringue. Uma delas contém o cinturão de campeão e as outras três contêm armas. É necessário encontrar a caixa com o cinturão para vencer a luta e se tornar campeão. Até hoje, essa luta só aconteceu uma vez em uma grande federação de wrestling, com Booker T derrotando Jeff Jarrett para vencer o WCW World Heavyweight Championhip em 2 de outubro de 2000.
Existem diversas variações desta luta. Em alguns casos, a luta é mais parecida com uma luta de escadas, em que alcançar o objeto encerra a luta. Em outras, há objetos acima de todos os turnbuckles. Ainda em outras, pode haver uma mistura dos dois estilos, com um objeto colocado em cada corner (embora não necessariamente pendurado acima), sendo um deles o necessário para vencer a luta, enquanto os outros podem ser usados como armas. A Total Nonstop Action Wrestling usou uma "luta Pole" como preparação para outra luta, colocando objetos em quatro dos seis turnbuckles com a promessa de que o primeiro lutador a alcançar cada objeto teria permissão para usá-los semanas depois, em uma luta em jaula já agendada. Já na luta Feast or Fired, cada maleta contém um contrato para disputar o TNA World Heavyweight Championship, o TNA Tag Team Championship ou o TNA X-Division Championship. A última maleta contém uma carta de demissão, significando que o lutador que a pegar será demitido imediatamente. Contudo, se o detentor da maleta com a luta pelo X-Division Championship vencer o título, ele não poderá trocá-lo imediatamente por uma luta pelo World Heavyweight Championship (conhecido como Option C). A luta Coal Miner's Glove é uma variação da tradicional Object on a Pole, na qual o objeto em questão é uma luva de mineiro de carvão, que pode ser usada contra o oponente após ser recuperada.

#### Biker Chain
A Biker Chain é uma luta hardcore em que uma corrente está presa a um mastro e é a única arma legal, mas o objetivo da luta é vencer por pinfall. Brock Lesnar e The Undertaker participaram de uma Biker Chain no evento No Mercy 2003 da WWE.

### Pillow Fight
A Pillow Fight é uma luta com estipulação de armas em que apenas travesseiros e uma cama são colocados no ringue. Os travesseiros podem ser usados como armas, mas fora isso, as regras padrão de wrestling se aplicam. Notavelmente, Torrie Wilson certa vez levantou a cama com Candice Michelle em cima e a arremessou. Uma variação, chamada Lingerie Pillow Fight, exige que as participantes usem lingerie. Outra variação, a Pajama Pillow Fight, exige que as participantes usem pijamas.

### Luta Straitjacket
A luta Straitjacket é uma luta em que o objetivo é colocar o adversário em uma camisa de força, geralmente após deixá-lo inconsciente ou incapaz de resistir por meio de golpes ou finalizações. Essa estipulação fez sua estreia televisionada na TNA quando Samuel Shaw derrotou Mr. Anderson ao deixá-lo inconsciente com uma guilhotina e depois vesti-lo com a camisa de força. Em junho de 1999, no WWF Raw, Ken Shamrock venceu Jeff Jarrett mesmo sendo o único confinado à camisa de força, forçando Jarrett a desistir com uma chave de pernas na cabeça.

### Luta Strap
A luta Strap é uma luta em que os dois competidores são amarrados um ao outro pelas extremidades de uma correia, corda, corrente ou cinto, o que os mantém em proximidade constante. A correia é considerada um objeto legal durante a luta, podendo ser usada como arma, inclusive para estrangulamento, o que geralmente invalida a possibilidade de vitória por submissão. O método mais comum de vitória é o pinfall, mas uma variação popular exige que o lutador toque os quatro cantos do ringue em sequência, sem interrupções, para vencer.
Essa estipulação possui várias variações de nome e estilo, dependendo do tipo de amarra e dos lutadores envolvidos. Alguns exemplos incluem lutas com couro, corrente de aço, corda com sino no meio (luta Bullrope), entre outros. Quando envolve um lutador porto-riquenho (como Savio Vega) ou é realizada em uma promoção de Porto Rico, como a International Wrestling Association, pode ser chamada de luta Caribbean Strap.

#### Barbed Wire Chain Deathmatch
Uma Barbed Wire Chain Deathmatch é uma variação extrema da luta strap, onde, em vez de uma correia de couro unindo os pulsos dos lutadores, utiliza-se arame farpado. Essa estipulação foi usada algumas vezes em 1995 na promoção japonesa IWA, com lutadores como Shoji Nakamaki, Hiroshi Ono e Cactus Jack.

### Luta Dog Collar
Uma luta Dog Collar é uma variação da luta strap em que, em vez de os lutadores estarem presos pelos pulsos, eles são acorrentados pelo pescoço com coleiras de cachorro e uma corrente de metal. Tornou-se famosa com a luta entre Roddy Piper e Greg Valentine no Starrcade '83: A Flare for the Gold. A AEW trouxe a estipulação de volta nos últimos anos, como na luta entre Brodie Lee e Cody em 2020 (a última da carreira de Brodie antes de sua morte), e CM Punk vs. MJF no Revolution, amplamente elogiada pela violência. Punk também participou de outra Dog Collar notoriamente violenta contra Raven no ROH Death Before Dishonour 2003.

### Luta de Macas

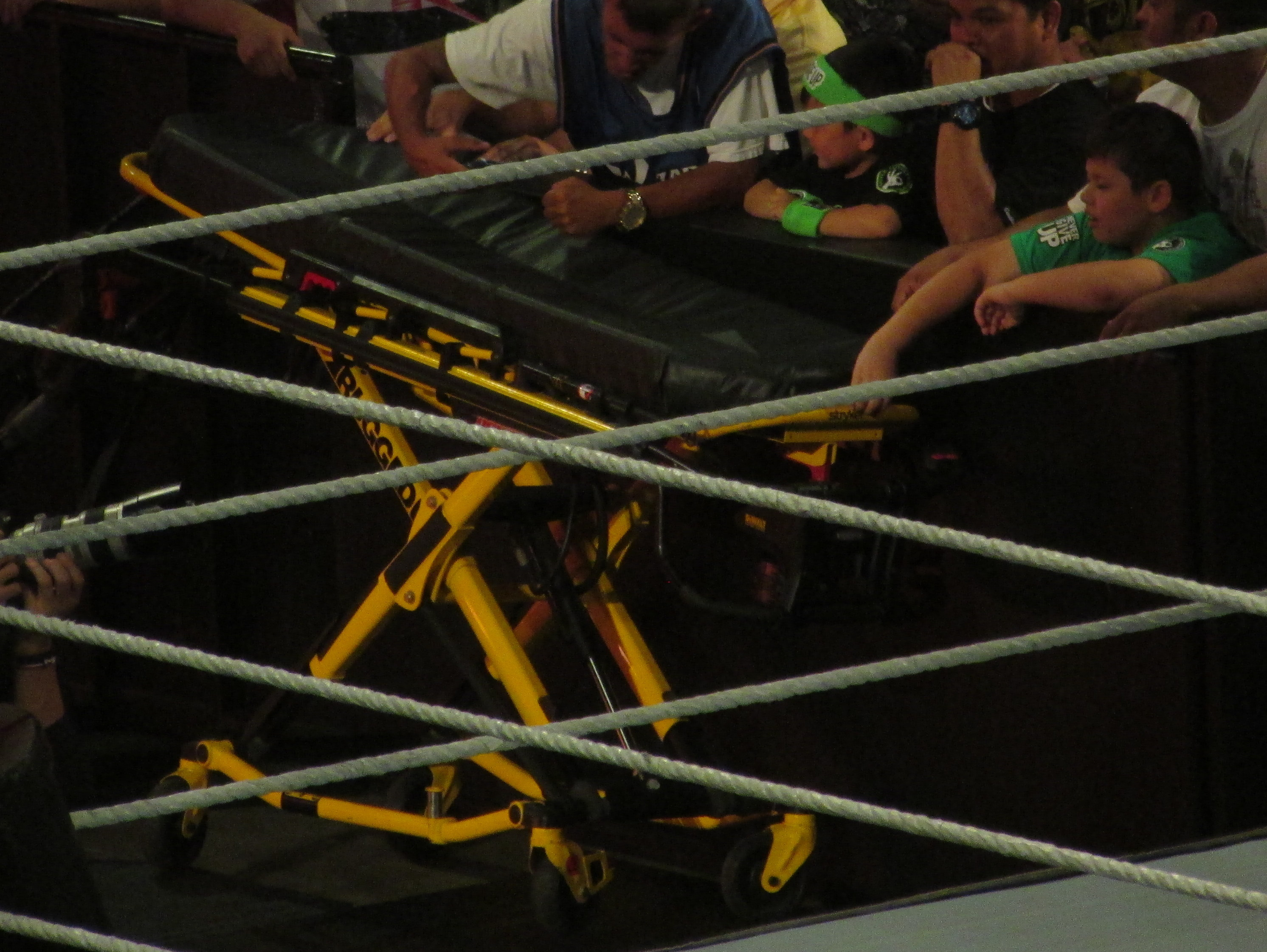
Uma maca ao lado do ringue antes de uma luta de macas.

Uma luta de macas (em inglês: Stretcher match) é uma luta hardcore onde o objetivo do lutador é incapacitar seu oponente de tal forma que ele consiga colocá-lo numa maca e rolá-la até a linha de chegada para conquistar a vitória, geralmente passando por uma linha no topo da rampa de entrada. A maca também pode ser usada como uma arma. As lutas de macas disputadas na All Elite Wrestling (AEW) são uma combinação de luta de maca e luta de ambulância, onde o objetivo é colocar o oponente na maca, rolar a maca até a parte de trás de uma ambulância e fechar ambas as portas para conseguir a vitória.

### Luta de Mesas

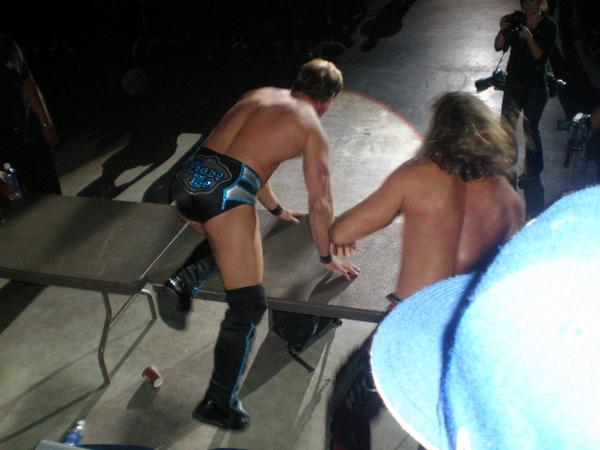
Chris Jericho (esquerda) e Shawn Michaels em uma luta de mesas em um house show em Porto Rico

Uma luta de mesas é uma luta hardcore em que, para vencer, é necessário arremessar o oponente através de uma mesa utilizando um golpe ofensivo. Não é possível ganhar a luta acidentalmente ou por outras formas de vitória tradicionais.
Esse tipo de luta pode ocorrer em duplas, com regras de eliminação ou decisão por uma única queda. A primeira luta de mesas foi realizada no evento Double Tables da ECW em 1995, entre The Public Enemy e The Tazmaniac & Sabu pelo ECW World Tag Team Championship. Já a primeira na WWE aconteceu no Royal Rumble 2000, quando The Hardy Boyz enfrentaram The Dudley Boyz em uma luta de duplas. Nessas lutas iniciais, o objetivo era colocar todos os membros da equipe adversária através de mesas com movimentos ofensivos, mas as lutas posteriores na WWE passaram a exigir apenas que um membro da equipe adversária fosse arremessado por uma mesa para o combate terminar. Geralmente, as lutas de mesas também têm cláusula de "sem desqualificação", caracterizando-as como lutas hardcore. Em combates de duplas, é comum que um lutador salve seu parceiro se jogando ele próprio sobre a mesa antes, impedindo que o golpe ofensivo do adversário finalize a luta — isso não conta contra sua equipe.

## Luta Winner Takes All
Dois cenários constituem uma luta "Winner Takes All" (O Vencedor Leva Tudo); uma luta de título contra título é uma luta em que ambos os lutadores (ou equipes, se for uma luta de duplas) são campeões antes da luta, e o vencedor recebe o título do perdedor, assim "levando tudo". Isso difere de uma luta de unificação de títulos, onde um título é absorvido pelo outro e é aposentado/desativado. Em um cenário "Winner Takes All", ambos os títulos permanecem ativos e são defendidos como entidades separadas. Lutas "Winner Takes All" também podem ocorrer em lutas de duplas, nas quais dois títulos separados são disputados na mesma luta; como no caso de Seth Rollins e Becky Lynch, que defenderam o Universal Championship e o Raw Women's Championship, respectivamente, contra Baron Corbin e Lacey Evans no evento Extreme Rules 2019.